# Reliekhouder

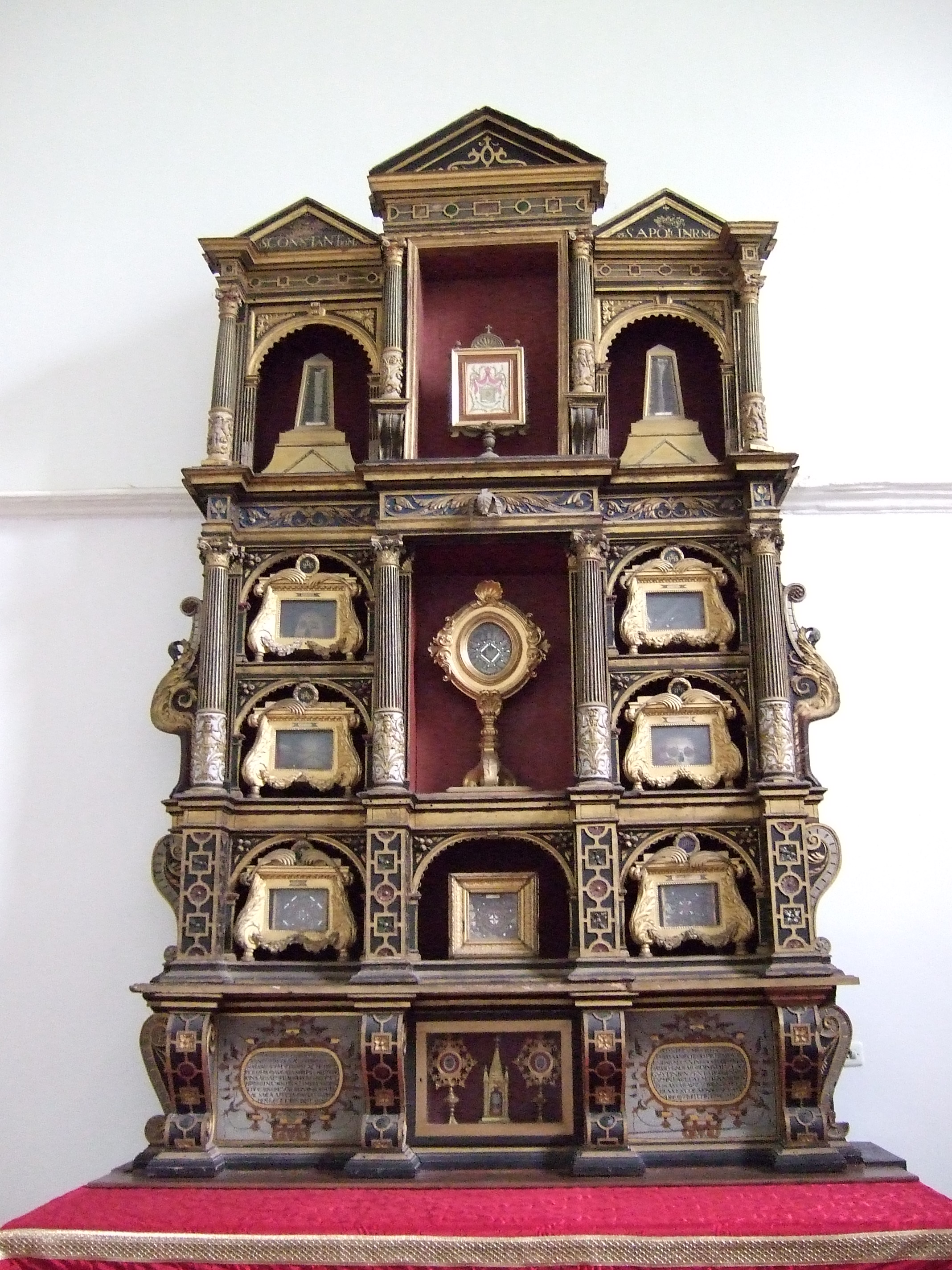
Kast met reliekhouders, Burgos

Een reliekhouder (Latijn: reliquiarium) is een voorwerp om relieken in te bewaren, meestal delen van het skelet van een heilige. Reliekhouders zijn vaak kostbare en kunstig gemaakte voorwerpen, die tot het kunsthistorisch erfgoed behoren. Reliekhouders waren vooral in het middeleeuwse christendom populair, maar ook in latere perioden en bij andere religies zijn reliekhouders te vinden.

## Reliekhouders in het christendom

### Middeleeuwen
Zowel in de oosterse als in de westerse kerken gaat de praktijk van reliekenverering terug tot de 4e eeuw. De oudste christelijke reliekhouders dateren uit de merovingische tijd. In de Vaticaanse Musea wordt een eenvoudig houten reliekkistje uit de 6e of 7e eeuw bewaard met stenen uit het Heilige Land. In de collectie van het Museum Catharijneconvent in Utrecht bevindt zich een reliekkistje dat rond 700 in Frankrijk of Duitsland tot stand kwam en dat in de Betuwe werd gevonden. Het verguld koperen kistje is met filigraanwerk, glas en edelstenen versierd. Veel reliekhouders uit deze vroege periode zijn echter vrij onaanzienlijk, aangezien ze meestal bedoeld waren om onzichtbaar, in een uitholling van het altaar geplaatst te worden.
Aanvankelijk werden bestaande kistjes, drinkhoorns of beurzen gebruikt om relieken in te bewaren, later ging men deze speciaal voor dit doel vervaardigen, vaak versierd met schilderingen, reliëfs of borduurwerk met voorstellingen uit het leven van de heilige. In veel gevallen was het oorspronkelijke voorwerp van verering niet meer te zien en nam de reliekhouder de plaats ervan in. Soms werd een kijkglas in de houder geplaatst, waardoor men een blik op de relikwie kon werpen. In de late middeleeuwen nam de verering van relikwieën een hoge vlucht. Gelovigen konden met het aanbidden van relieken aflaten verdienen en daarbij ging de meeste aandacht niet alleen uit naar de meest betekenisvolle relieken (bijvoorbeeld van Jezus of Maria, of van populaire heiligen die hulp boden bij ziekte of tegenslag), maar ook naar de kostbaarste reliekhouders en schrijnen. Kerken en kloosters die populaire relieken of indrukwekkende reliekhouders bezaten, trokken veel bedevaartgangers en waren om die reden van groot belang voor de lokale economie.

### Na de reformatie
In de Noordelijke en Zuidelijke Nederlanden hadden de meeste kerken zeer te lijden van plunderingen en vernielingen tijdens de beeldenstormen van de 16e eeuw en de daarop volgende godsdienstoorlogen. De woede van de beeldenstormers richtte zich, vanwege de uitwassen van reliekenverering en aflaatpraktijken, vaak op relieken en reliekhouders. Reliekhouders van goud en zilver behoorden tot de meest gewilde oorlogsbuit. Wat in de Zuidelijke Nederlanden nog overbleef aan reliekhouders, ging vaak verloren in de Franse tijd, toen kloosters en kapittels werden opgeheven en een groot deel van het kerkelijk zilver werd verkocht of omgesmolten.

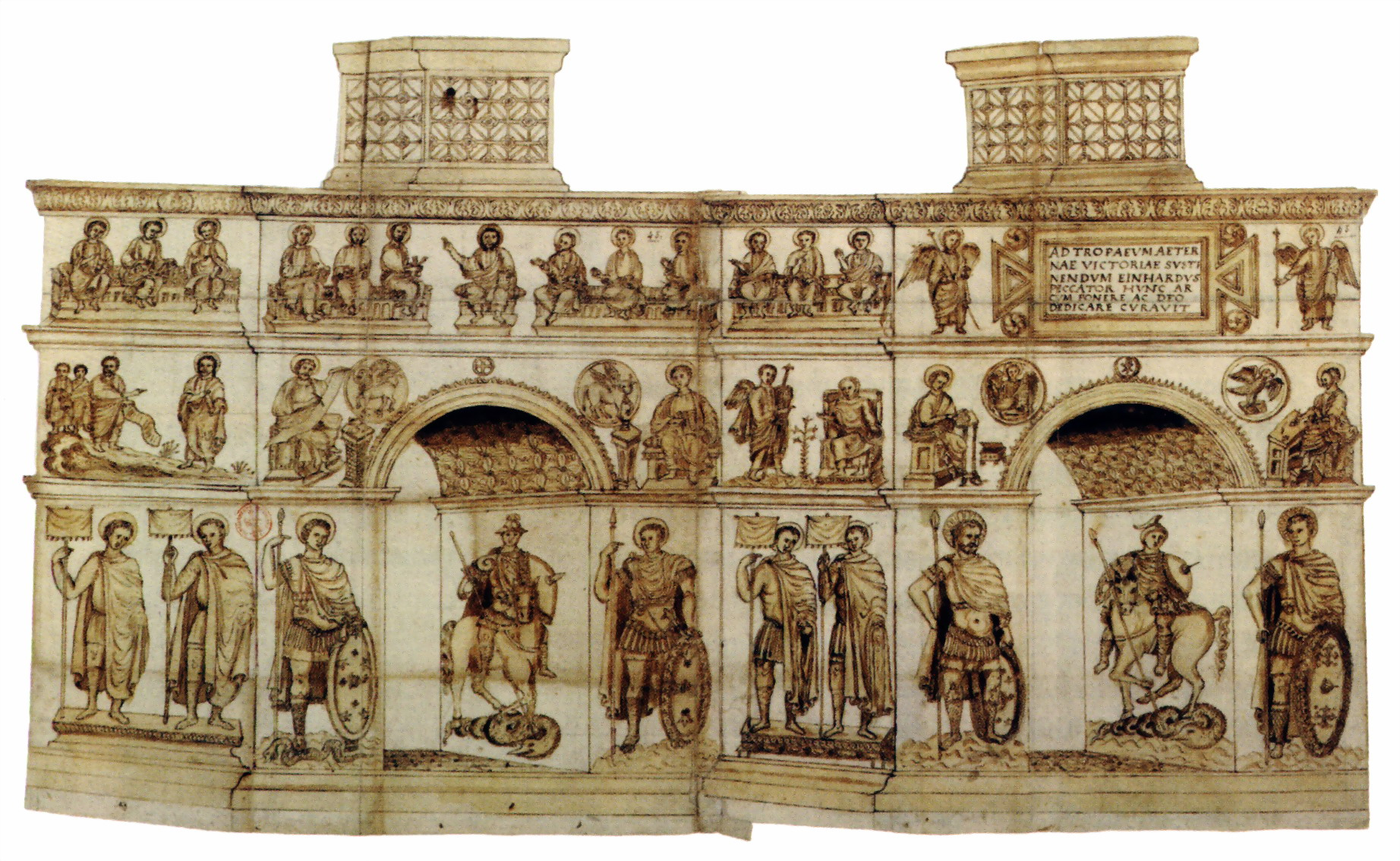
Einhardsboog (17e-eeuwse tekening)

In belangrijke kerkelijke centra als Utrecht, Deventer, Brugge, Gent, Sint-Truiden, Stavelot en Luik zijn om die reden relatief weinig middeleeuwse reliekhouders bewaard gebleven. Dat er in sommige schatkamers (bijvoorbeeld in Maastricht en Doornik) nog zoveel kostbaarheden te vinden zijn, komt omdat er oorspronkelijk zoveel meer was en men er hier en daar in slaagde een reliekhouder of monstrans achter te houden. Een van de meest betreurde verliezen van de schatkamer van de Sint-Servaasbasiliek betrof de Einhardsboog, een zilveren reliekhouder in de vorm van een Romeinse triomfboog, die bijna 1000 jaar lang in deze kerk bewaard werd. Desalniettemin bezit de Sint-Servaas vandaag de dag meer dan honderd reliekhouders, waaronder topstukken als de Noodkist, de reliekbuste en het borstkruis van Sint-Servaas. Ook in Duitsland zijn nog enkele zeer goed gevulde schatkamers met belangrijke reliekhouders en schrijnen te vinden, onder andere in Hildesheim, Quedlinburg, Minden, Essen, Keulen, Aken en Trier.
In de 19e eeuw zijn veel reliekhouders, meestal ontdaan van de relikwieën, in museale of privéverzamelingen terechtgekomen. Musea met belangrijke collecties middeleeuwse reliekhouders zijn: het Rijksmuseum in Amsterdam, het Museum Catharijneconvent in Utrecht, de Koninklijke Musea voor Kunst en Geschiedenis in Brussel, het Kunstgewerbemuseum in Berlijn, het Germanisches Nationalmuseum in Neurenberg, het Musée national du Moyen Âge in Parijs, de Vaticaanse Musea in Vaticaanstad, het British Museum en het Victoria and Albert Museum in Londen, The Cloisters in New York, het Walters Art Museum in Baltimore en het Cleveland Museum of Art in Cleveland.
Veel kunsthistorisch belangwekkende reliekhouders zijn nog in het bezit van kerken, maar worden inmiddels eveneens tentoongesteld, ofwel in de eigen kerkelijke schatkamer, ofwel via bruiklenen aan musea. Een deel van de reliekhouders heeft daarnaast de oorspronkelijke religieuze functie behouden. Vrijwel alle katholieke parochies in Nederland en België bezitten één of meerdere reliekhouders; de belangrijkere kerken soms ook een reliekschrijn. Per bisdom zijn deze geïnventariseerd in het episcopaal archief. Bij een reliek wordt meestal een document bewaard waarin de echtheid wordt bevestigd door een bisschop of abt. Bij oudere reliekhouders zit vaak een strookje perkament ingesloten, cedula genoemd, met daarop informatie over de herkomst van de relieken.

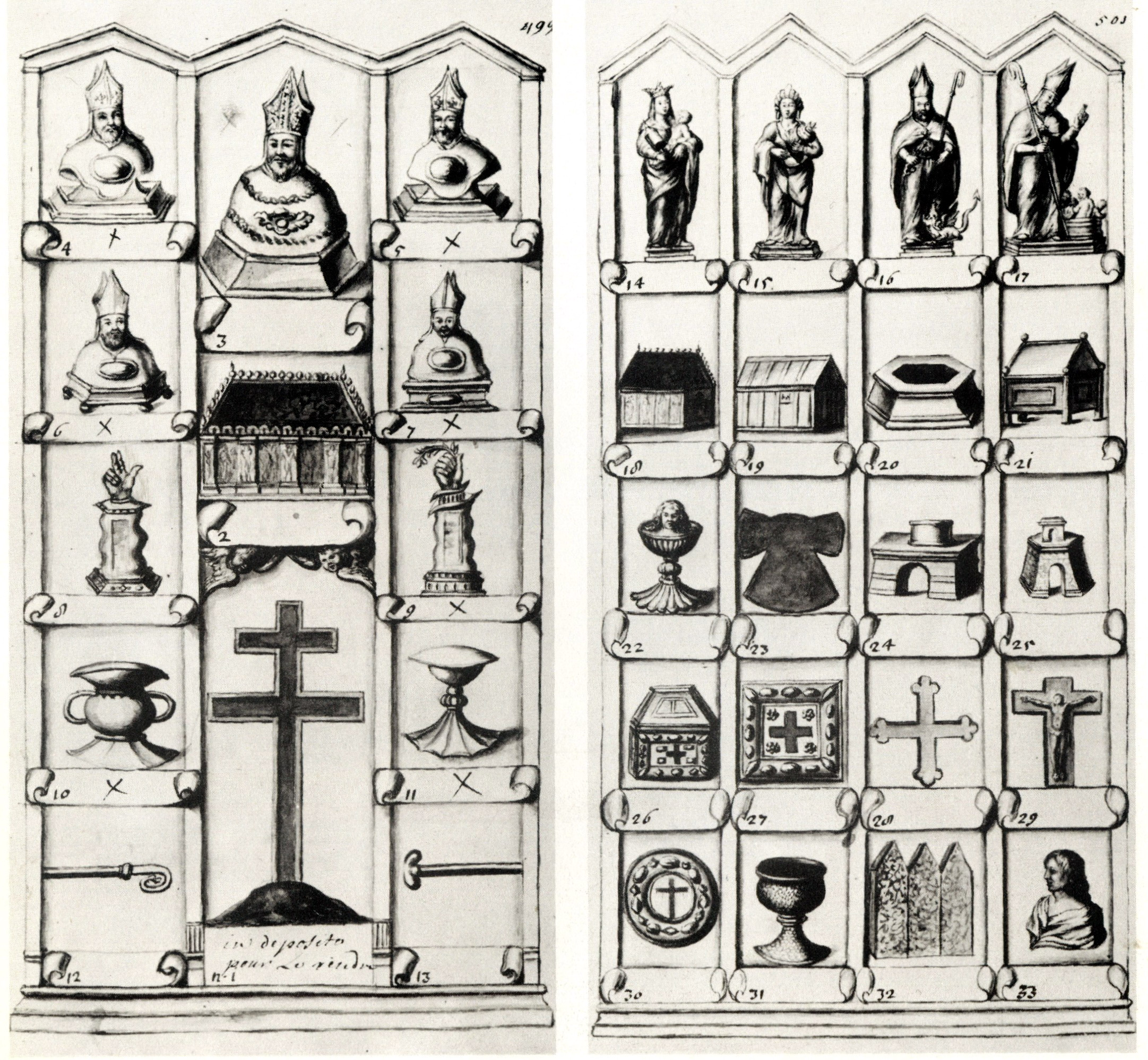
Reliekentoningsformulier, St-Servaaskerk, Maastricht
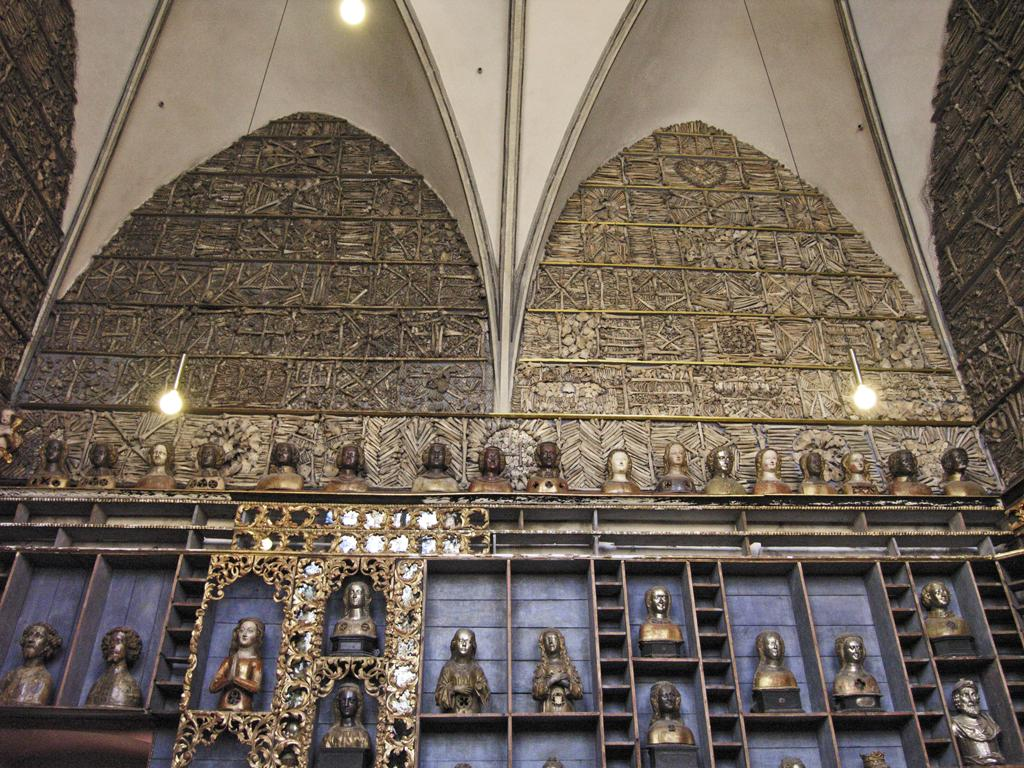
"Goldene Kammer", St-Ursulakerk, Keulen
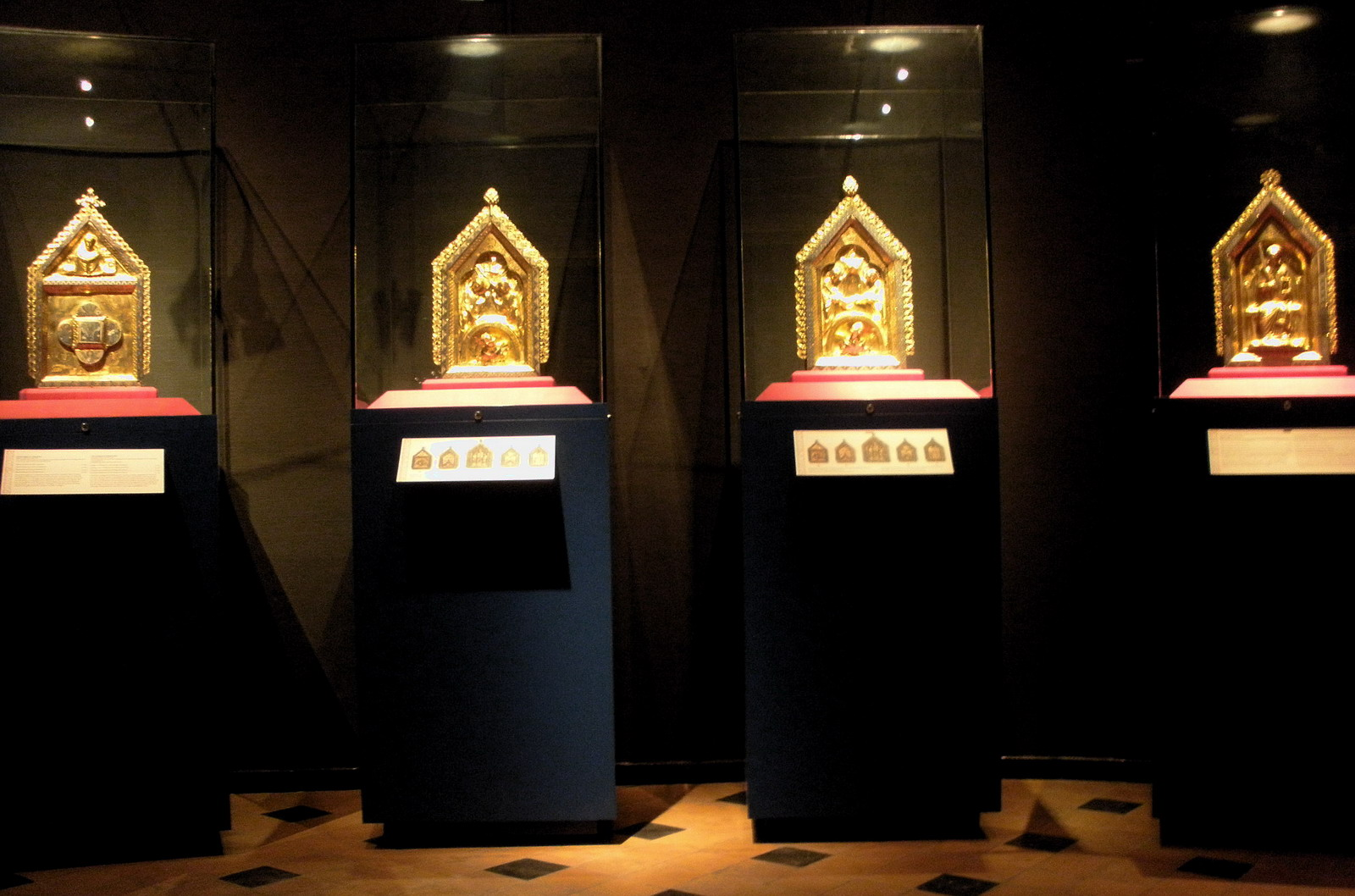
Vier reliekgevels, KMKG, Brussel
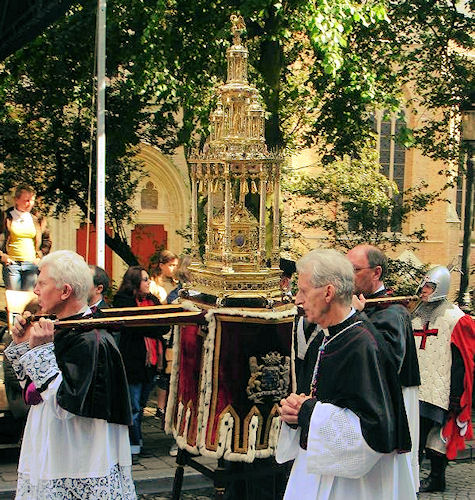
Heilig Bloedprocessie, Brugge

## Reliekhouders in andere religies

### Islam
Binnen sommige stromingen van de islam worden ook relikwieën vereerd. In het Topkapipaleis in Istanboel worden diverse reliekkistjes met relikwieën van de profeet Mohammed bewaard, zoals een tand van de profeet en zand afkomstig uit zijn graftombe. In het Mevlanamuseum in Konya wordt de baard van de profeet bewaard in een achthoekig reliekschrijn.

### Boeddhisme
Ook in het boeddhisme worden relieken bewaard en vereerd. Zeer oud is de zogenaamde Bimaran reliekhouder, een gouden doosje met relieken van Boeddha, waarschijnlijk daterend uit de 1e eeuw na Christus. Het doosje werd rond 1835 gevonden door de Britse avonturier Charles Masson in Jalalabad (oostelijk Afghanistan). Verscheidene plaatsen op het Indiase subcontinent claimen het bezit van een tand van Boeddha. Bekend is het gouden reliekschrijn in de Sri Dalada Maligawatempel ("Heilige Tandtempel") op Sri Lanka. Een Tibetaanse gau is een draagbare reliekhouder waarin relikwieën zoals botdelen, haren of fragmenten van kleding van overleden leraren, of religieuze teksten of geneeskrachtige kruiden worden bewaard.

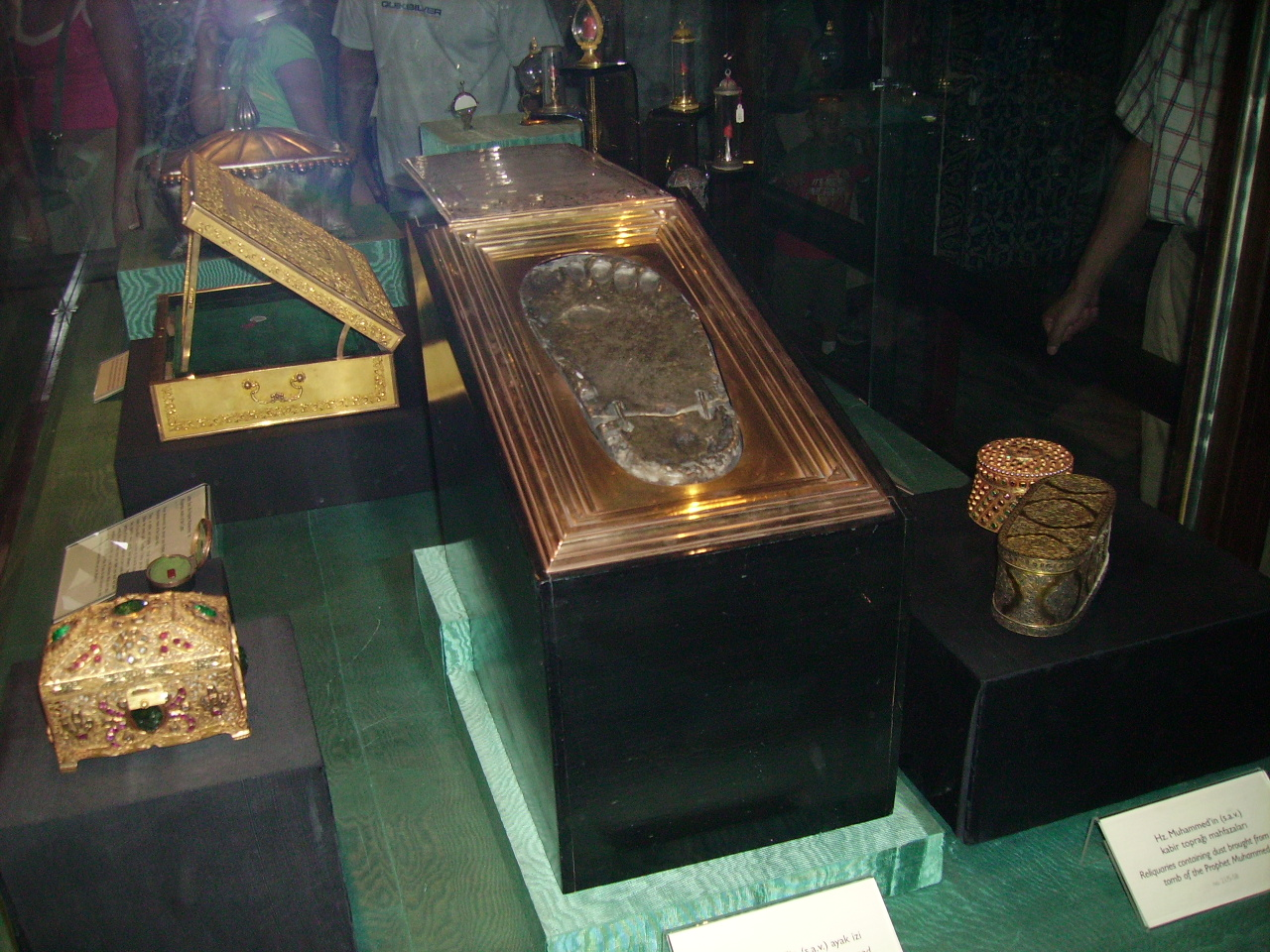
Reliekhouders van Mohammed, Istanboel
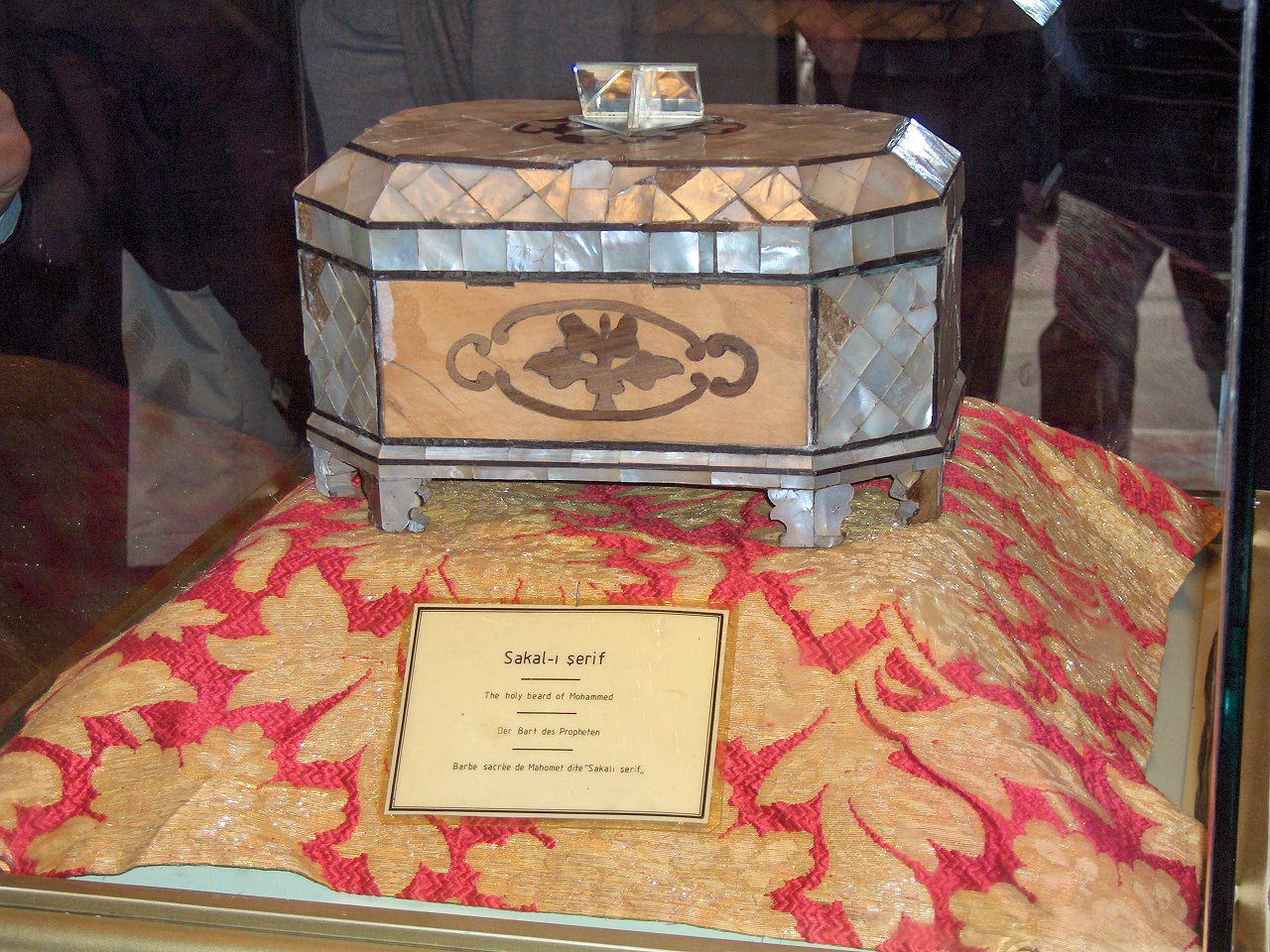
Reliekkistje met Baard van Mohammed, Konya
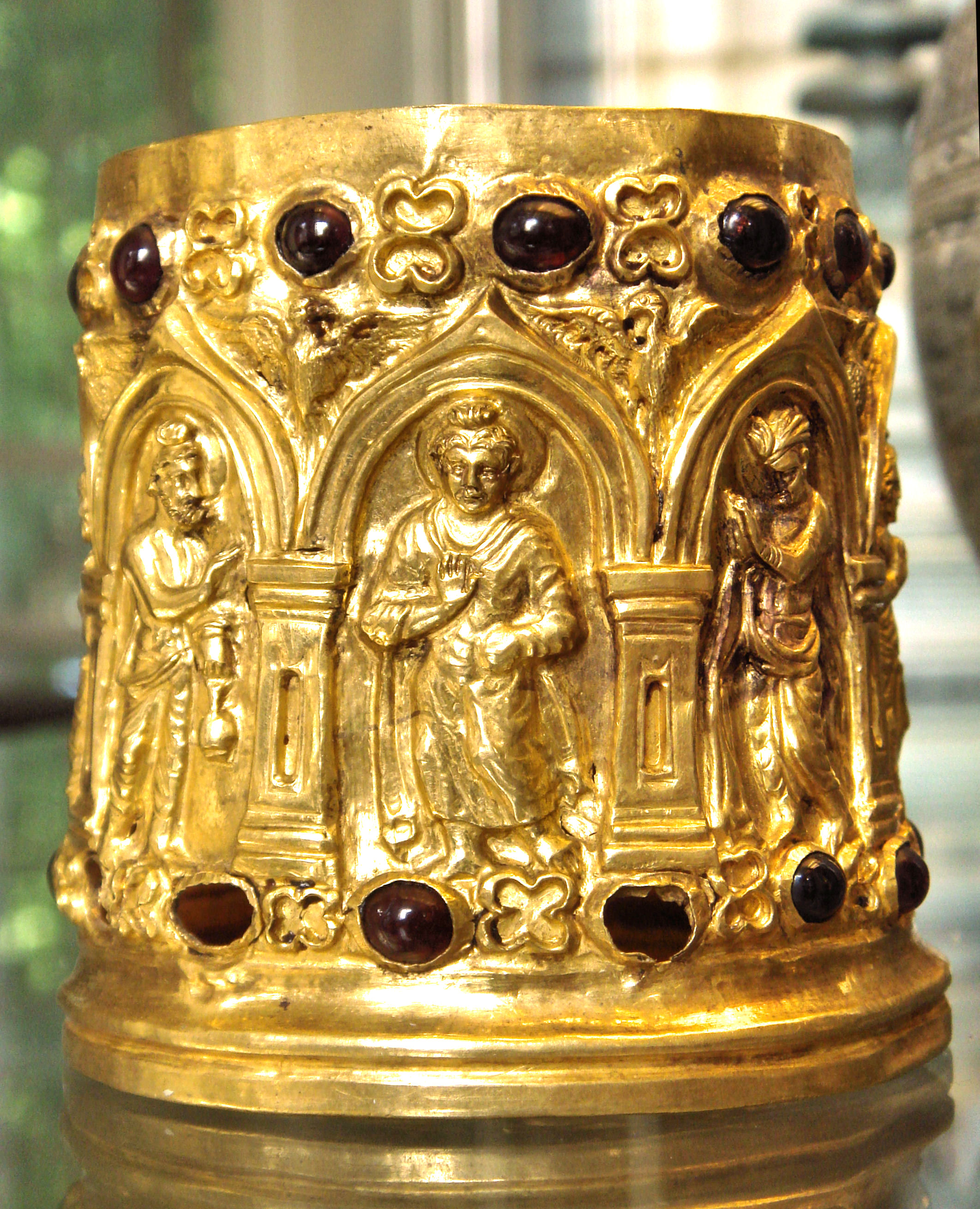
Bimaran reliekhouder, Londen
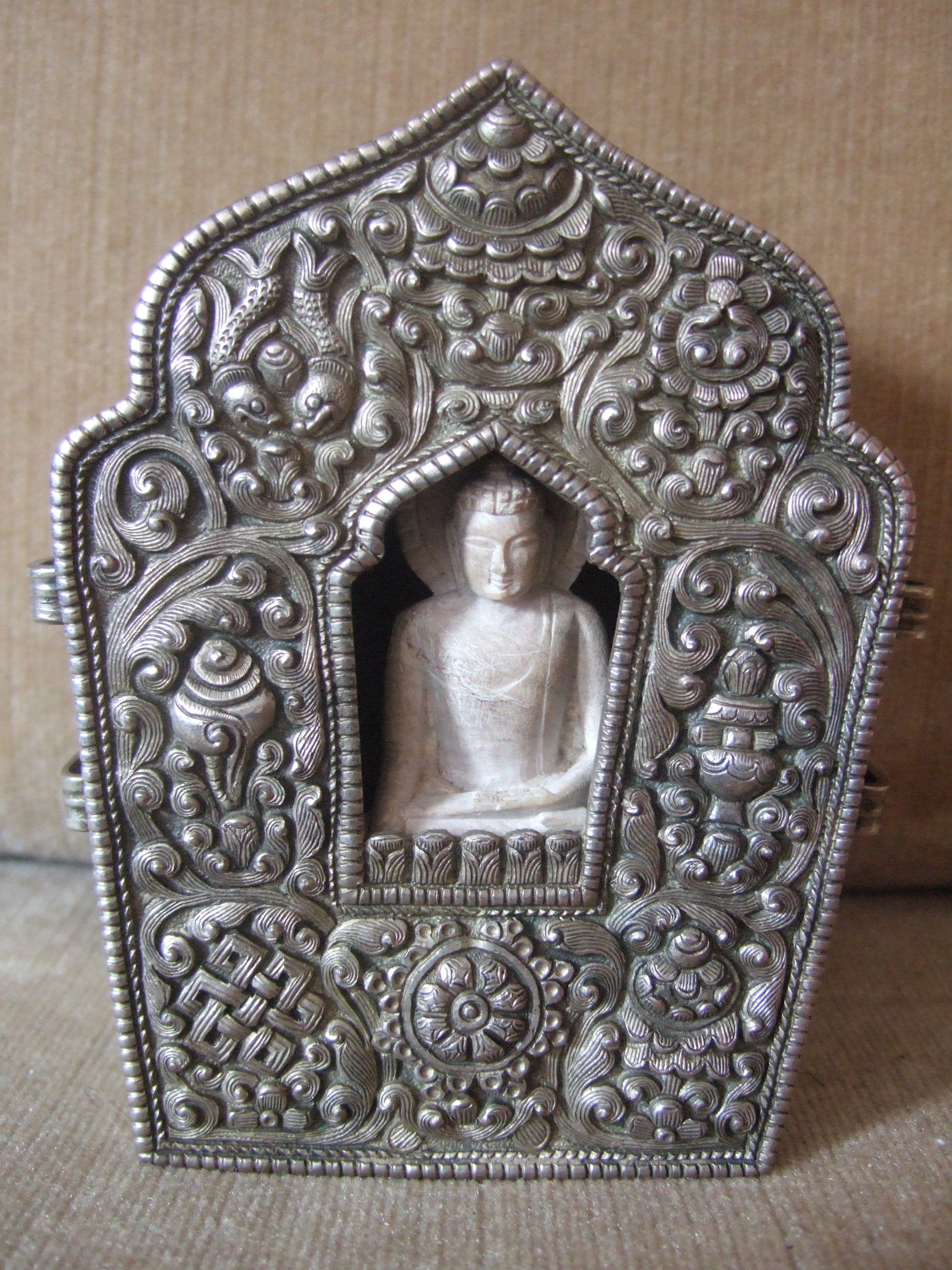
Tibetaanse gau met relieken

## Vormgeving

### Reliekhoorns
Hoorns van bizons, oerossen en neushoorns worden al sinds mensenheugenis als drinkhoorn of als natuurhoorn benut, maar bleken ook zeer geschikt als bewaarplaats voor relieken en andere kostbaarheden. In de schatkamer van de Onze-Lieve-Vrouwebasiliek in Maastricht bevindt zich de Vikinghoorn, oorspronkelijk een Scandinavische drinkhoorn van oeros met loodzilverbeslag uit de 10e eeuw. Slagtanden van olifanten, "olifants" genoemd, deden eveneens, al dan niet bewerkt, dienst als reliekhouders. De grootste exemplaren hebben een lengte van bijna een meter. Ivoor was echter kostbaar. In de eerdergenoemde Maastrichtse kerk bevindt zich een houten reliekhoorn die, witgeschilderd, de indruk moest wekken van ivoor te zijn.

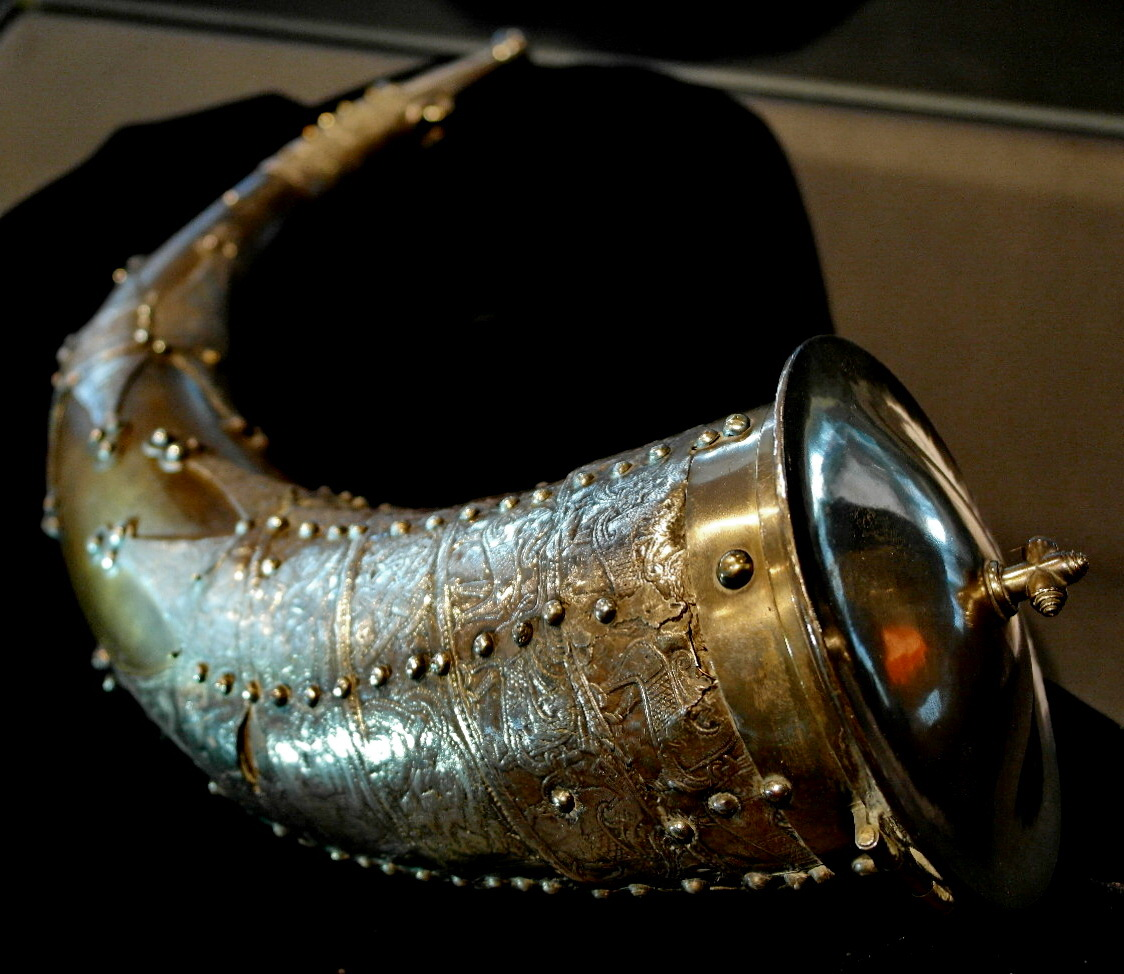
Vikinghoorn van oeros met loodzilverbeslag, Maastricht
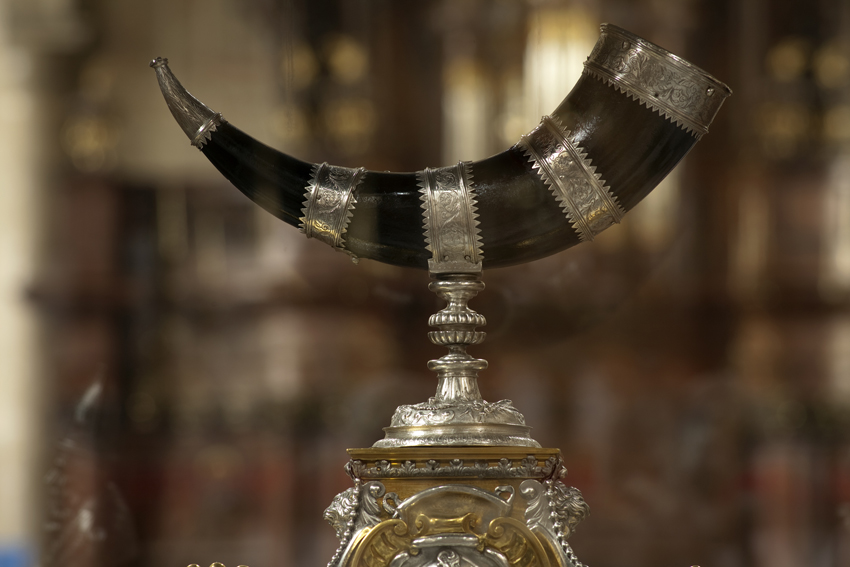
Reliekhoorn van oeros op zilveren voet, Ninove
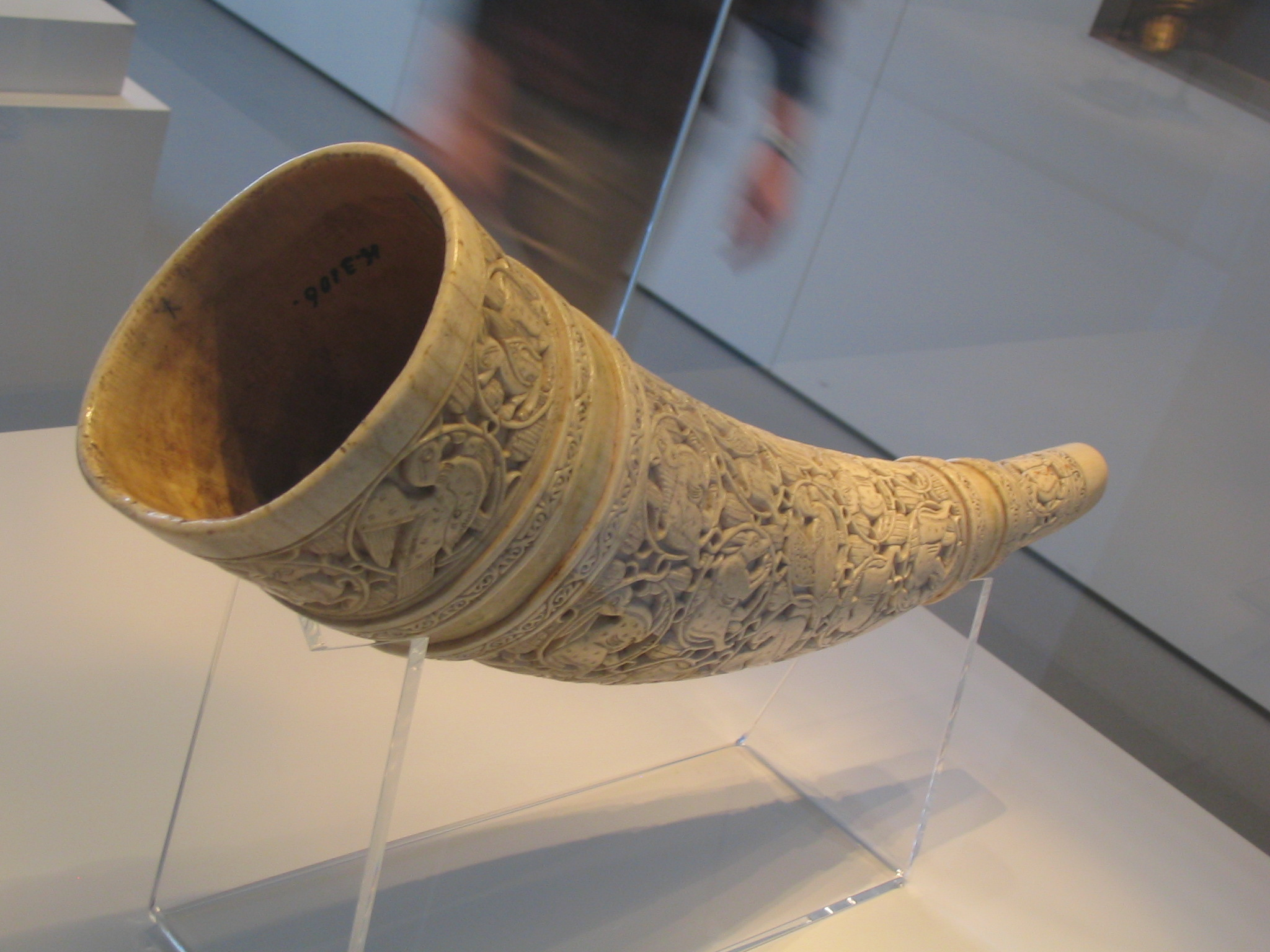
Bewerkte "olifant", Berlijn
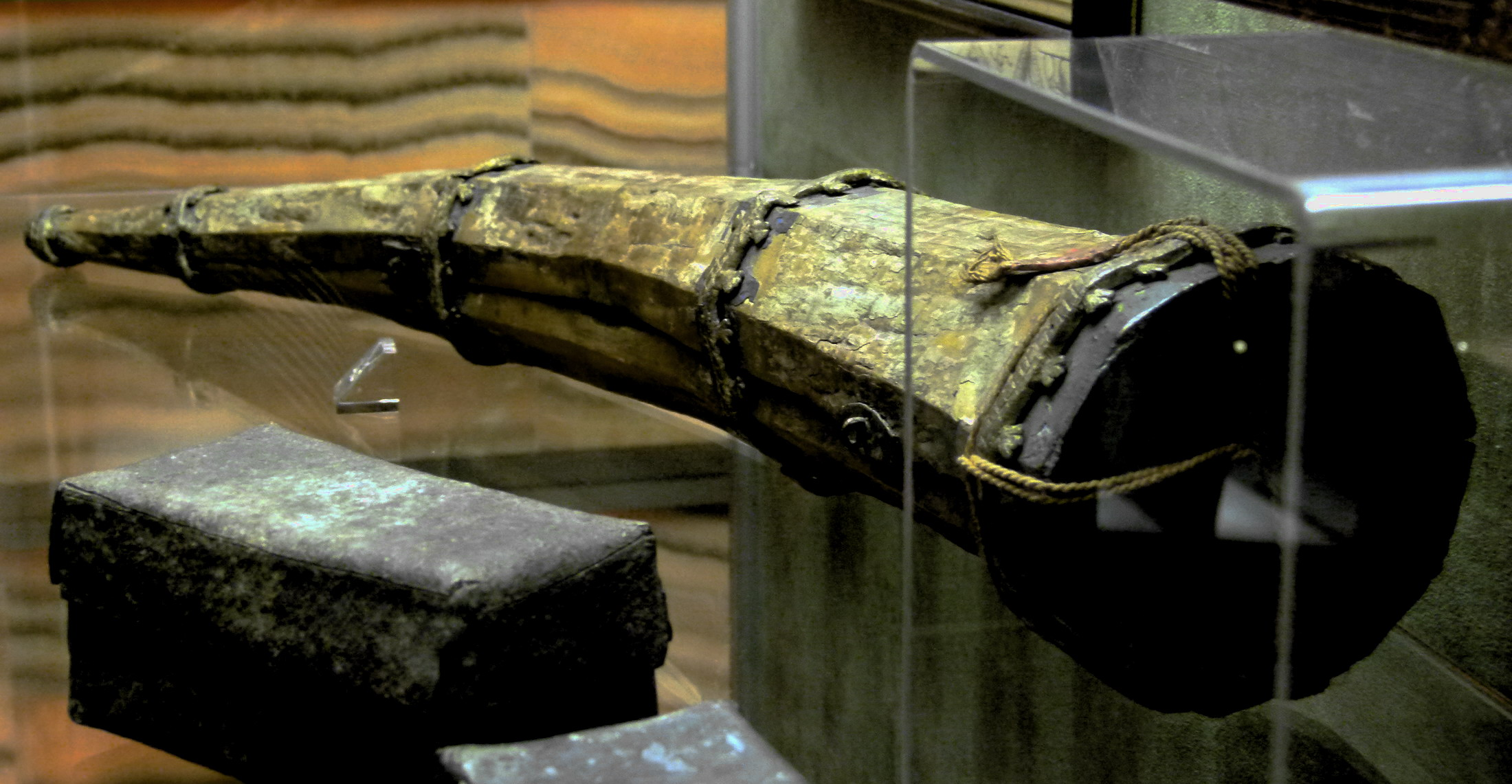
Houten reliekhoorn, Maastricht

### Reliekbeurzen
De beurs of bursa is een van de oudste vormen van reliekhouder, ontstaan uit de buidel van textiel of leer, die vanouds als bewaarmiddel werd gebruikt. De oudst bekende reliekbeurs van metaal (met een houten kern) dateert uit de 8e eeuw. Ze maakte eertijds deel uit van de zogenaamde Dionysiusschat in de stiftskerk van Enger (Kreis Herford) en bevindt zich tegenwoordig in het Kunstgewerbemuseum in Berlijn. De zeer rijk met edelstenen bezette Stefanusbeurs in de schatkamer van de Hofburg in Wenen dateert uit het begin van de 9e eeuw en behoort al vele eeuwen tot de rijkskleinodiën van het Heilige Roomse Rijk. In de Sint-Catharinakerk in Maaseik bevindt zich eveneens een Karolingische, wellicht Angelsaksische reliekenbeurs van hout met verguld koper.

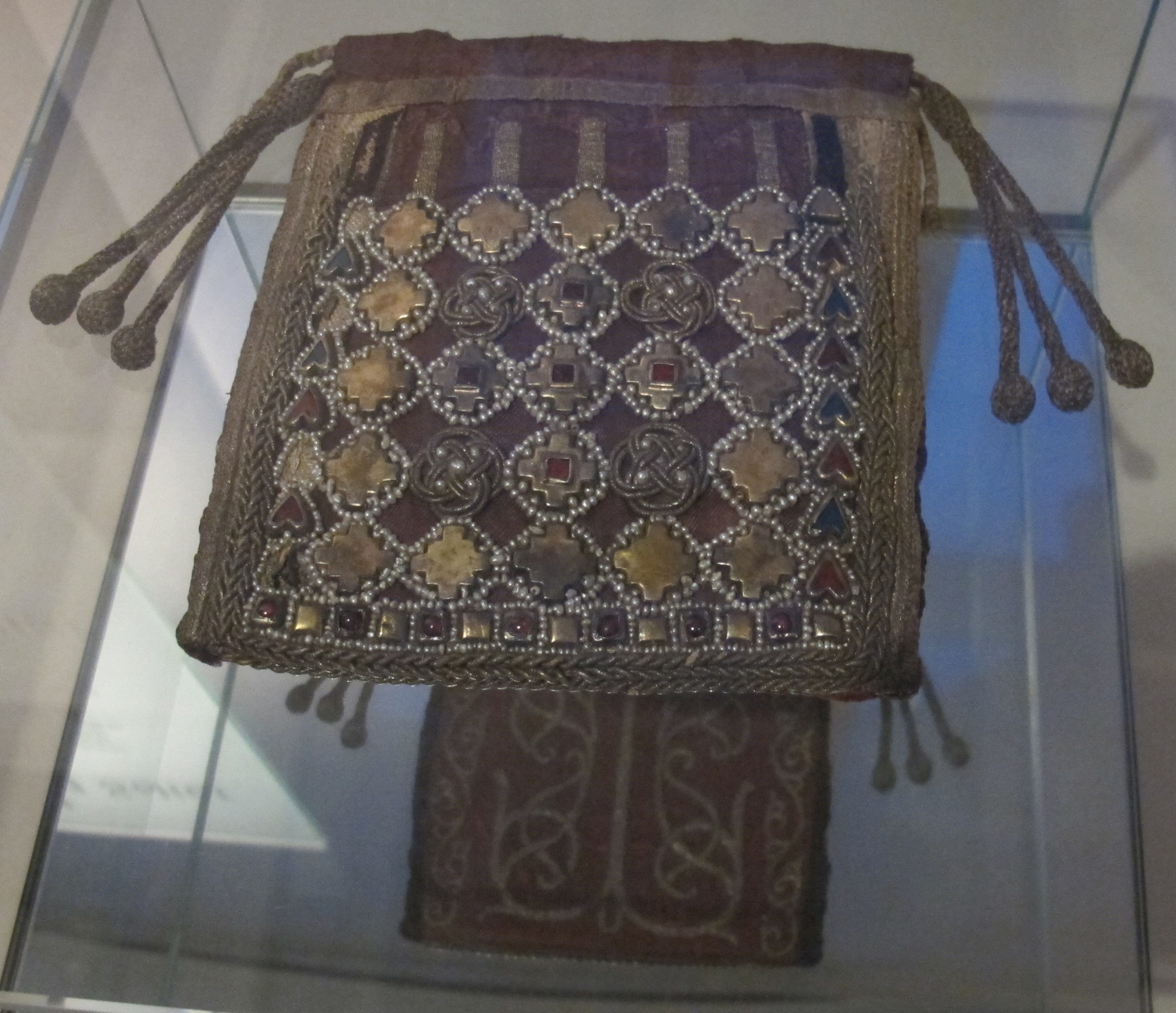
Reliekenbeurs, Trier
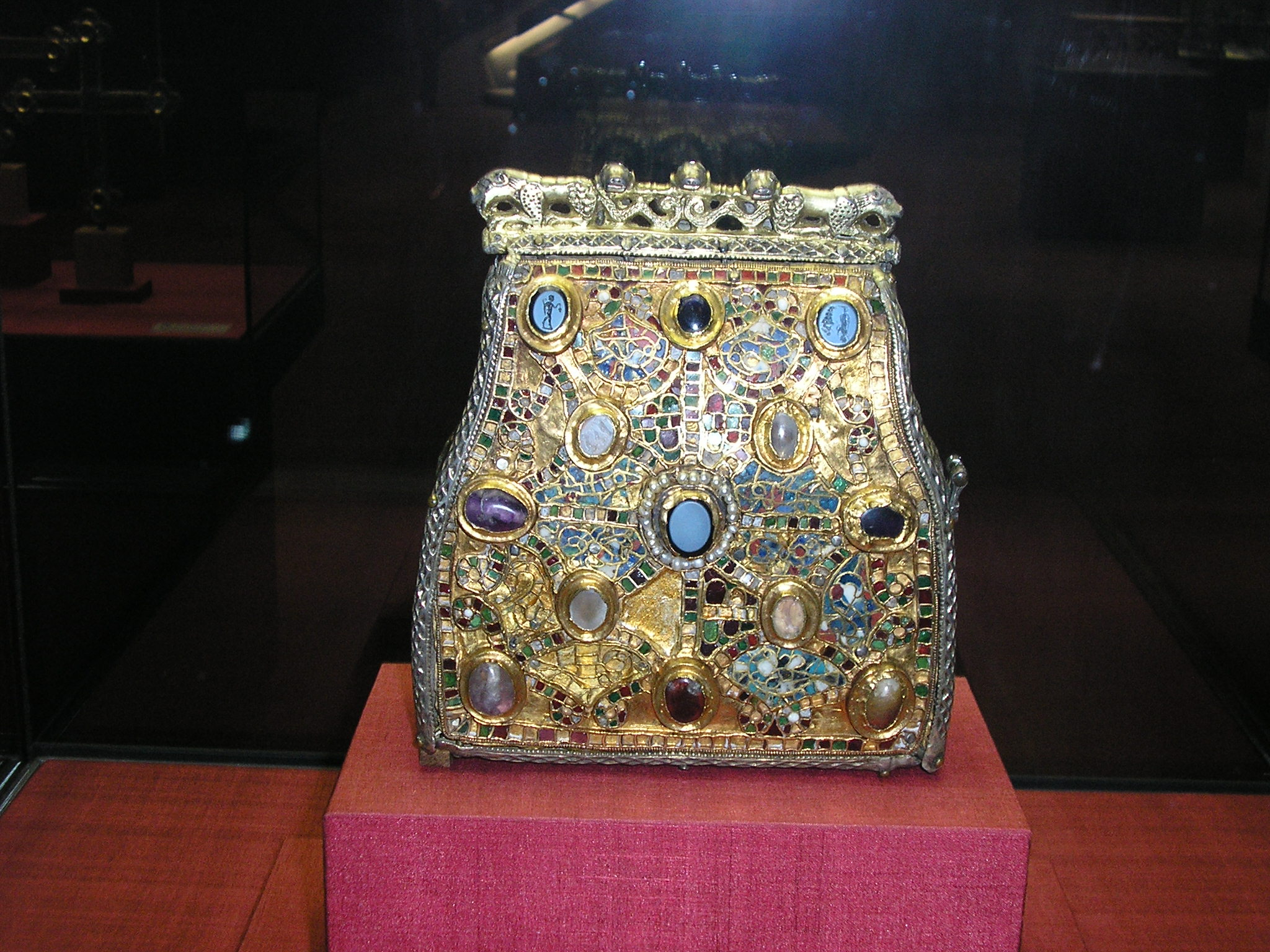
Reliekenbeurs, Berlijn
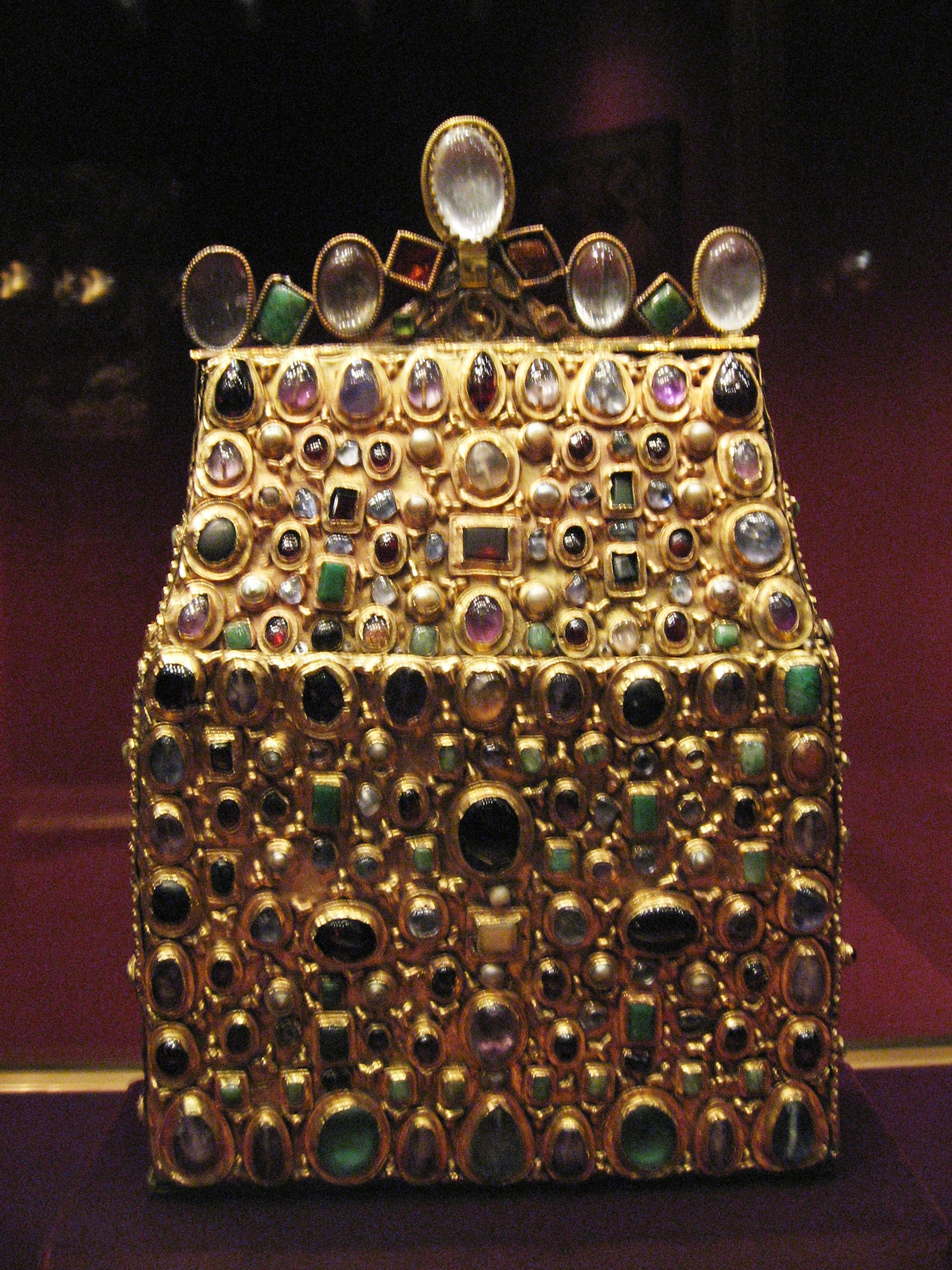
Stefanusbeurs, Wenen
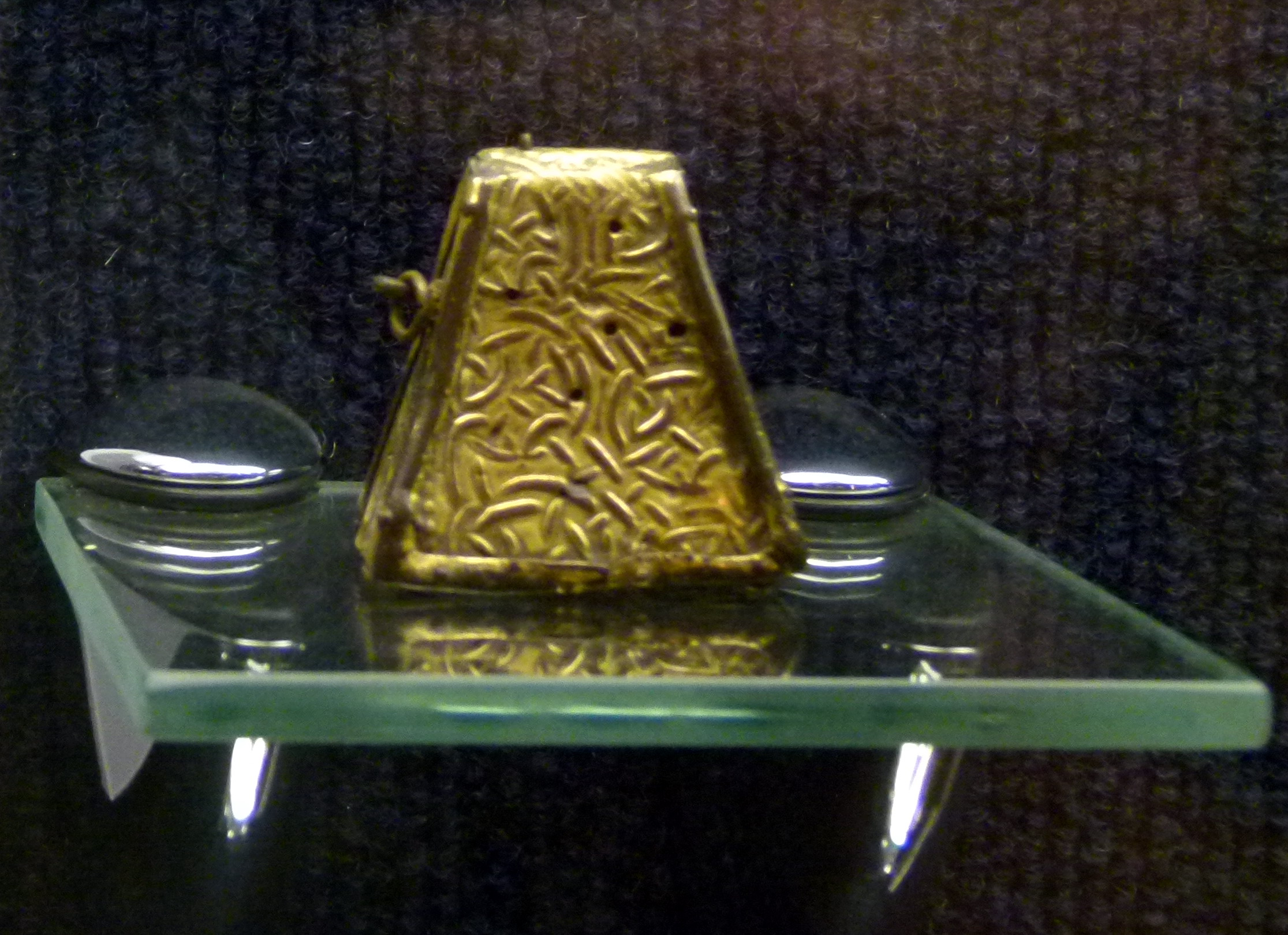
Reliekenbeurs, Maaseik

### Reliekkistjes en -tabletten
Naast reliekhoorns en beurzen werden al vroeg versierde kistjes van hout, metaal of ivoor gebruikt om relieken in te bewaren, die dan meestal eerst in kostbare stoffen werden gewikkeld en een etiket (cedula) meekregen. Bekend in heel Europa waren de koperen reliekkistjes uit Limoges, versierd met email in champlevétechniek. De combinatie van reliekbeurzen en -kistjes leverde een nieuw soort reliekhouder op: platte, rechtopstaande reliektafels of reliekkastjes. Deze waren vooral in het prinsbisdom Luik populair, met name voor het bewaren van relikwieën van het Heilig Kruis. Een variatie hierop werd gevormd door de eveneens in het Maasland ontwikkelde reliekgevel: een paneelvormige reliekhouder die qua vorm aansloot bij het typisch Maaslandse, tentdakvormige reliekschrijn. In de Koninklijke Musea voor Kunst en Geschiedenis in Brussel bevinden zich vier reliekgevels, die oorspronkelijk behoorden bij de Noodkist in Maastricht. Een tweede variant op het reliektablet was het vierpasvormige reliekkastje; wellicht bedoeld om boven het altaar gehangen te worden.

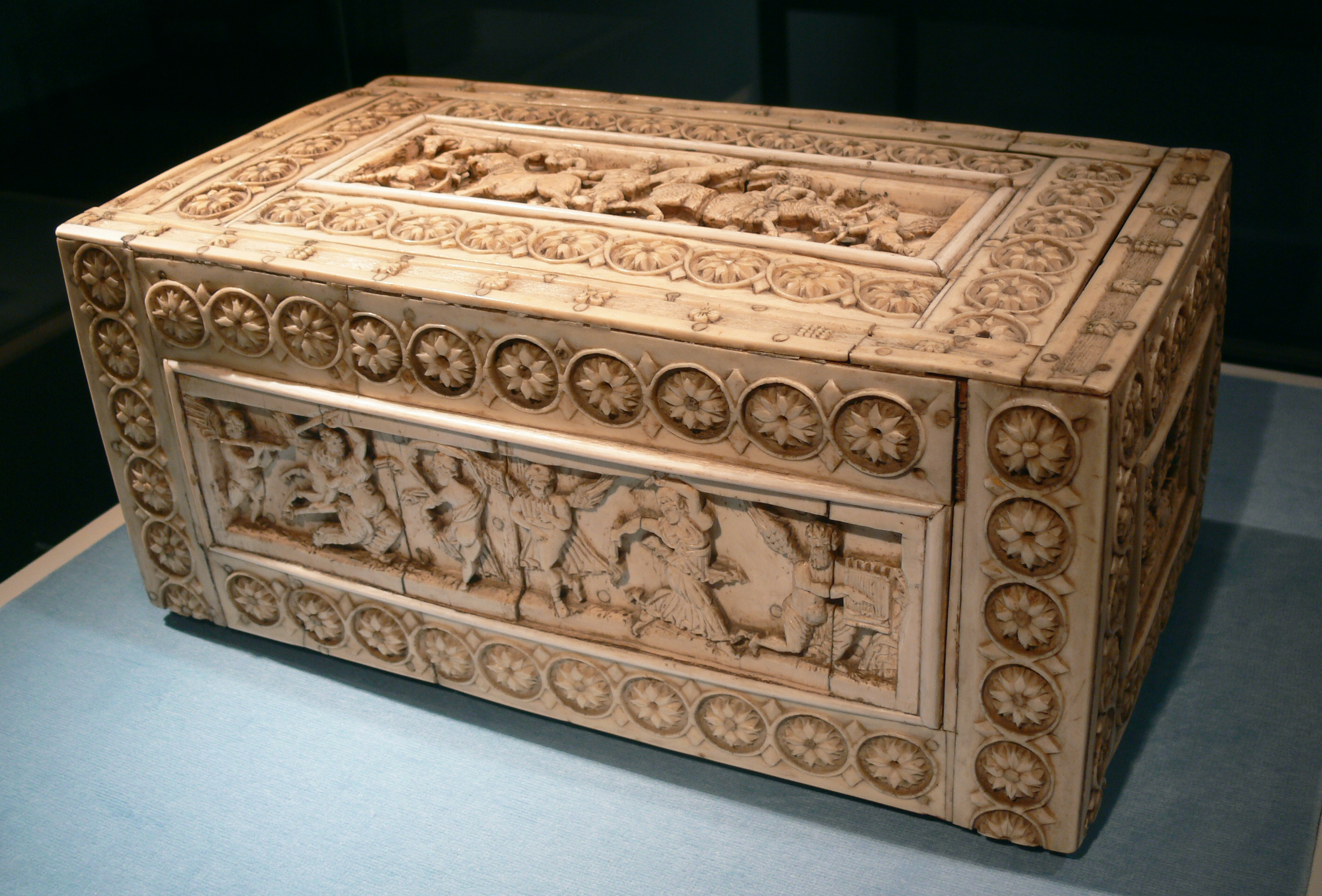
Ivoren kistje, Piran
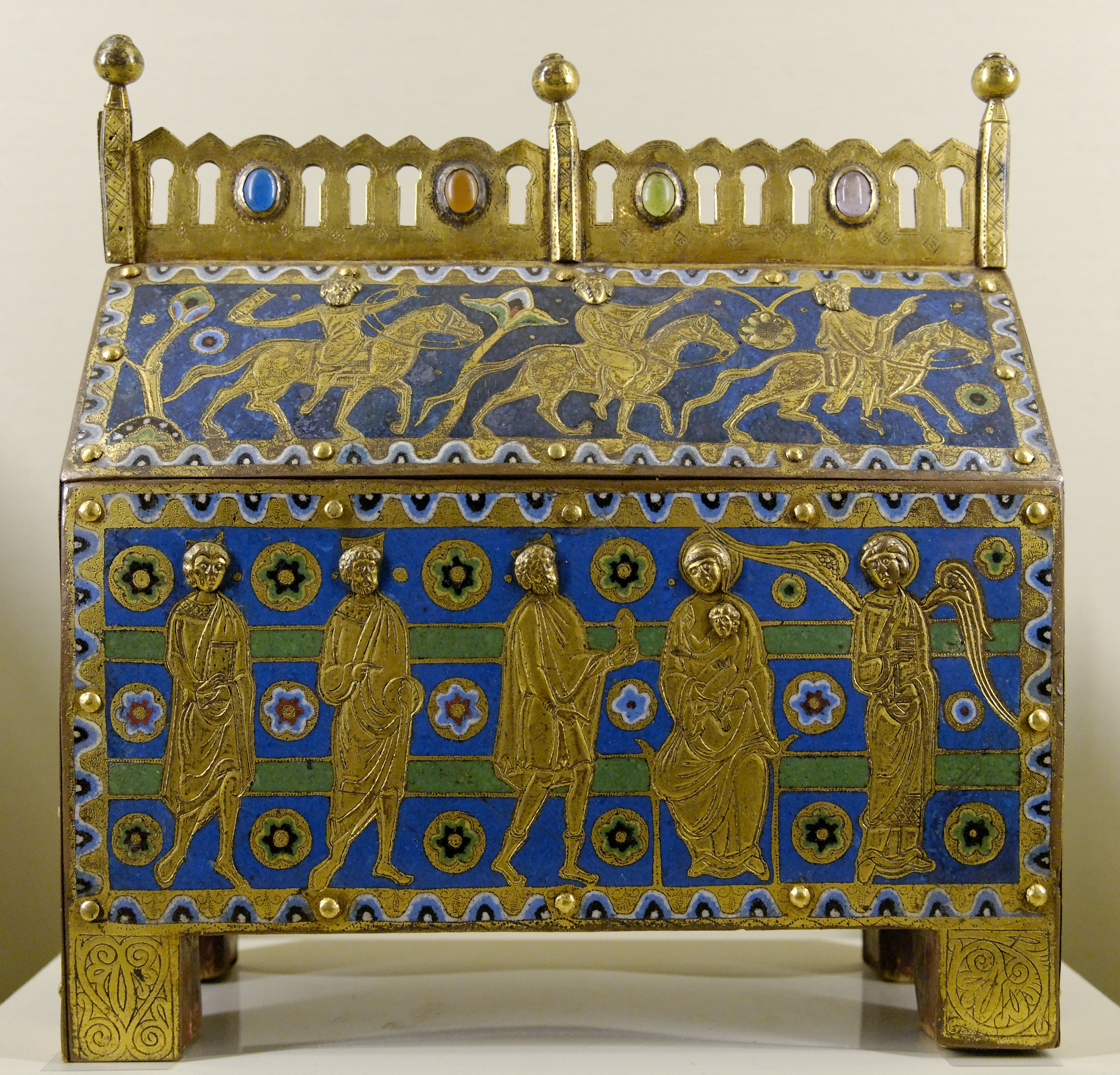
Emaillen kistje, Parijs
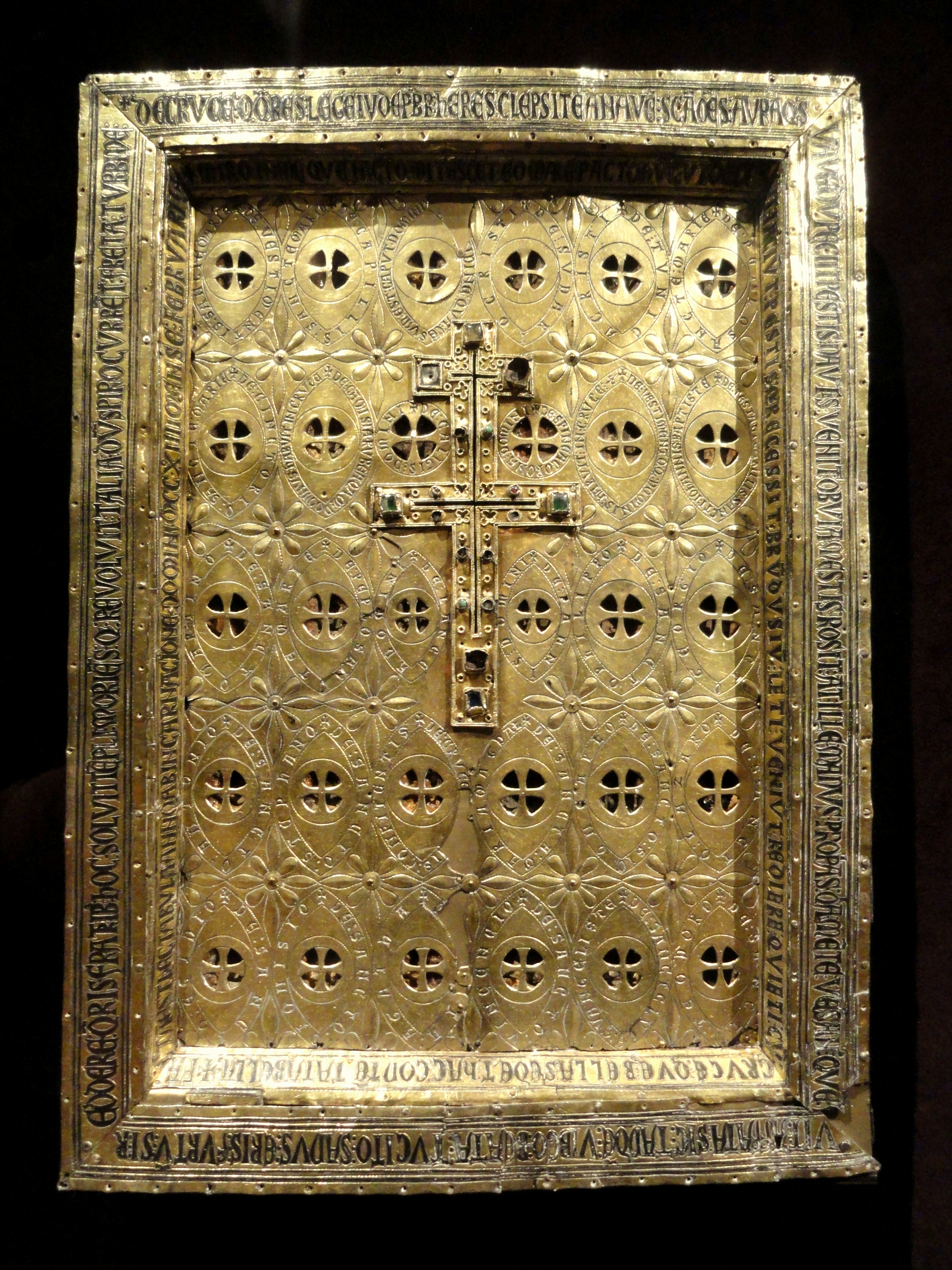
Reliektafel, Cleveland
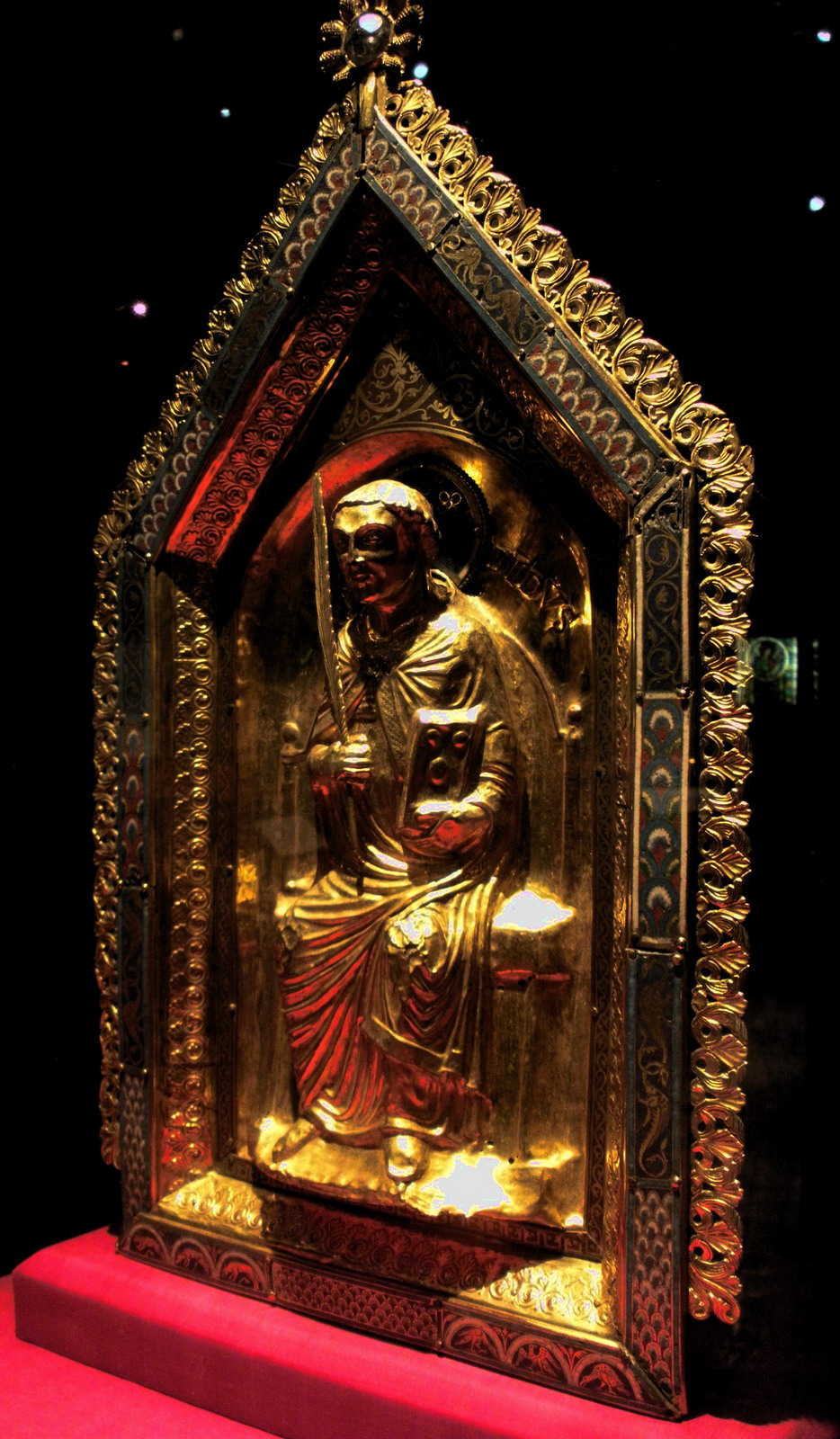
Reliekgevel, Brussel

### Reliekschrijnen
In de hoge middeleeuwen ontstond de behoefte om de complete lichamen van heiligen uit hun graven over te plaatsen naar een reliekschrijn (een zogenaamde elvatio of "verheffing tot de eer der altaren", min of meer overeenkomend met een heiligverklaring). Een reliekschrijn is een kist (schrijn) in de vorm van een sarcofaag, vaak met een zadeldak en over het algemeen zeer rijk versierd met vergulde reliëfs, ivoorreliëfs, filigraanwerk, bruinvernis, niëllodecoraties, email champlevé, bergkristallen, edelstenen en antieke gemmen. Reliekschrijnen behoorden meestal, samen met reliekenkruizen, tot de kostbaarste bezittingen van een kerk. Tijdens de Reformatie en in de Franse tijd zijn veel middeleeuwse schrijnen verloren gegaan. Veel reliekschrijnen in Nederland en België zijn om die reden 19e- of 20e-eeuws. Bekende middeleeuwse schrijnen in Nederland en België zijn de Noodkist van Sint-Servaas in Maastricht, het Ursulaschrijn in Brugge en het Onze-Lieve-Vrouweschrijn en het Sint-Eleutheriusschrijn in Doornik. In Duitsland zijn de bekendste reliekschrijnen het Karelschrijn en het Mariaschrijn in Aken en het Driekoningenschrijn in Keulen.

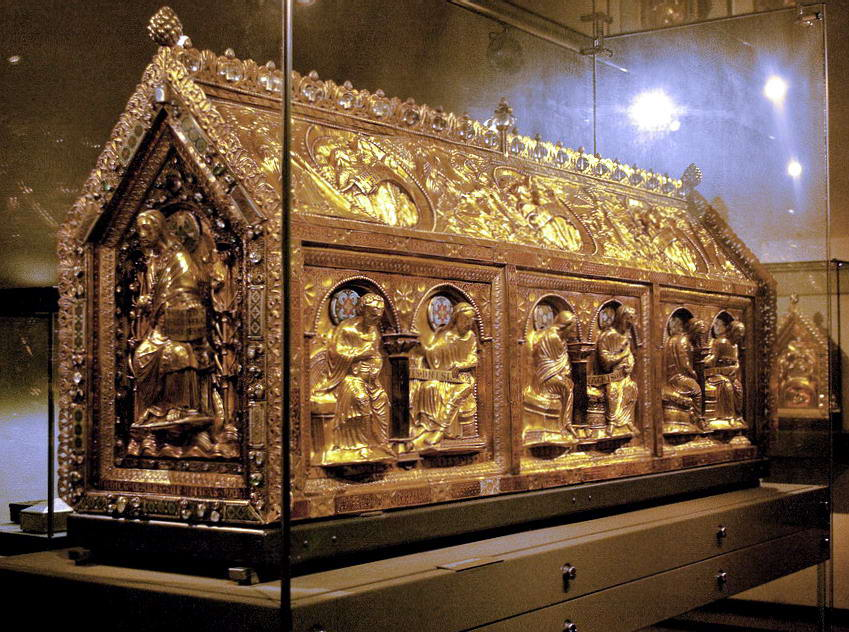
Noodkist, Maastricht
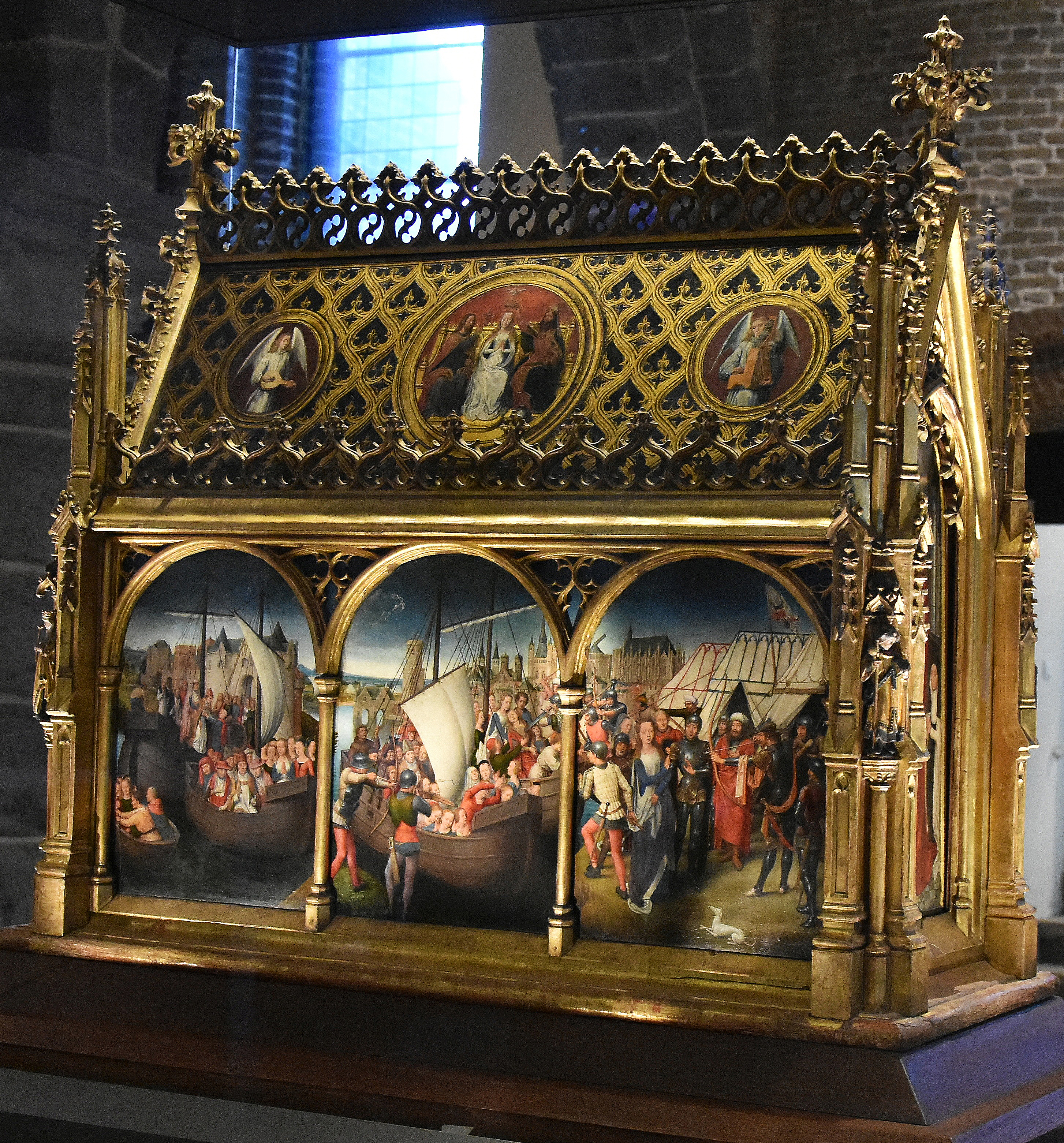
Ursulaschrijn, Brugge
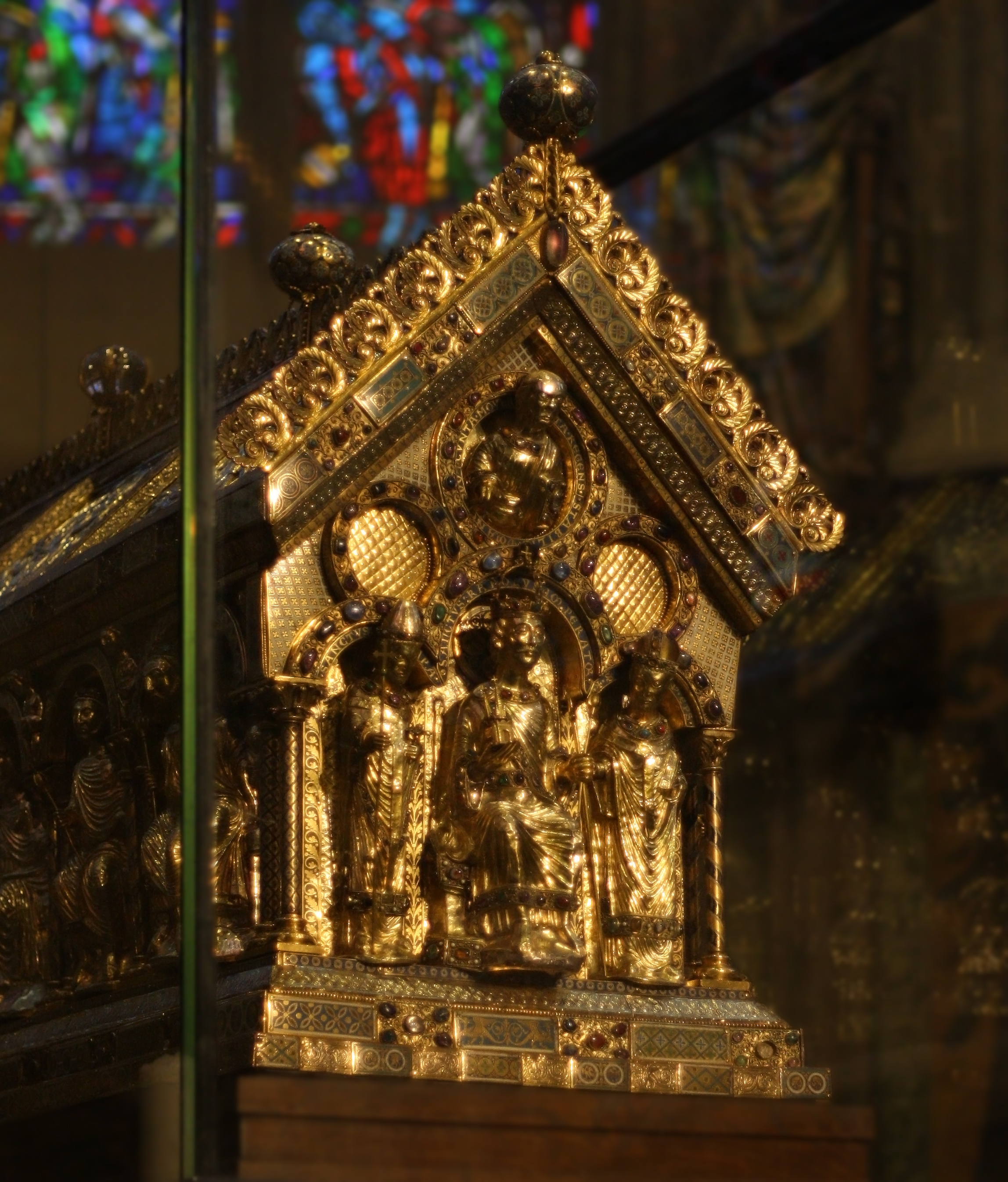
Karelschrijn, Aken
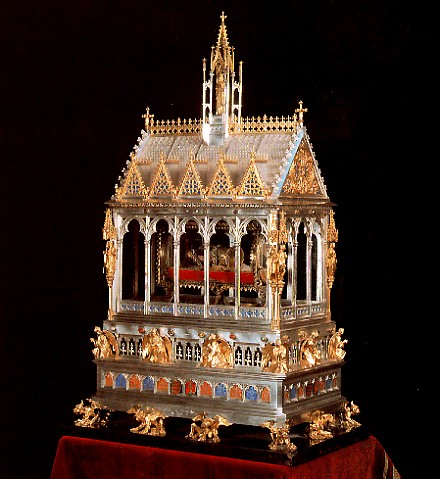
Stefanusschrijn, Boedapest

### Antropomorfe reliekhouders
Sommige reliekhouders hebben de vorm van het lichaamsdeel waarvan ze de relieken bevatten. Dit type wordt ook wel aangeduid als "sprekende reliekhouders", omdat meteen duidelijk is wat men aanschouwt. Er bestaan allerlei soorten sprekende reliekhouders. Zo bevindt zich in Namen een met filigraan versierde reliekhouder van Hugo van Oignies in de vorm van een rib. De meeste reliekhouders van dit type hebben echter de vorm van een hoofd of een ledemaat.

#### Schedel- en bustereliekhouders
Bekende reliekhouders in de vorm van een hoofd zijn de reliekbuste van de heilige Plechelmus in de Sint-Plechelmusbasiliek in Oldenzaal, het Borstbeeld van Sint-Servaas in de schatkamer van de Sint-Servaasbasiliek in Maastricht, de hoofdreliekhouder van paus Alexander I in de Koninklijke Musea voor Kunst en Geschiedenis in Brussel, het hoofd van Johannes de Doper in de Sint-Baafskathedraal in Gent, de Karelsbuste in Aken en die van Johannes de Doper in Aken-Burtscheid. Uniek is de kaakreliekhouder in de vorm van een hoefijzervormige onderkaak in de schatkamer van de Sint-Catharinakerk in Maaseik, de enige bekende reliekhouder in die vorm.

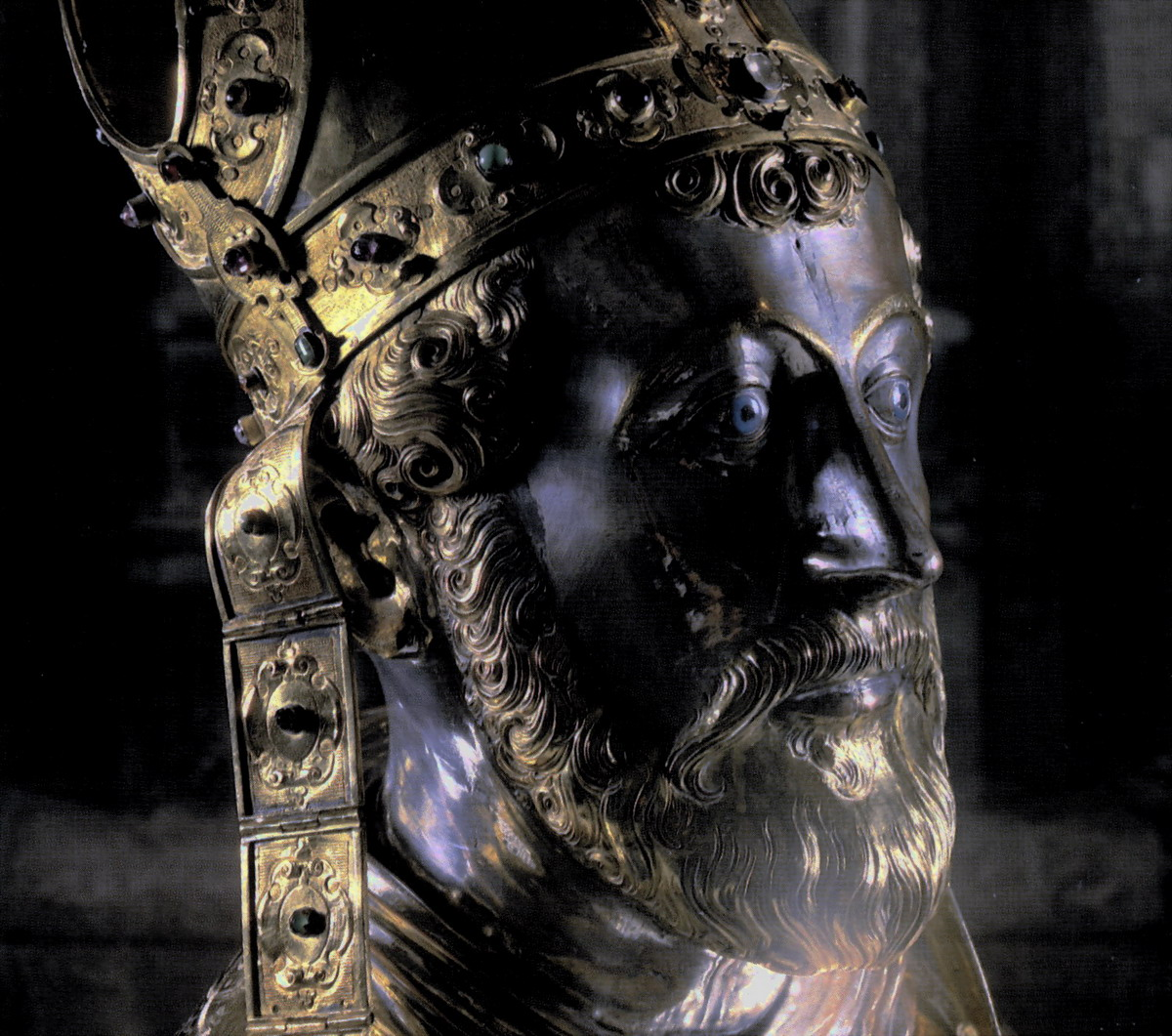
Reliekbuste Sint-Servaas, Maastricht
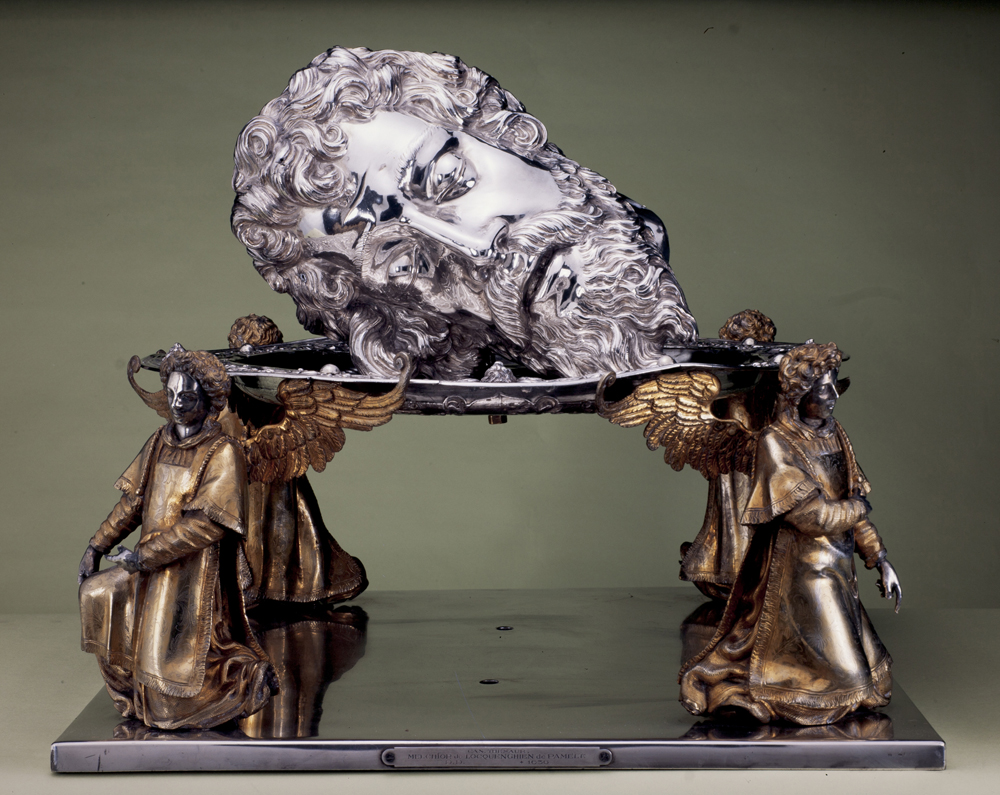
Hoofd Johannes de Doper, Gent
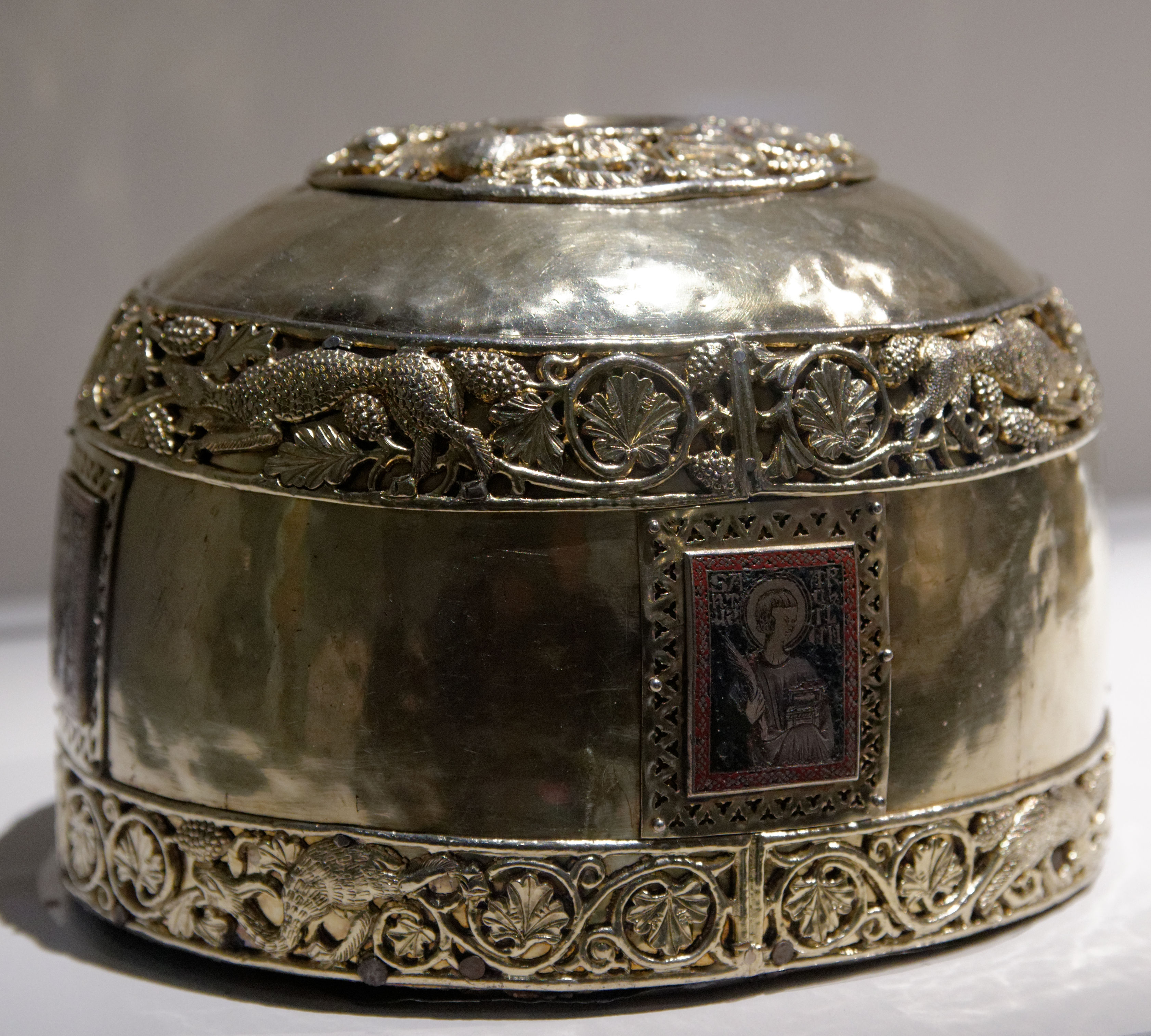
Schedelreliekhouder, Dubrovnik
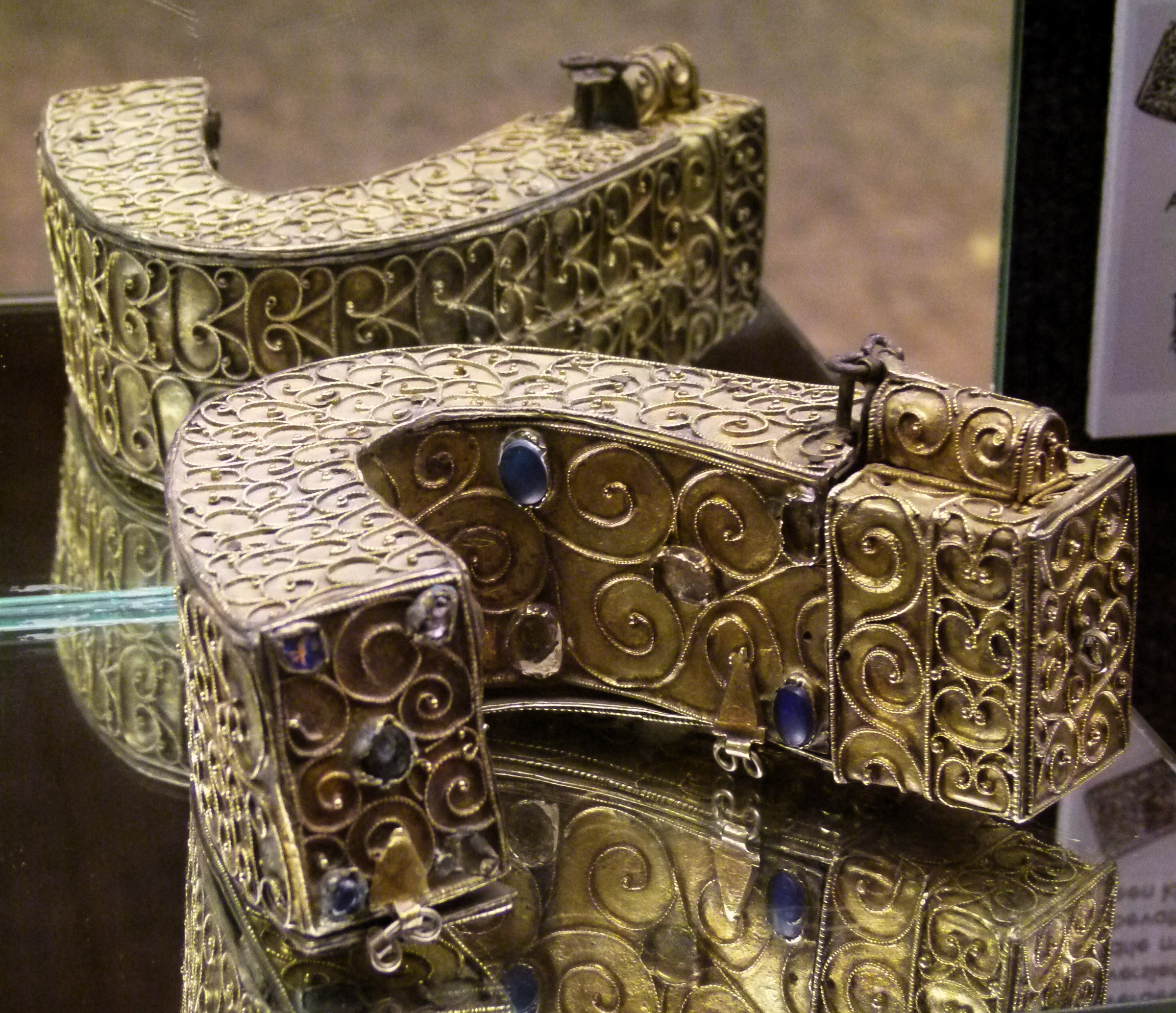
Kaakreliekhouder, Maaseik

#### Reliekhouders in de vorm van ledematen
Naast reliekbustes zijn armreliekhouders de meest voorkomende nabootsingen van lichaamsdelen bij reliekhouders. Twee fraaie, verguld zilveren exemplaren bevinden zich in de Sint-Ursmaruskerk in het Zuid-Belgische stadje Binche. De ene dateert uit ca 1160 en wordt toegeschreven aan Godfried van Hoei; de andere is omstreeks 1230 gesmeed door Hugo van Oignies (waarvan in Namen ook een rib- en een voetreliekhouder worden bewaard). De Thomasarm in de schatkamer van Sint-Servaas in Maastricht dateert uit de 15e eeuw; het armbot van de apostel Thomas zou omstreeks 1100 door Godfried van Bouillon geschonken zijn. De domschatkamer van Minden bezit eveneens enkele armreliekhouders. De schatkamer van de Dom van Trier bezit een fraaie voetreliekhouder. De verguld zilveren voet is gemonteerd op het Andreasaltaar uit de 10e-eeuwse werkplaats van bisschop Egbert van Trier. Voet- en beenreliekhouders zijn ook te vinden in het Kroatische Dubrovnik en Nin.

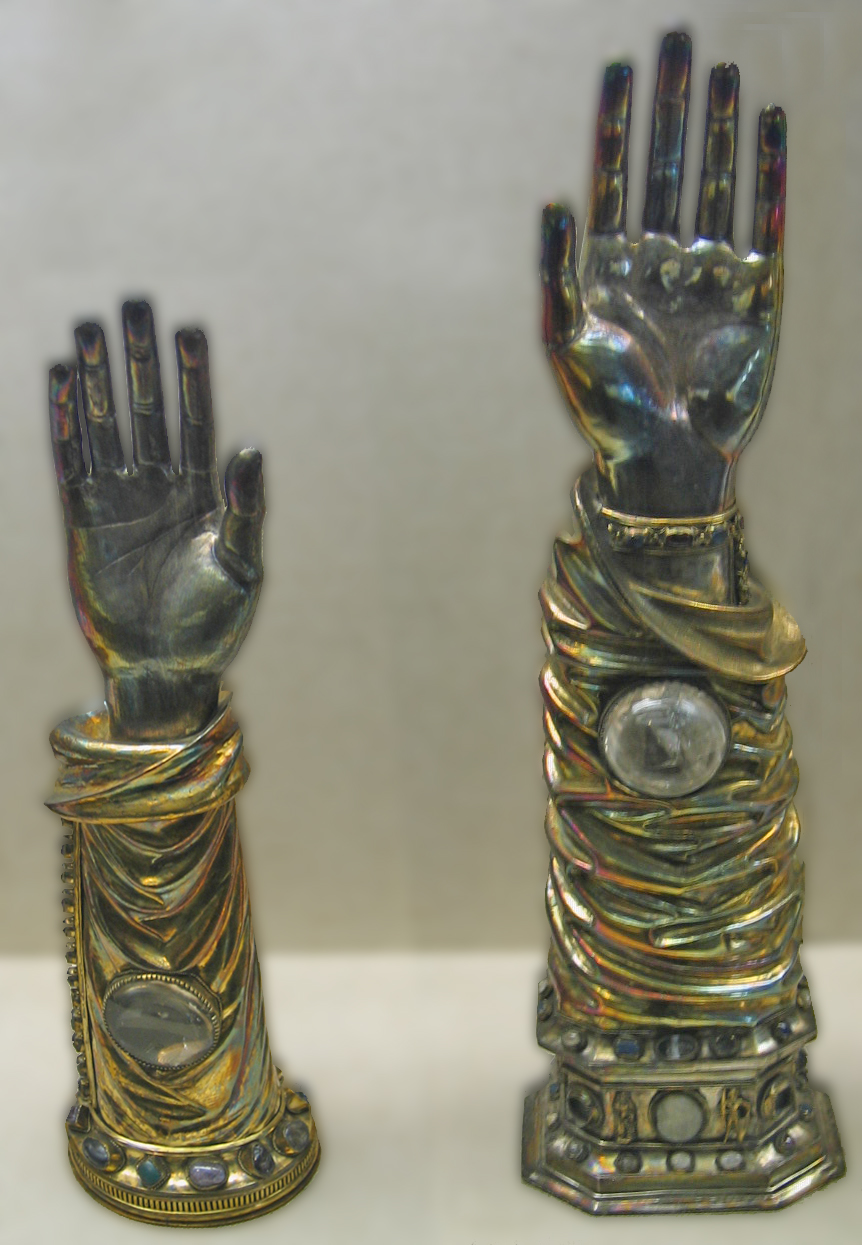
Armreliekhouders, Minden
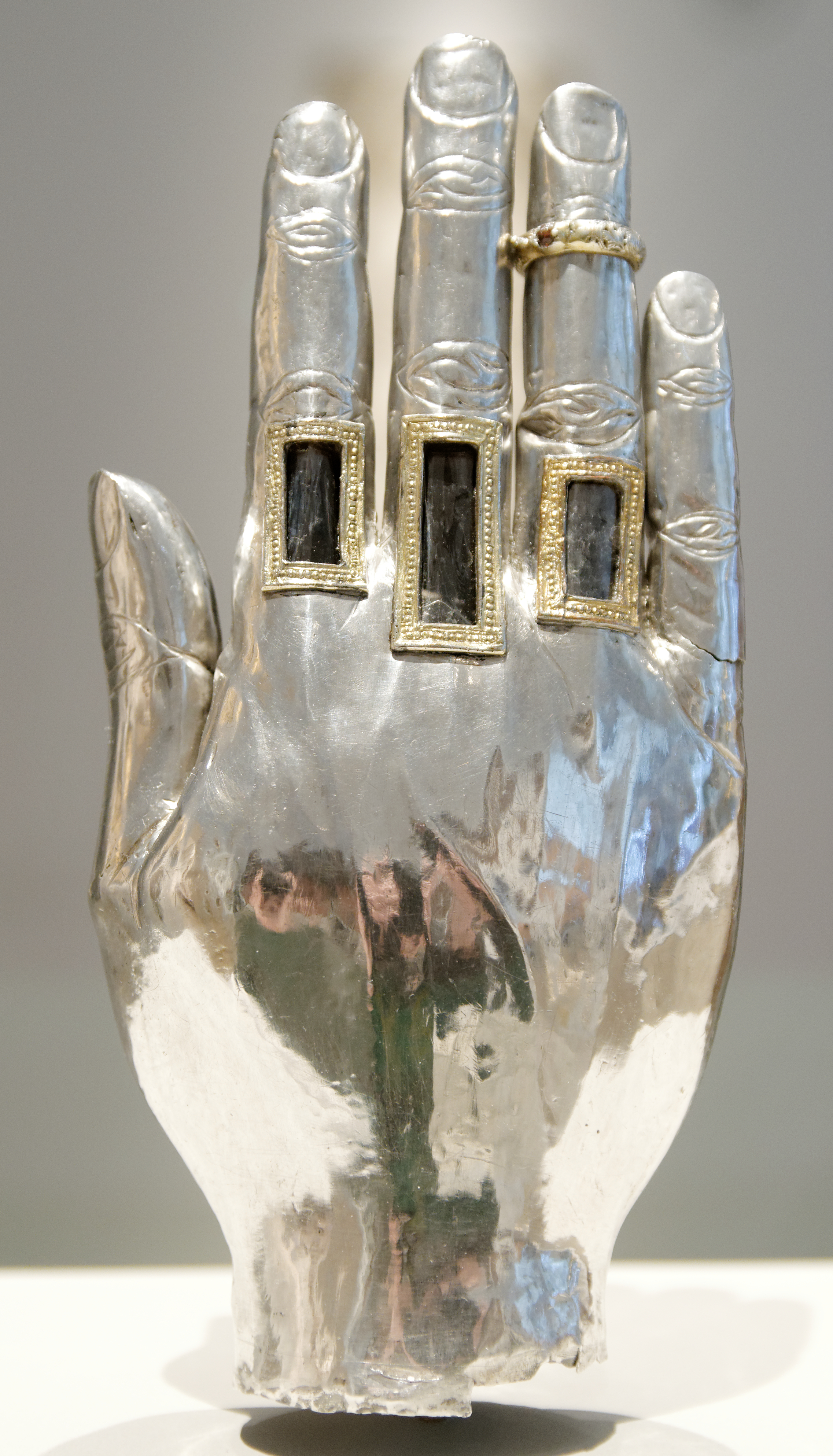
Handreliekhouder, Londen
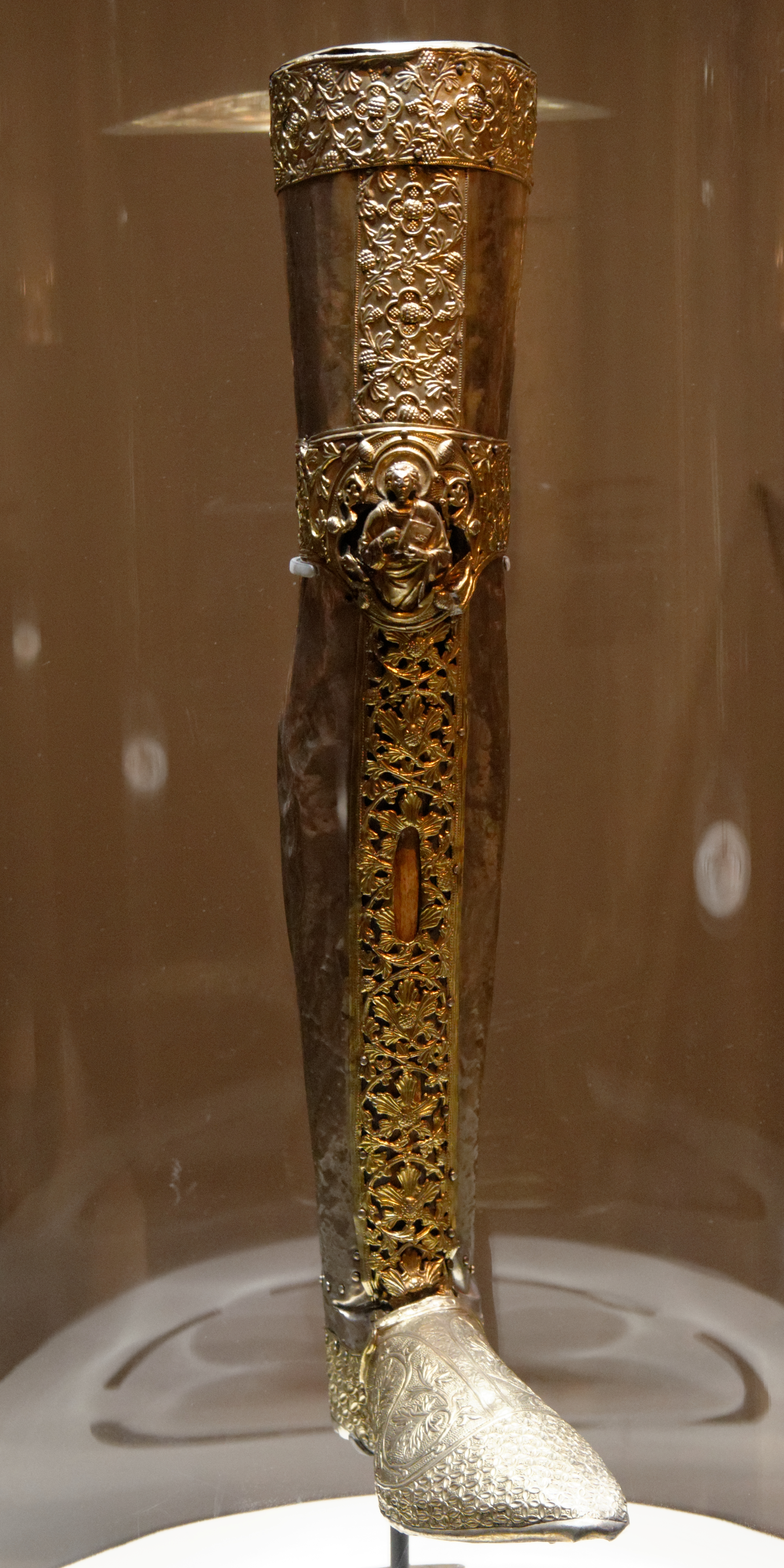
Beenreliekhouder, Dubrovnik
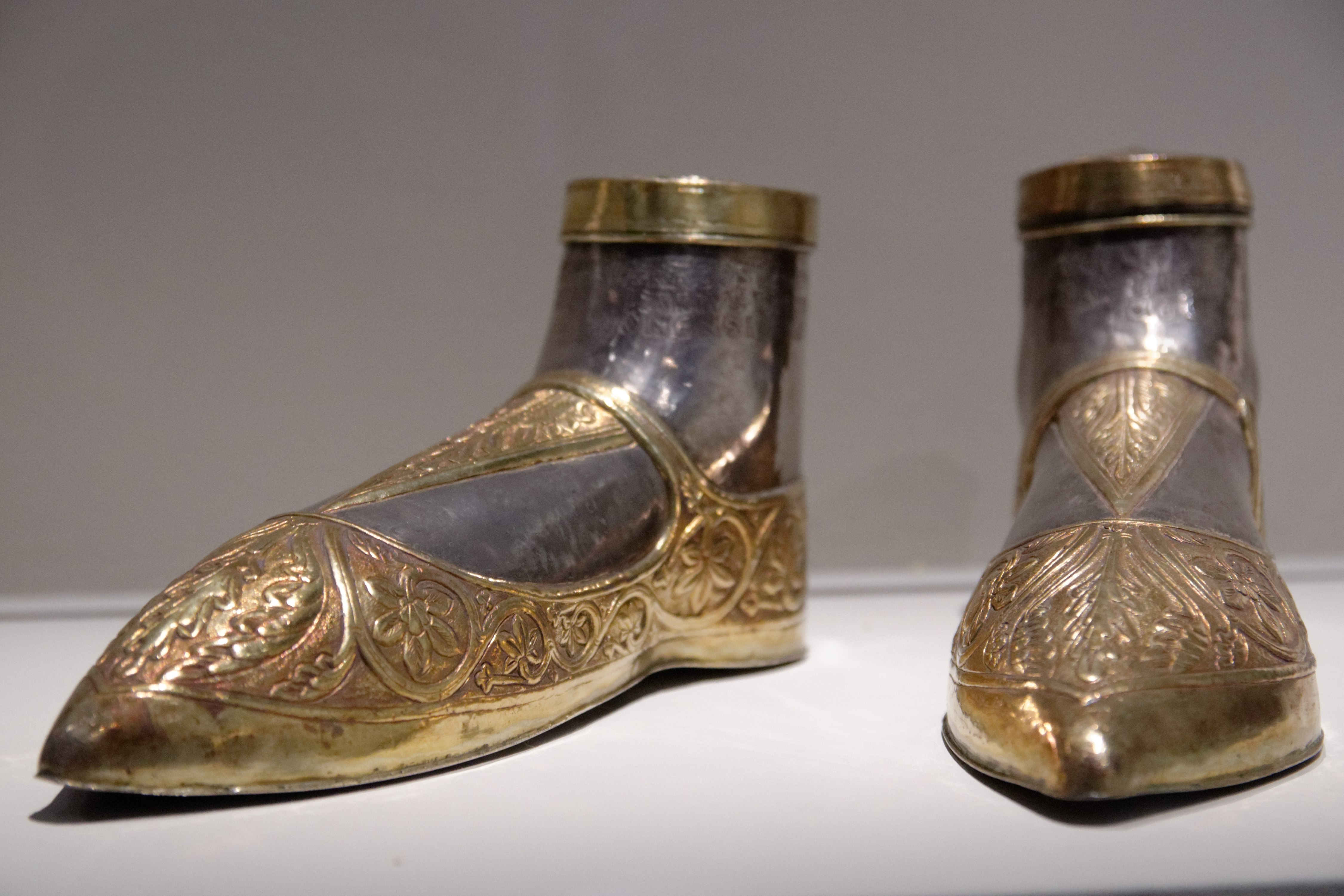
Voetreliekhouders, Nin, Kroatië

### Cruciforme reliekhouders
De belangrijkste relieken die een christelijke kerk of abdij kon verwerven waren relikwieën van het Heilig Kruis. Deze houtsnippers borg men vaak in kruisvormige reliekhouders, soms van goud, in elk geval verguld en met kostbare edelstenen versierd (Duits: Gemmenkreuz), meestal met het kruishout zichtbaar achter glas of bergkristal. Ook werden dergelijke kruizen als processiekruis gebruikt. De fraaiste reliekenkruizen zijn in Duitsland te vinden, onder andere in de schatkamers van de Dom van Minden, de Dom van Hildesheim, de Dom van Essen en de Dom van Aken. De Onze-Lieve-Vrouwebasiliek in Maastricht beschikte ooit over een kostbaar Byzantijns patriarchaalkruis en het zogenaamde 'borstkruis van Constantijn de Grote', beide afkomstig uit Constantinopel en beide in 1837 aan de paus geschonken. De Sint-Servaasbasiliek bezit een 15e-eeuwse kopie van eerstgenoemd kruis, het patriarchaalkruis, dat 32 partikels van het Heilig Kruis bevat. In diezelfde kerk bevindt zich het borstkruis van Sint-Servaas, een 11e-eeuws reliekenkruis uit Trier, dat als pectorale is ontworpen.
Kruisrelieken werden ook wel verwerkt in tabletvormige reliekhouders met kruisvormige openingen, staurotheken ("houthouders") genaamd. Deze werden rechtstreeks gekopieerd naar de reliekhouders die na de Vierde Kruistocht (1202-04) vanuit Constantinopel naar West-Europa kwamen.

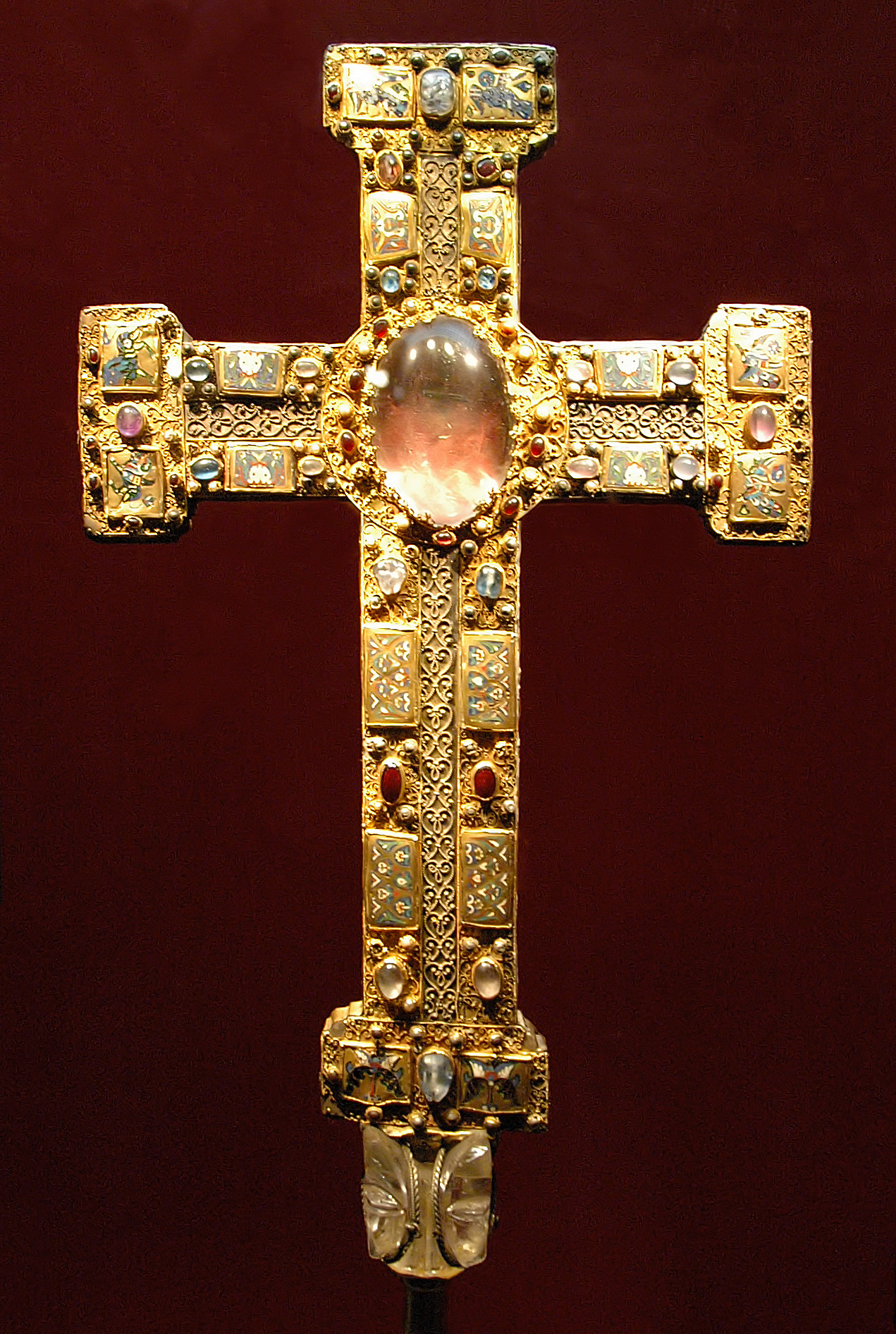
Theophanukruis, Essen
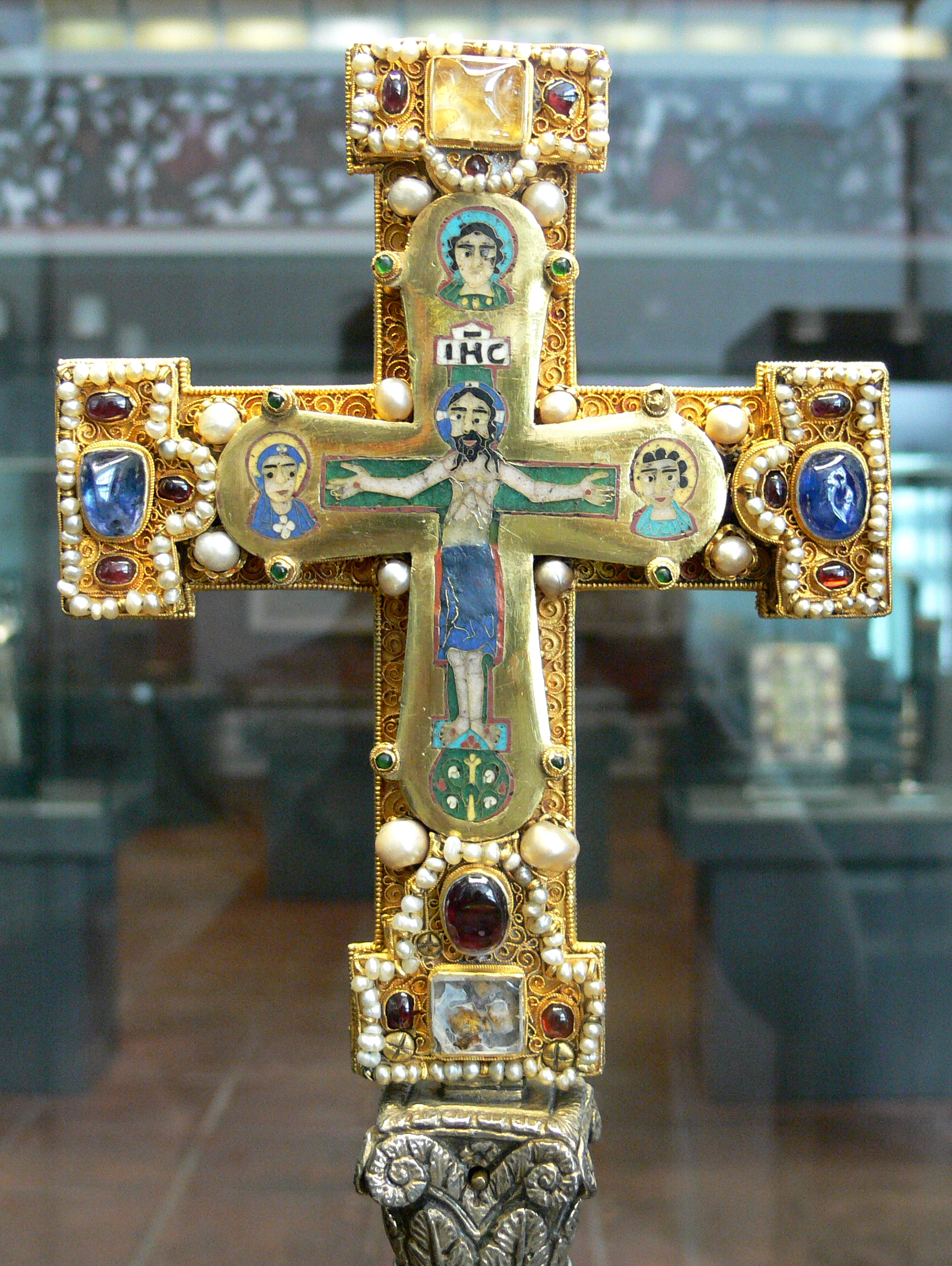
Welfenkruis, Berlijn
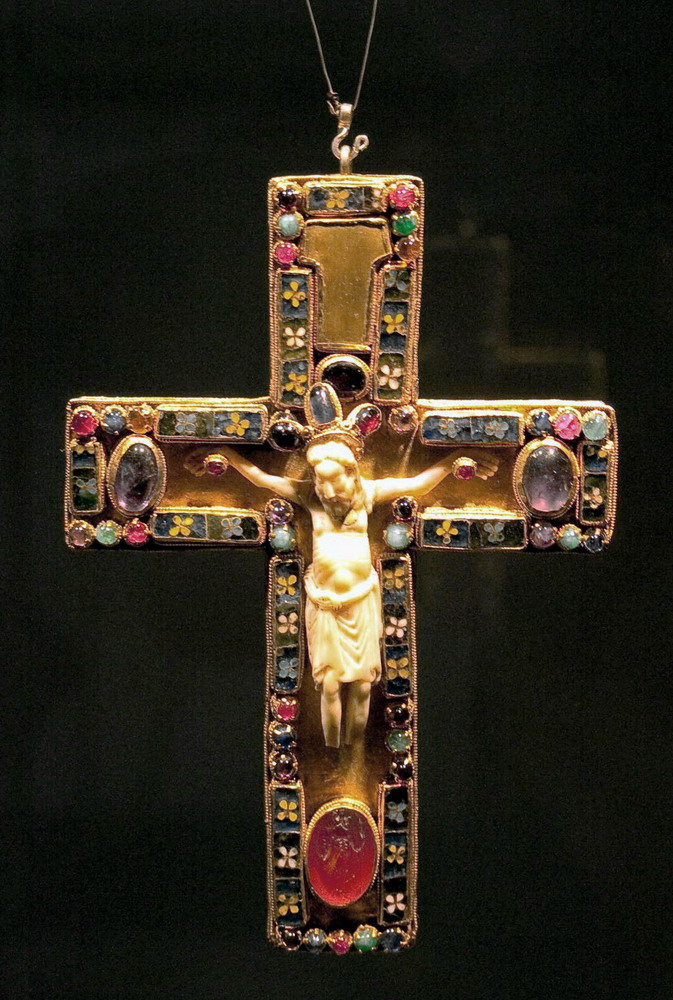
Borstkruis, Maastricht
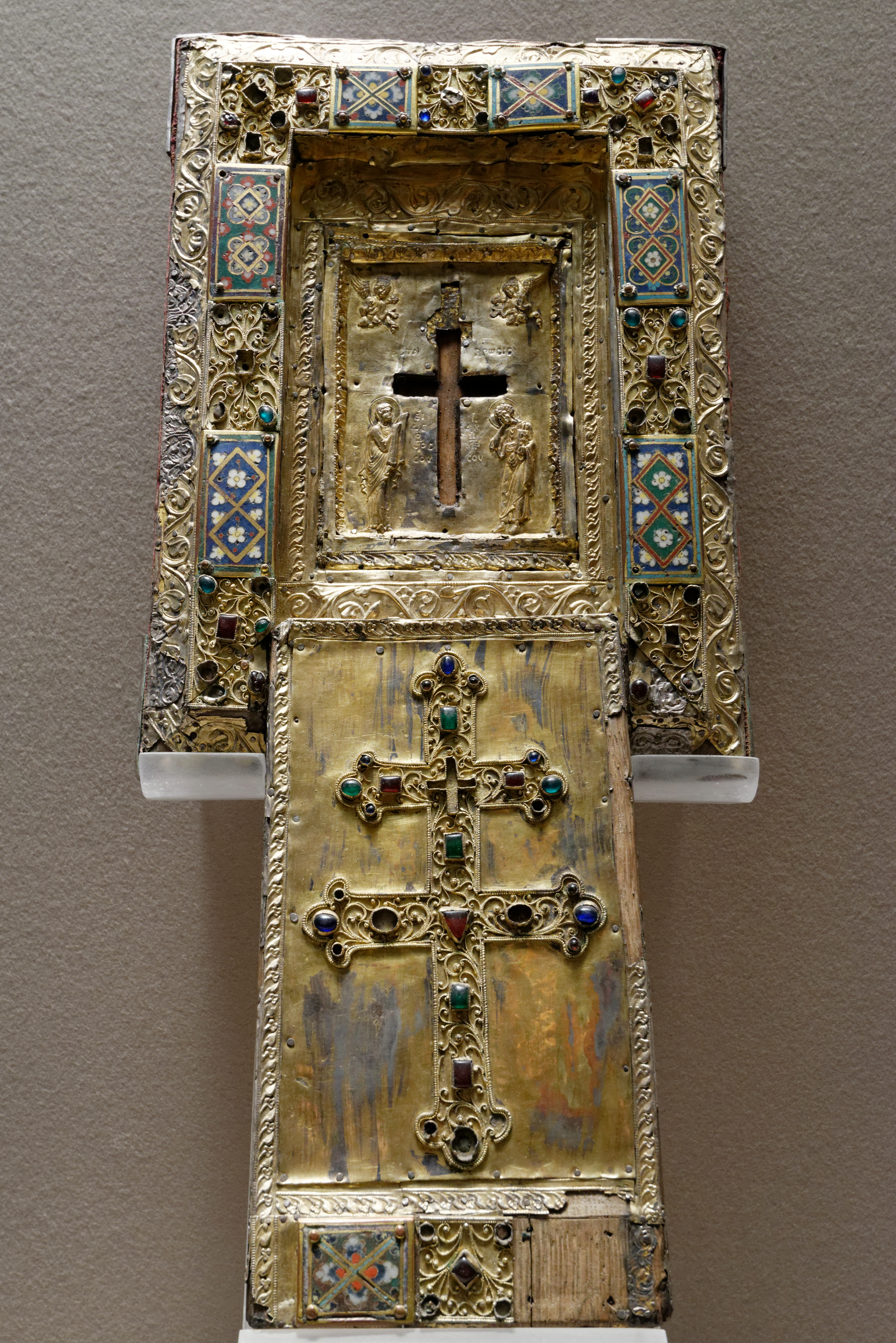
Staurotheek, Parijs

### Ostensoria
Een ostensorium is in feite een reliekmonstrans. In plaats van het Allerheiligste, de Hostie, bevindt zich achter het kijkglas een relikwie. Waarschijnlijk zijn ostensoria ouder dan monstransen en hebben de laatste zich uit de eerste ontwikkeld. Ostensoria namen een hoge vlucht na het verbod van het Vierde Lateraans Concilie (1215) om relikwieën buiten hun houders te tonen.

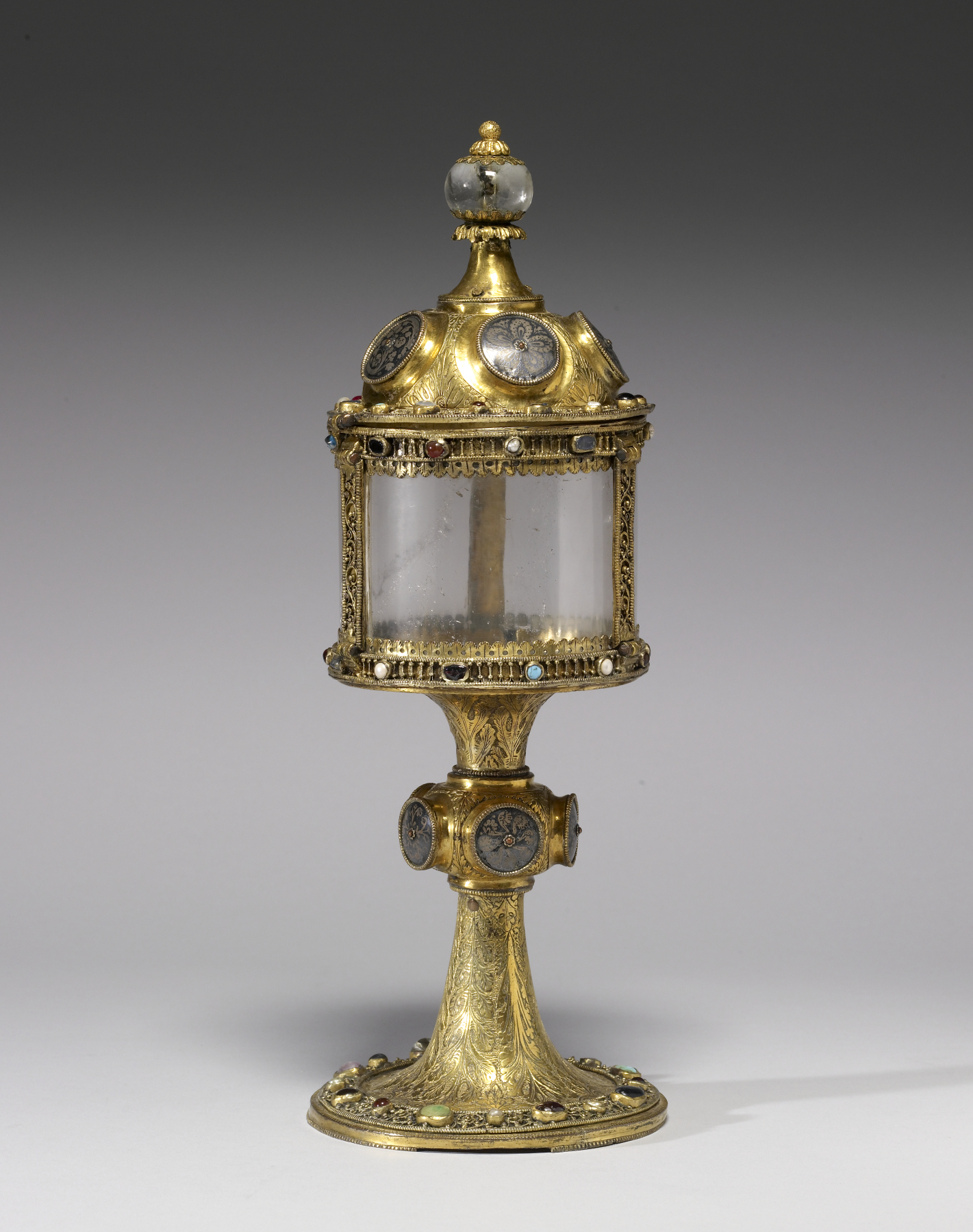
Ostensorium, Baltimore
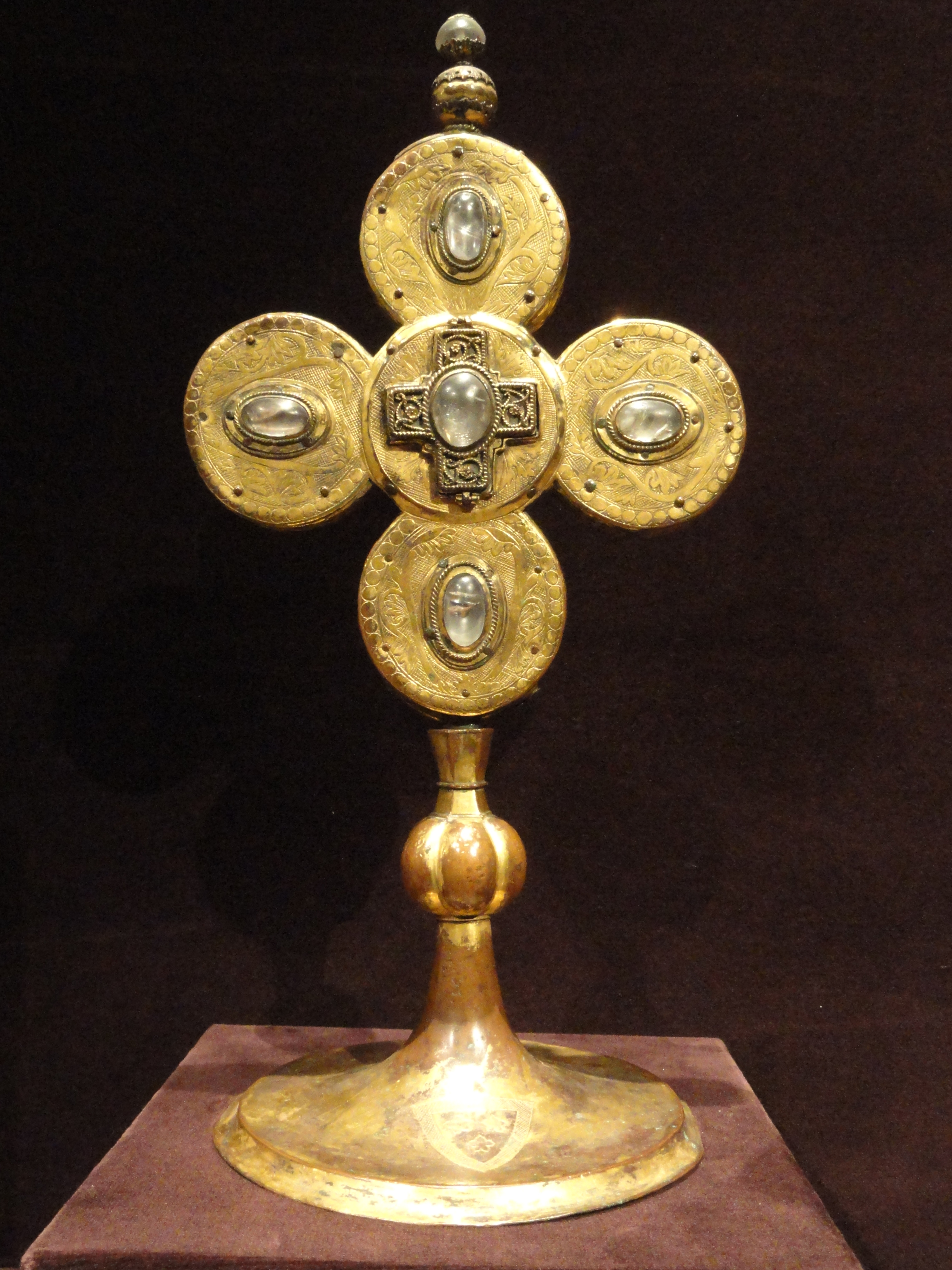
Ostensorium, Cleveland
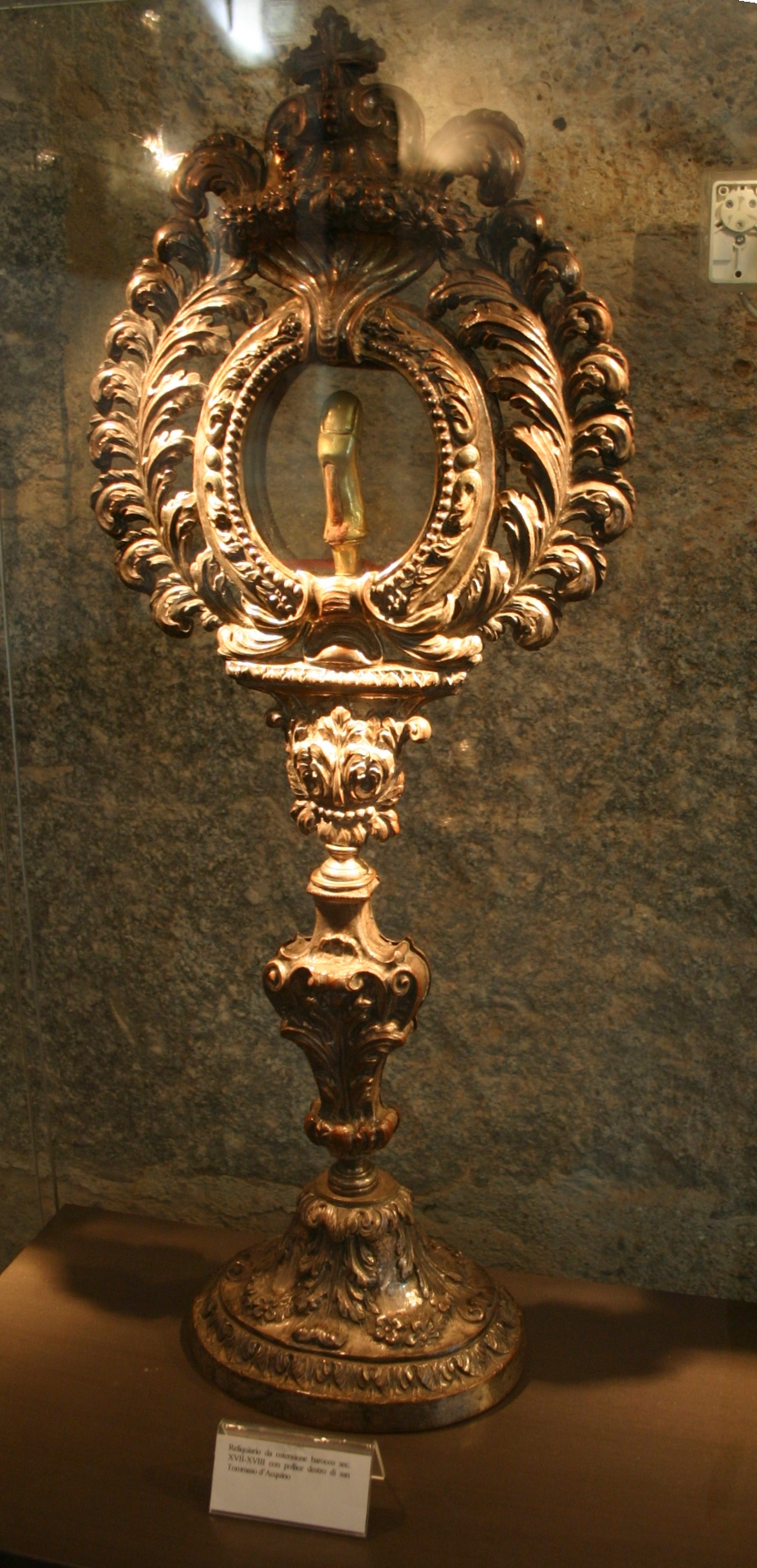
Ostensorium, Milaan
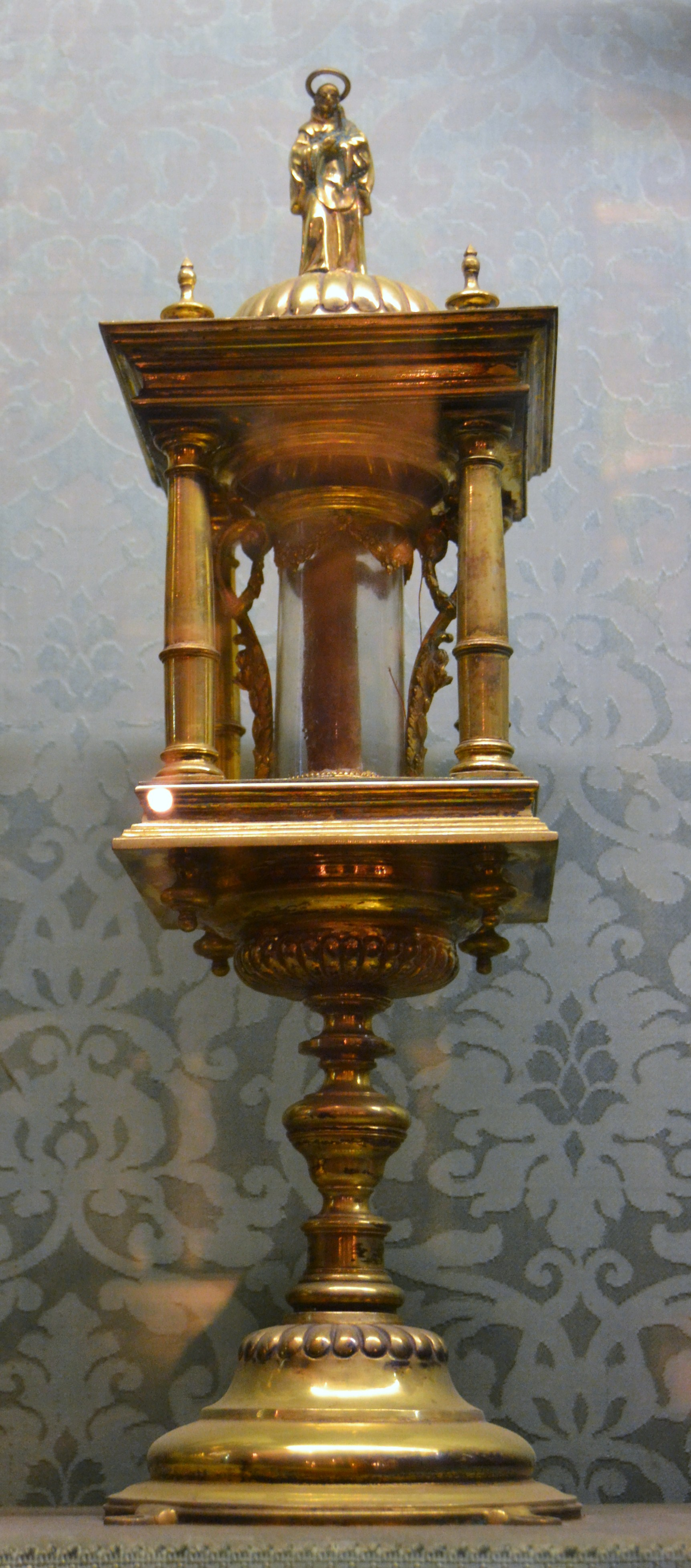
Ostensorium, Valencia

### Captorga
Dit is van oorsprong een pre-christelijke amulethouder, die vooral in Oost-Europa wordt gevonden. Het is een klein rond doosje, meestal van zilver, en de eigenaar draagt het bij zich ter bescherming. Na de kerstening maakt de amulet plaats voor een relikwie.

### Thecae
Kleinere relikwieën worden ook wel bewaard in een (meestal) rond, metalen doosje, een zogenaamde theca, die de gelovige bij zich thuis kan houden of mee op reis kan nemen. Een kijkglas beschermt het reliek. Soms biedt de priester de theca aan om door gelovigen gekust te worden.
Thecae zijn over het algemeen minder oud dan andere reliekhouders. De oudste exemplaren dateren uit de 17e eeuw. De zogenaamde Talisman van Karel de Grote kan als een vroege vorm van theca gezien worden. Deze 9e-eeuwse reliekhouder met een relikwie van het Heilig Kruis werd volgens de overlevering door Karel de Grote gedragen als talisman en bevindt zich thans in het Paleis van Tau in Reims.

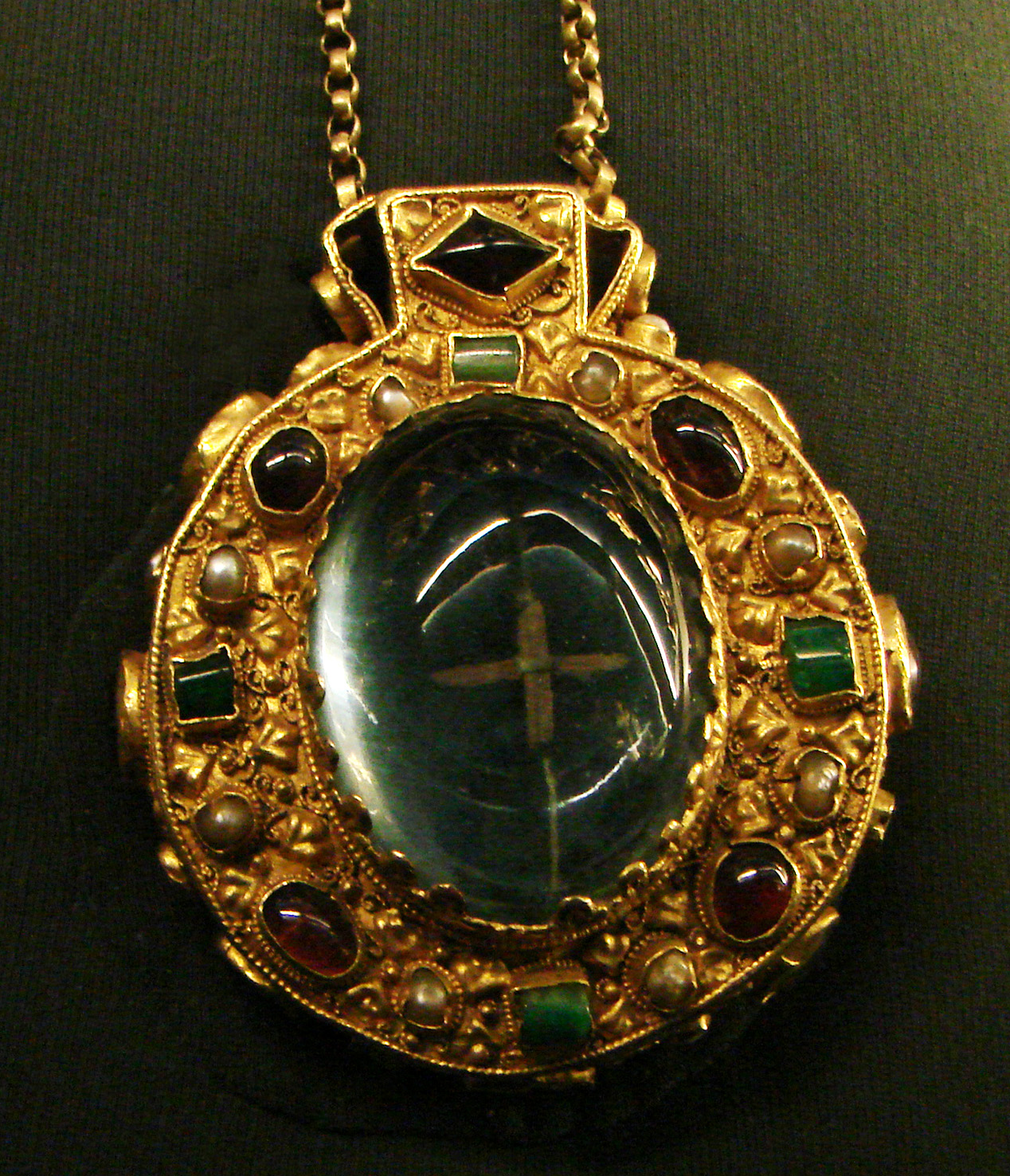
Zgn. Talisman van Karel de Grote
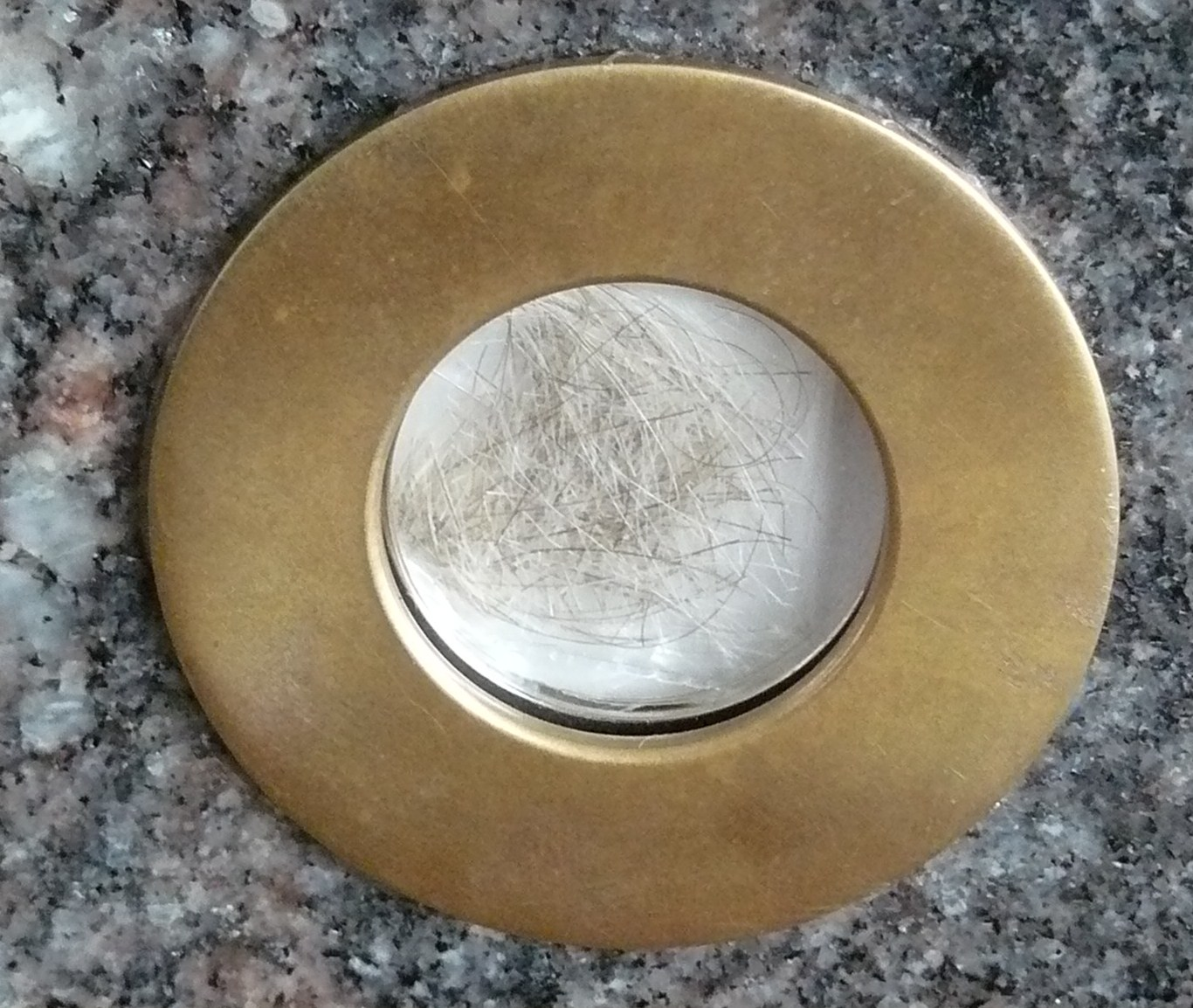
Theca met haren paus Johannes Paulus II
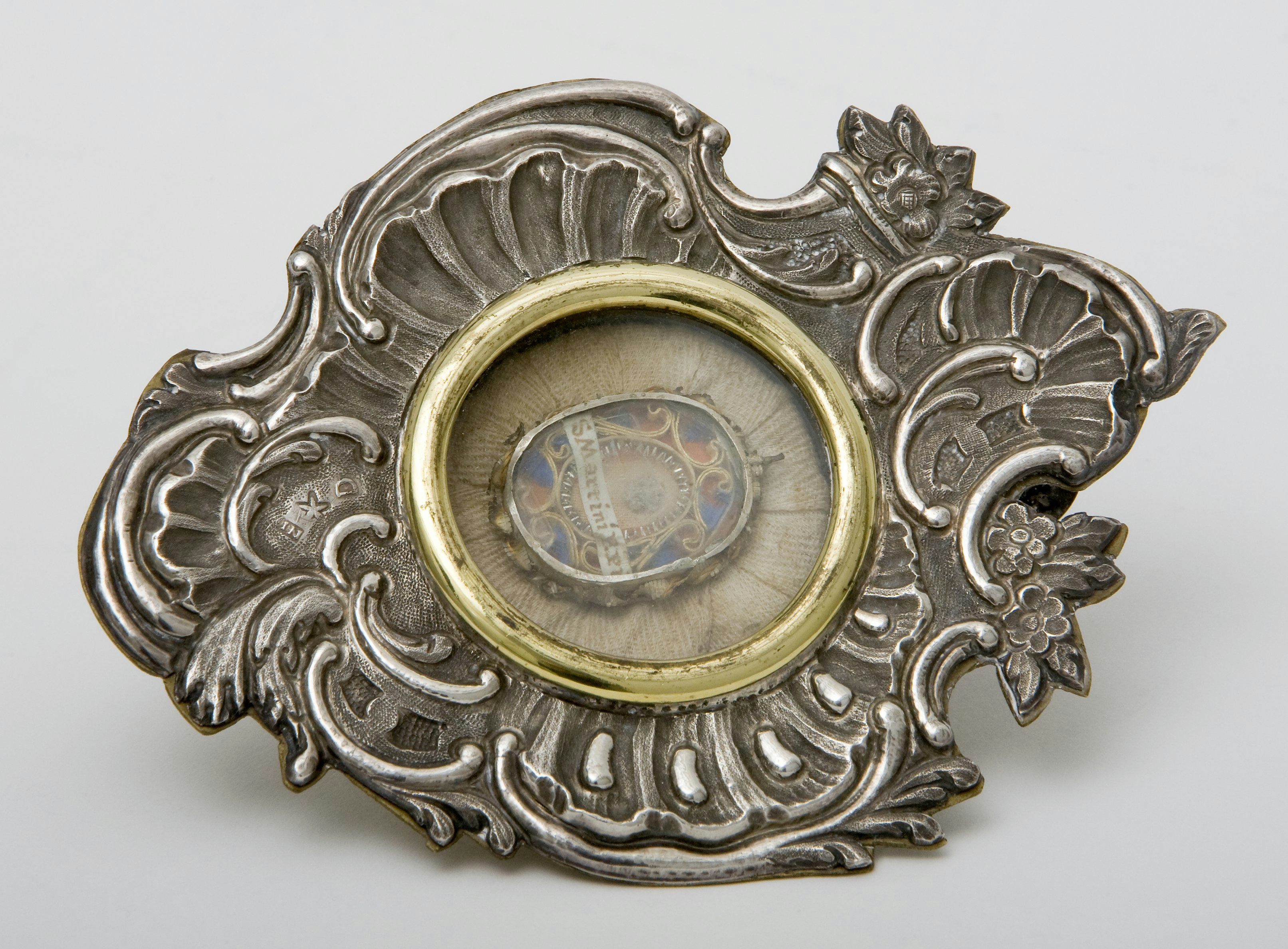
18e-eeuwse theca, Houthem
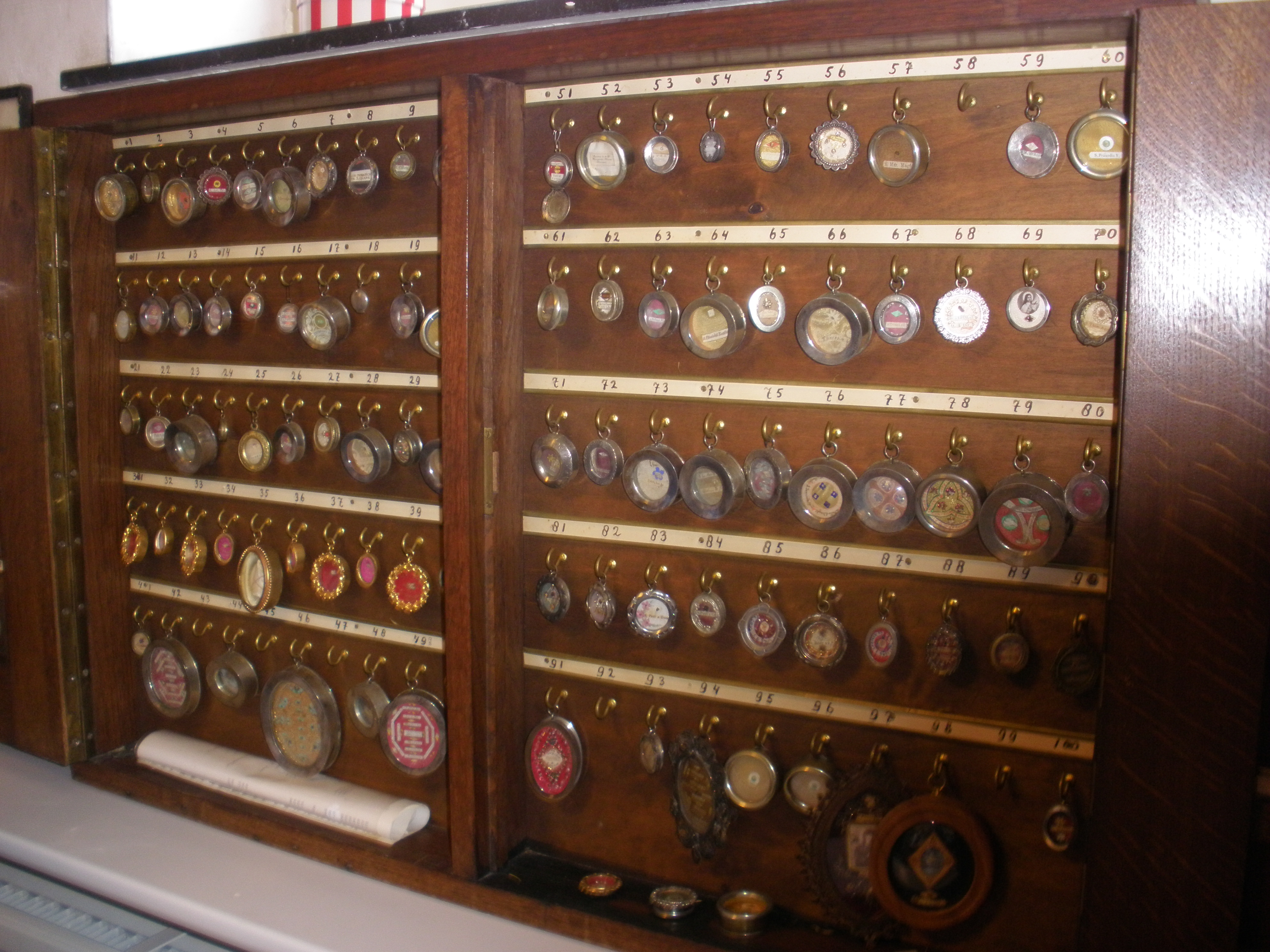
Kast met thecae, Hekendorp

## Materiaalgebruik

### Reliekhouders van textiel, leer en papier

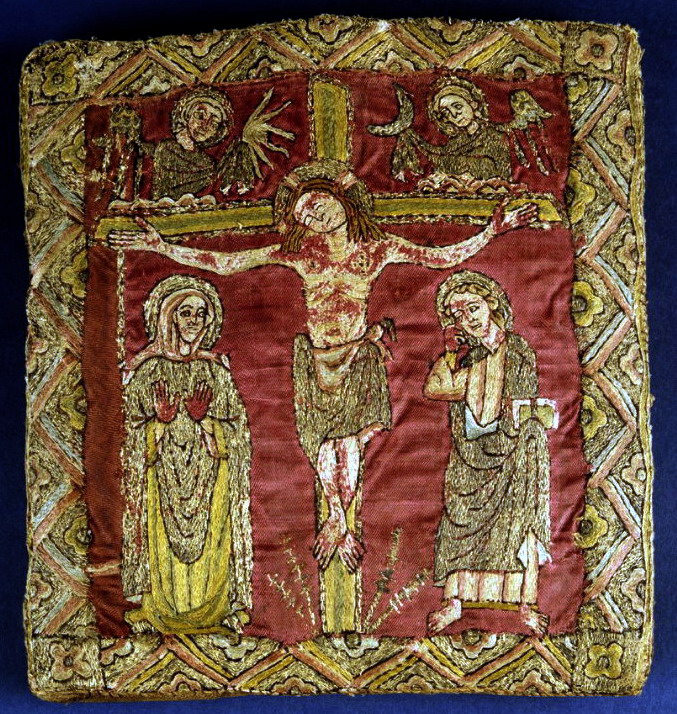
Linnen reliekbeurs met zijdestiksel, Maastricht
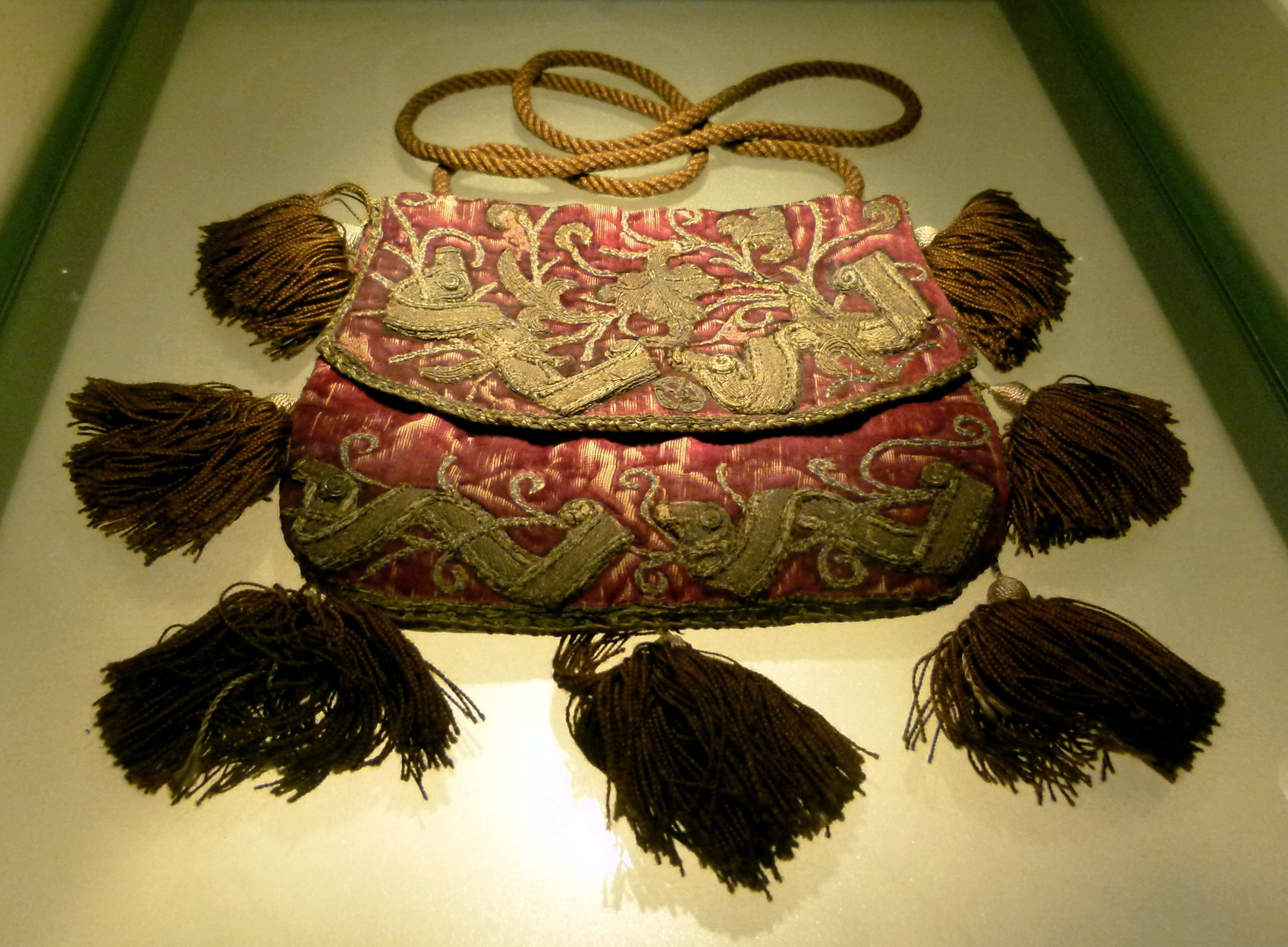
Fluwelen reliekbeurs met goudstiksel, Maastricht
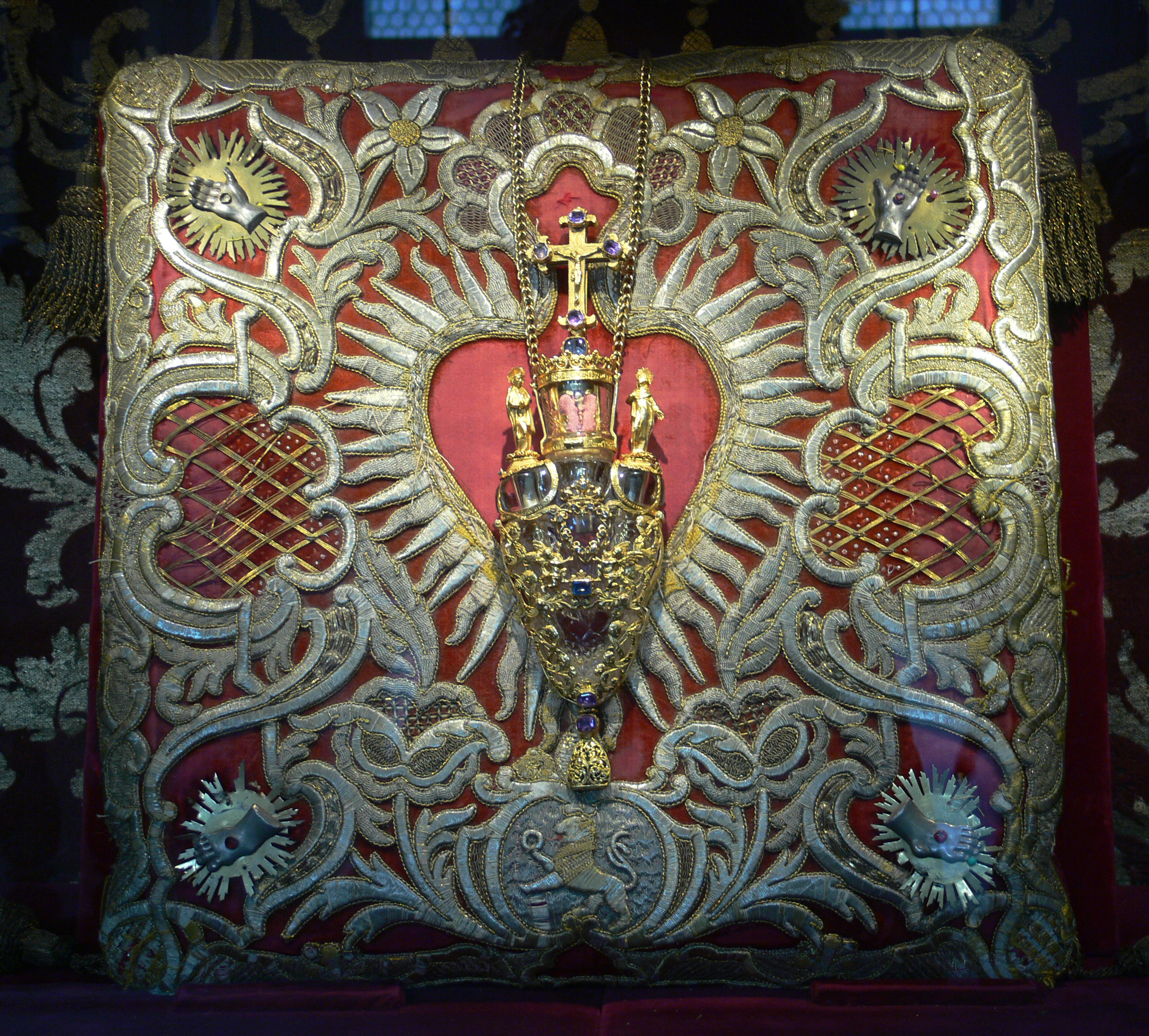
Reliekkussen van zijdebrokaat, Weißenau
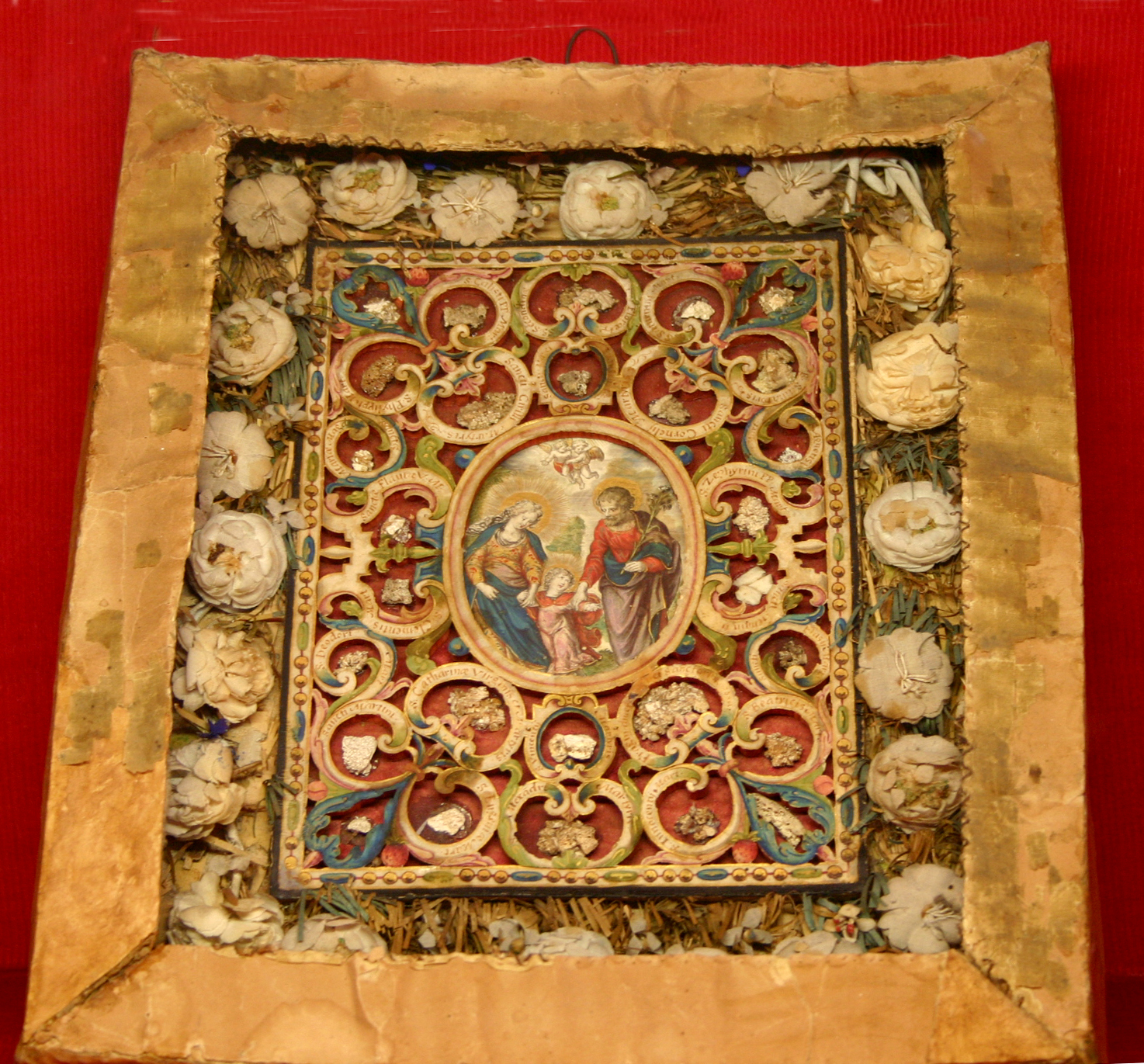
Papieren reliekhouder, Milaan

### Reliekhouders van ivoor, been, eierschalen en noten

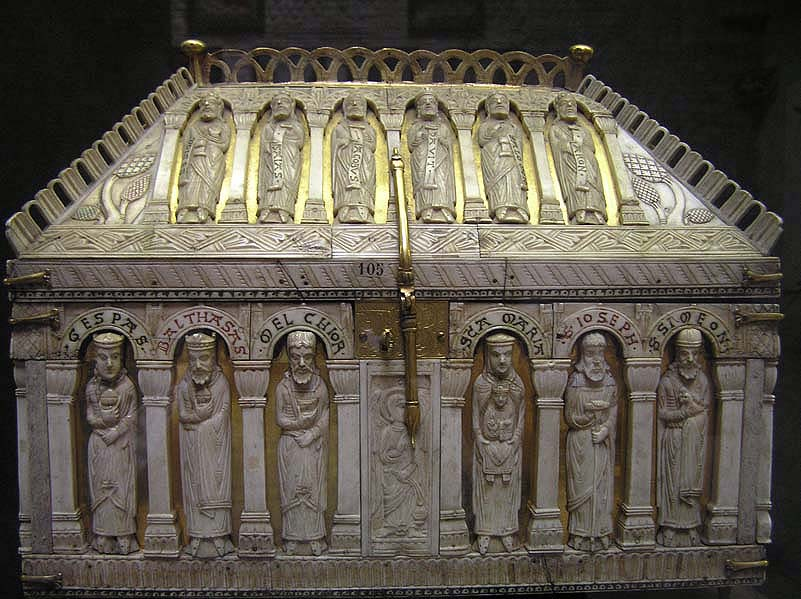
Bewerkte ivoren reliekkist, Parijs
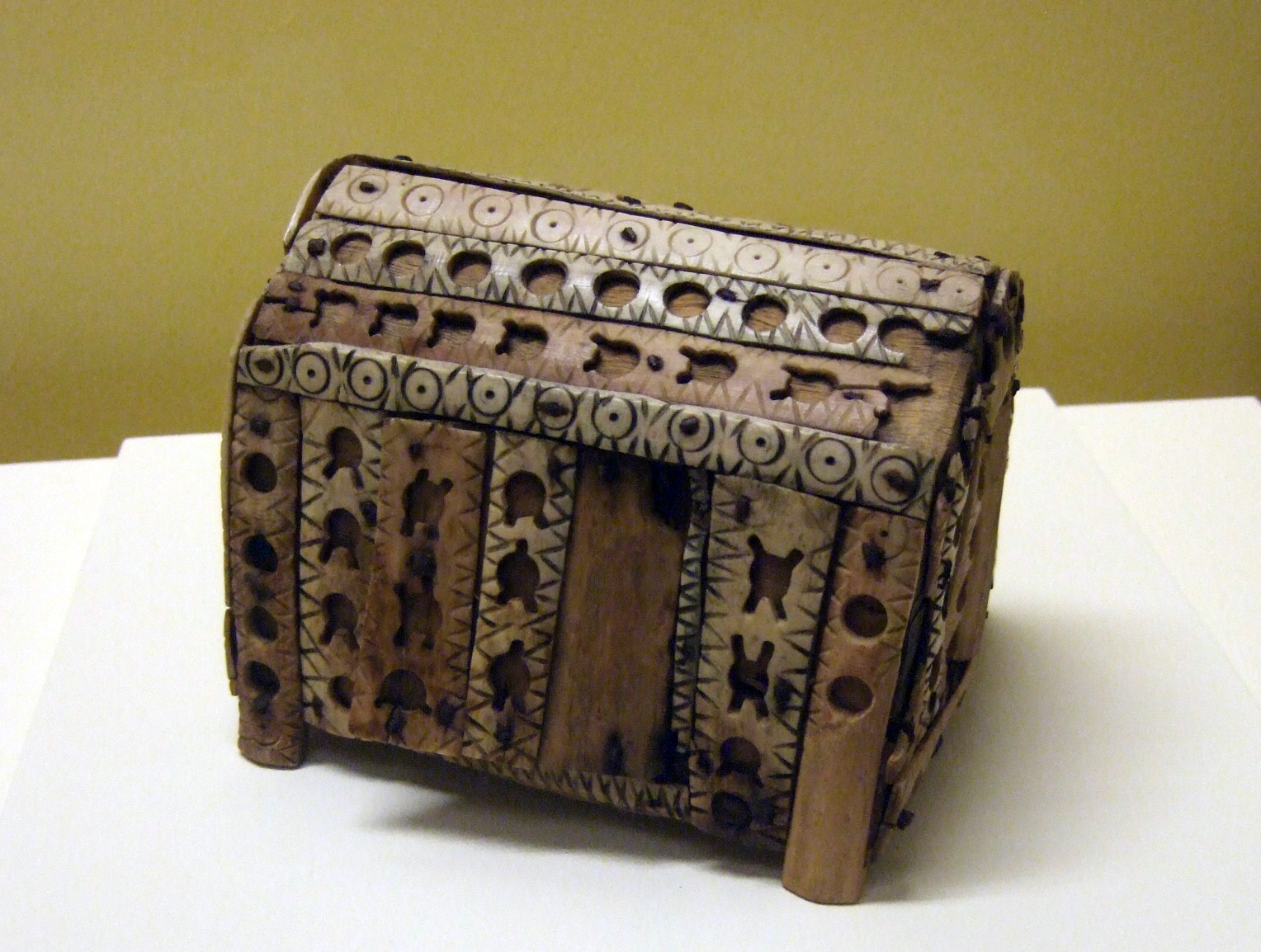
Reliekkistje van been, Novalesa (It.)
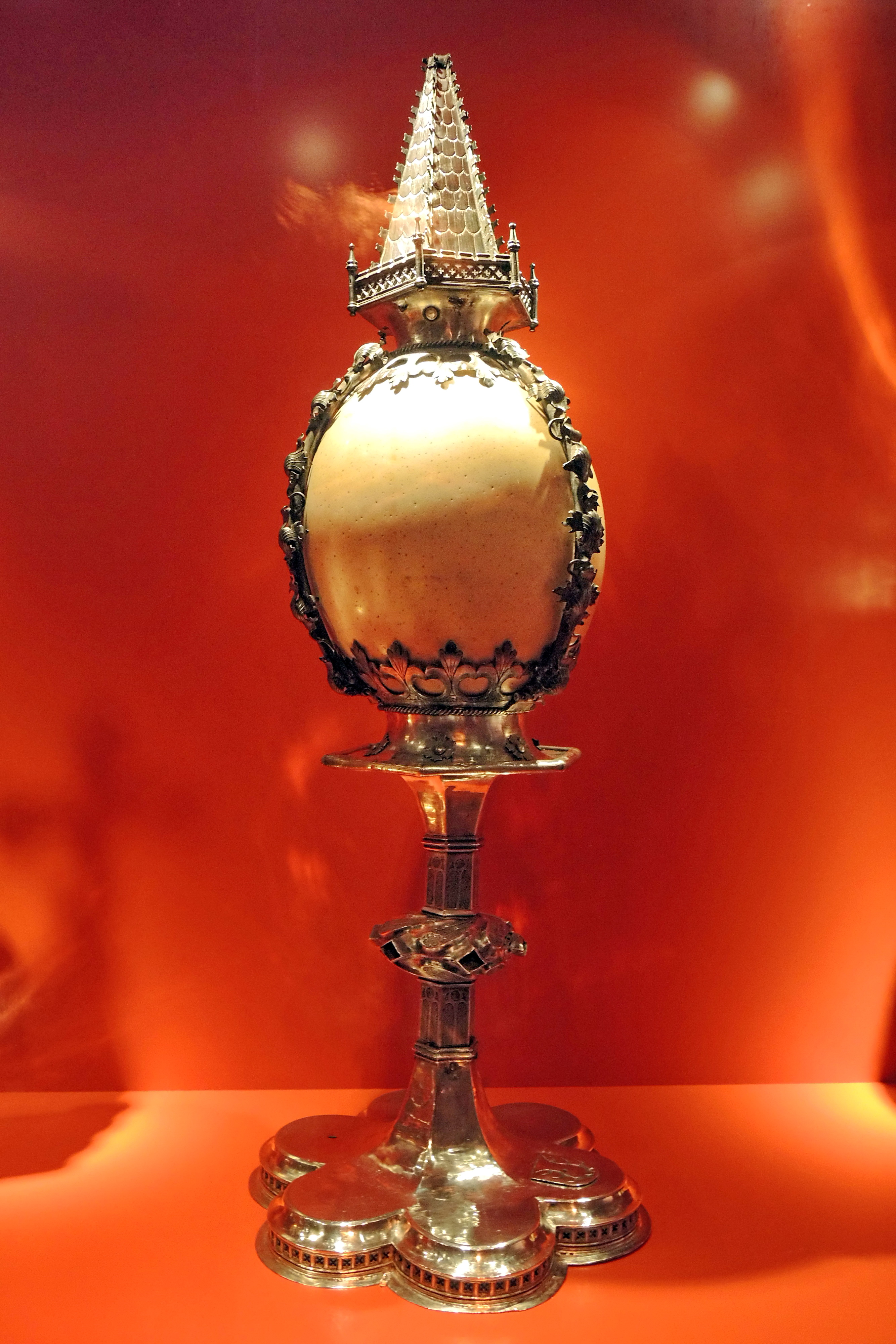
Struisvogeleireliekhouder, Rapperswil (Zw.)
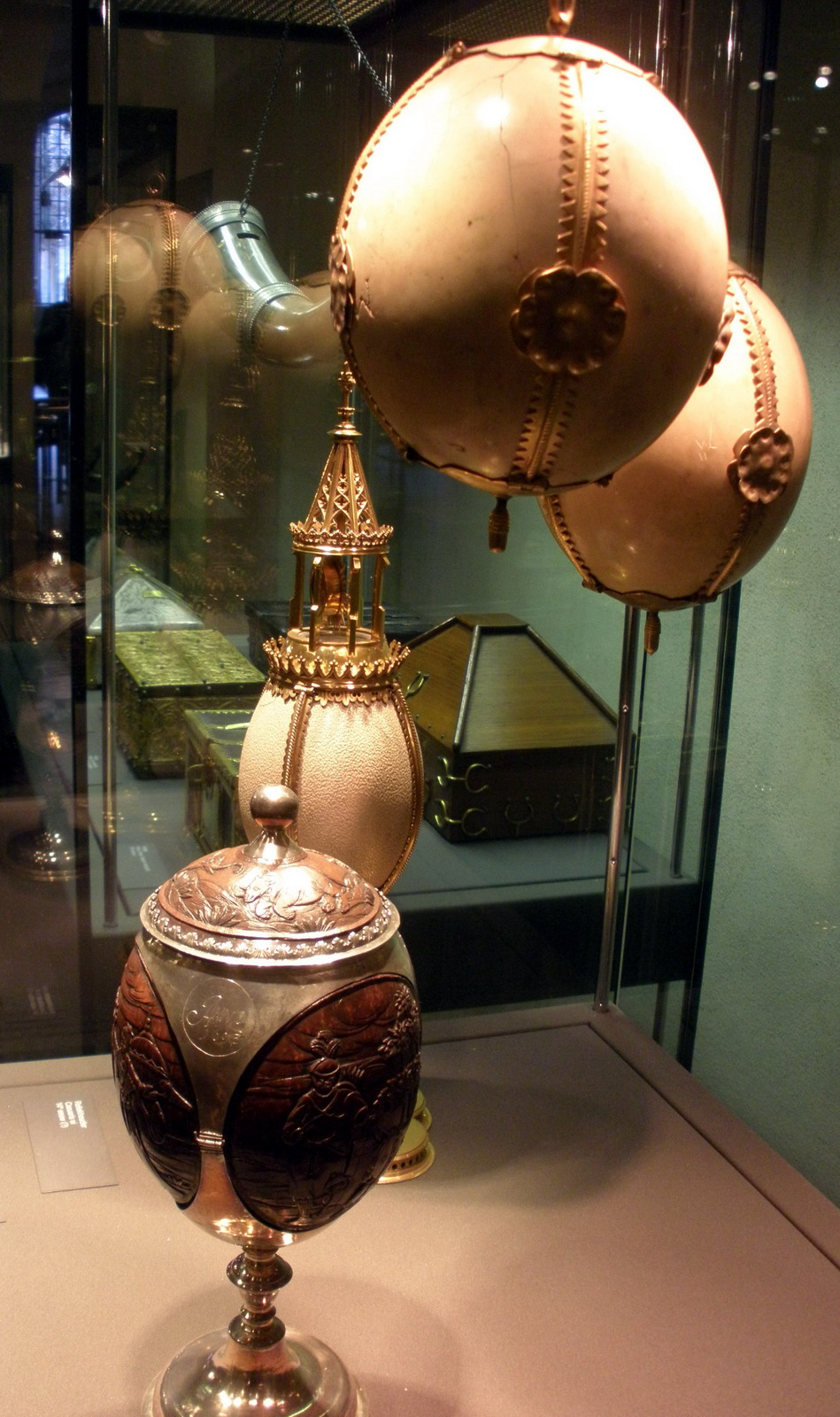
Kokosnoot en diverse eieren, Maastricht

### Reliekhouders van hout, steen, glas of kristal

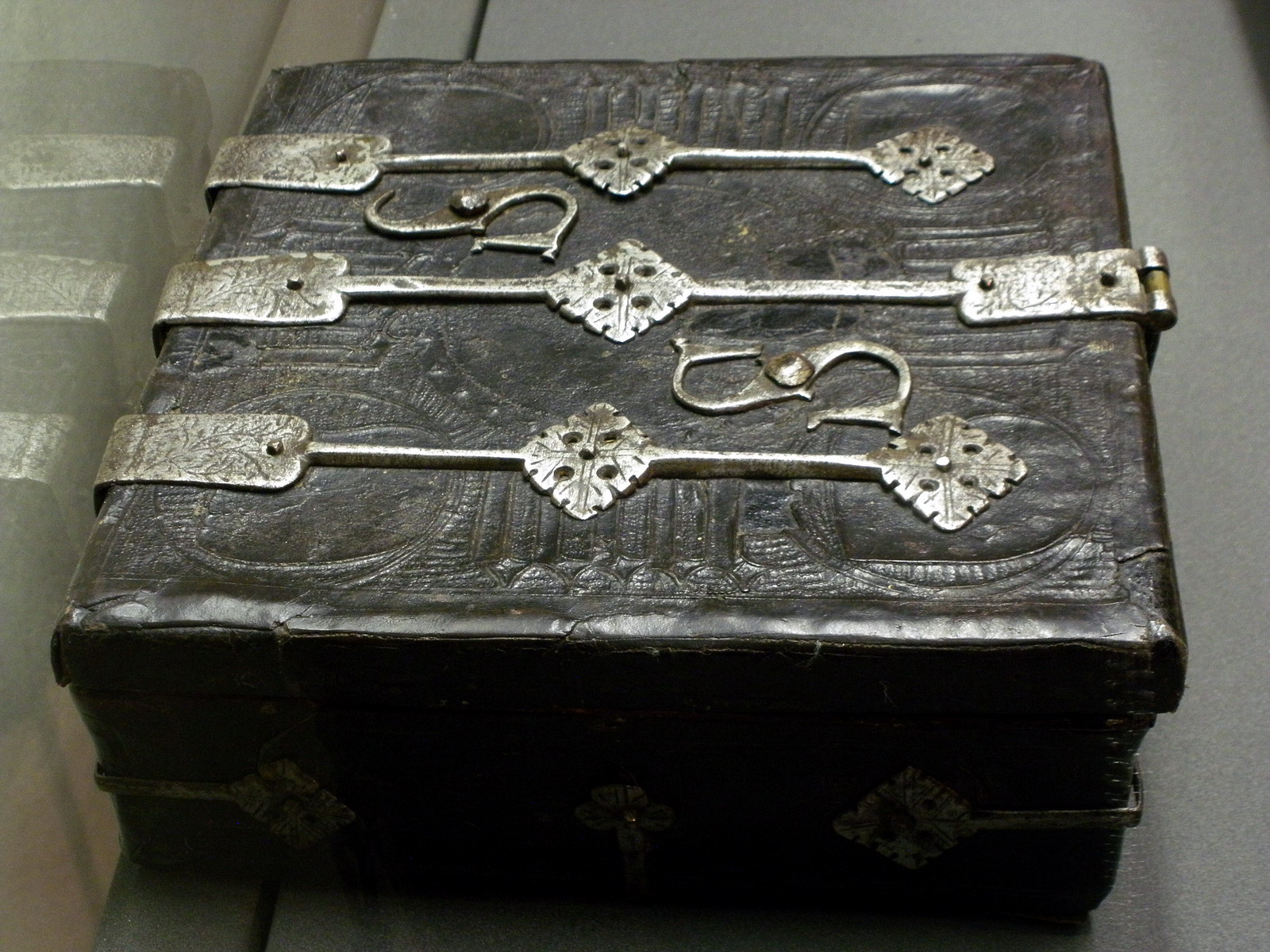
Met leer beklede houten reliekkist, Maastricht
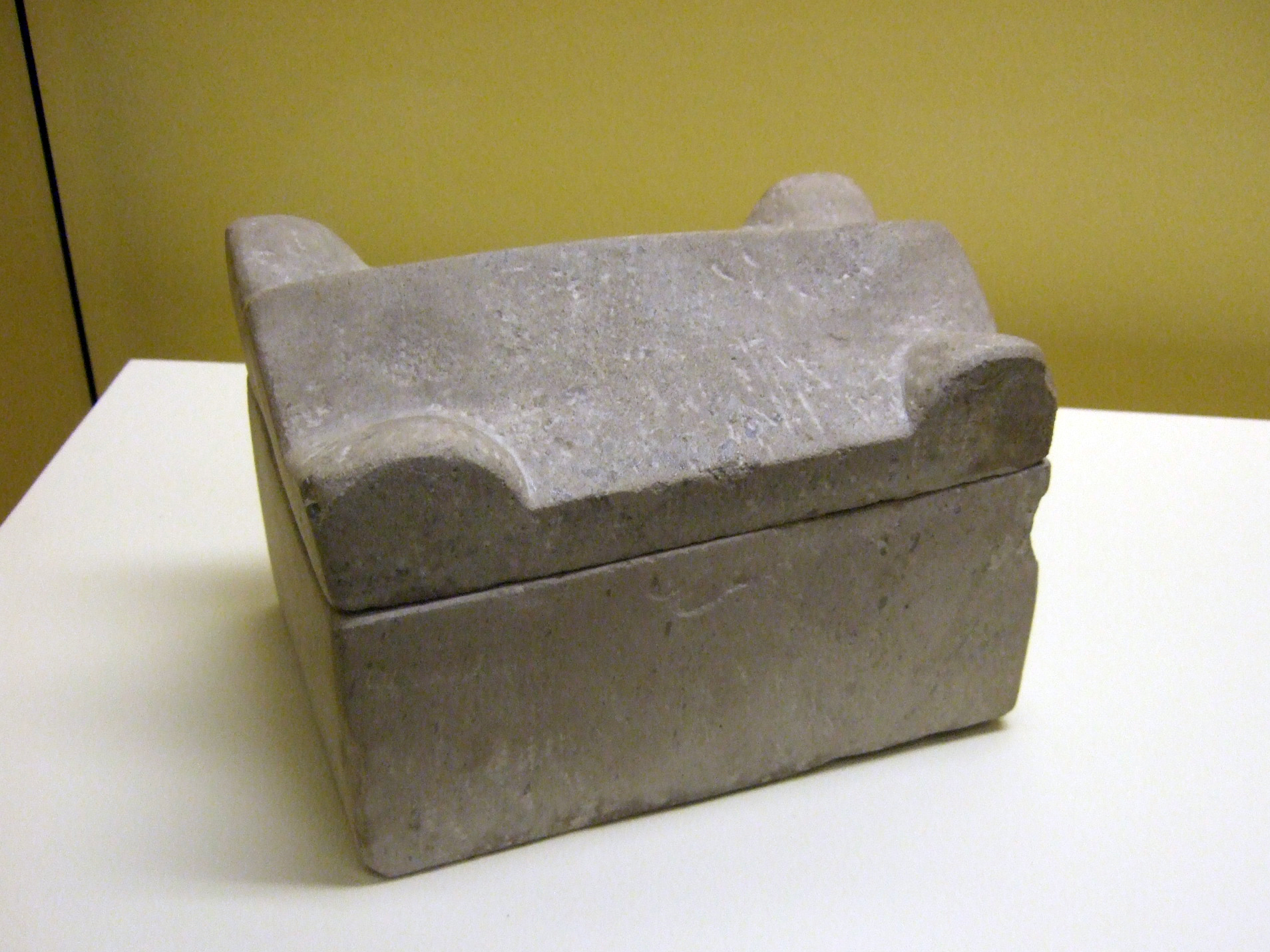
Stenen mini-sarcofaag, Wenen
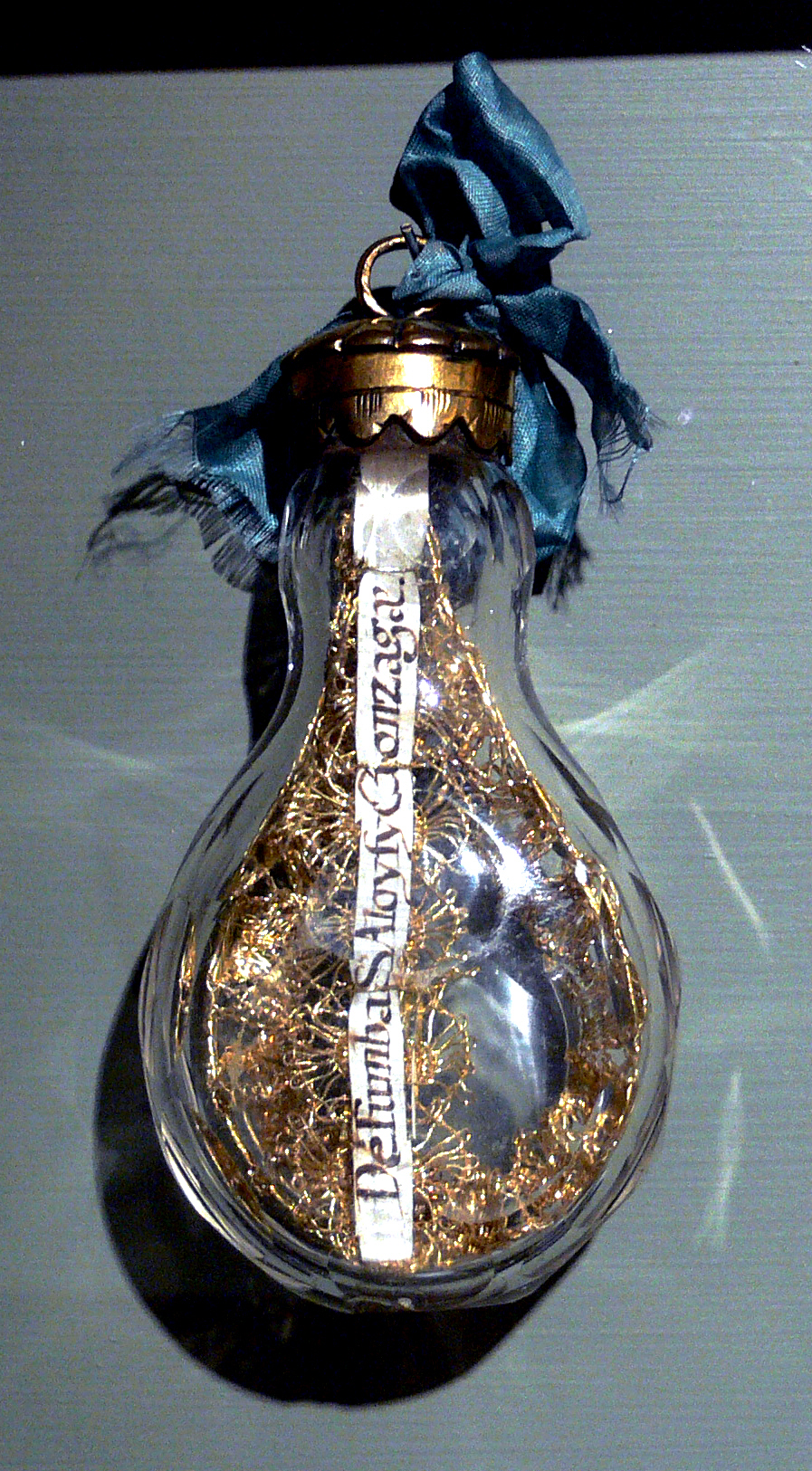
Glazen handreliekhouder, Weingarten (D.)
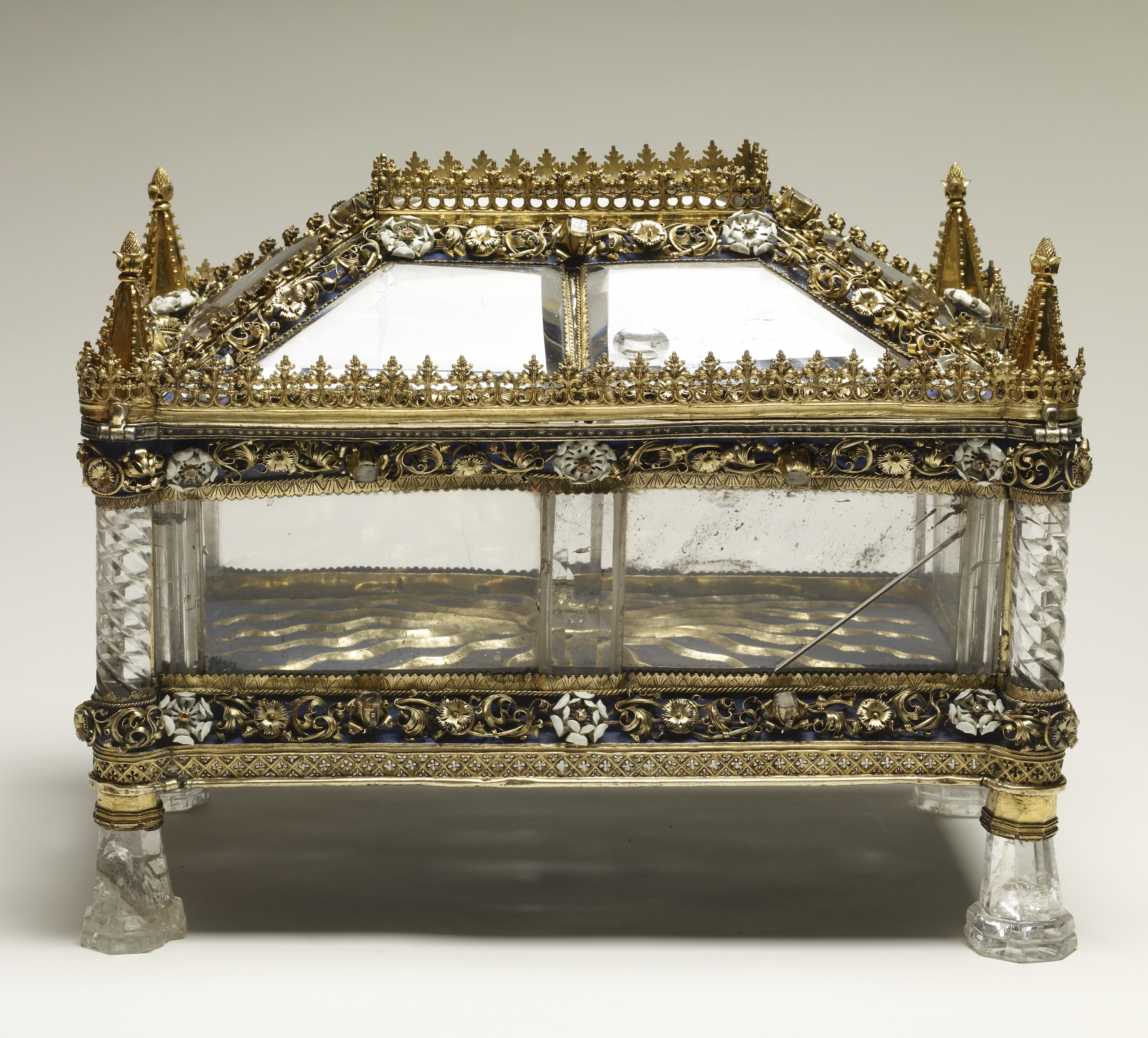
Reliekkistje van bergkristal, Baltimore

### Reliekhouders van metaal

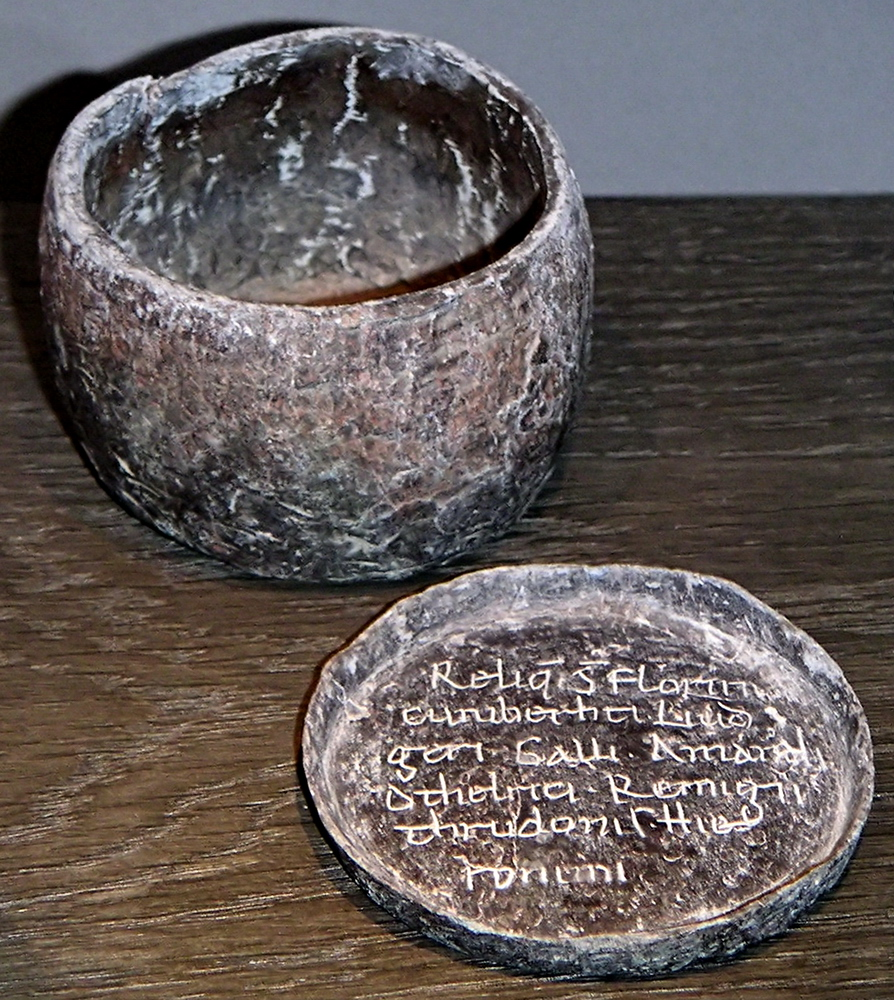
Loden(?) reliekendoosje, Essen
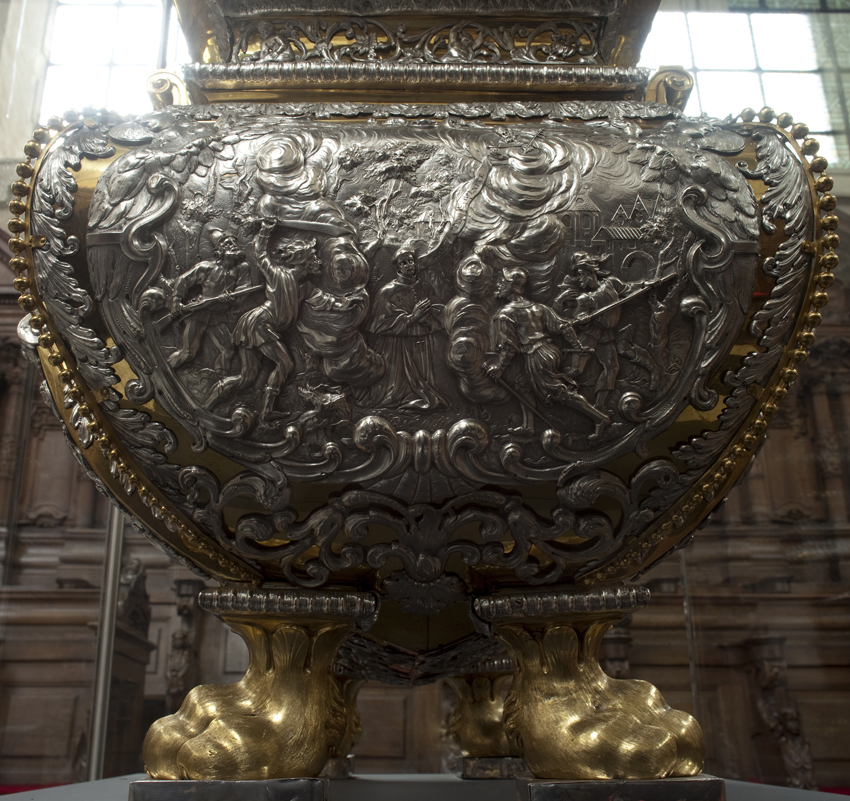
Zilveren reliekschrijn, Ninove
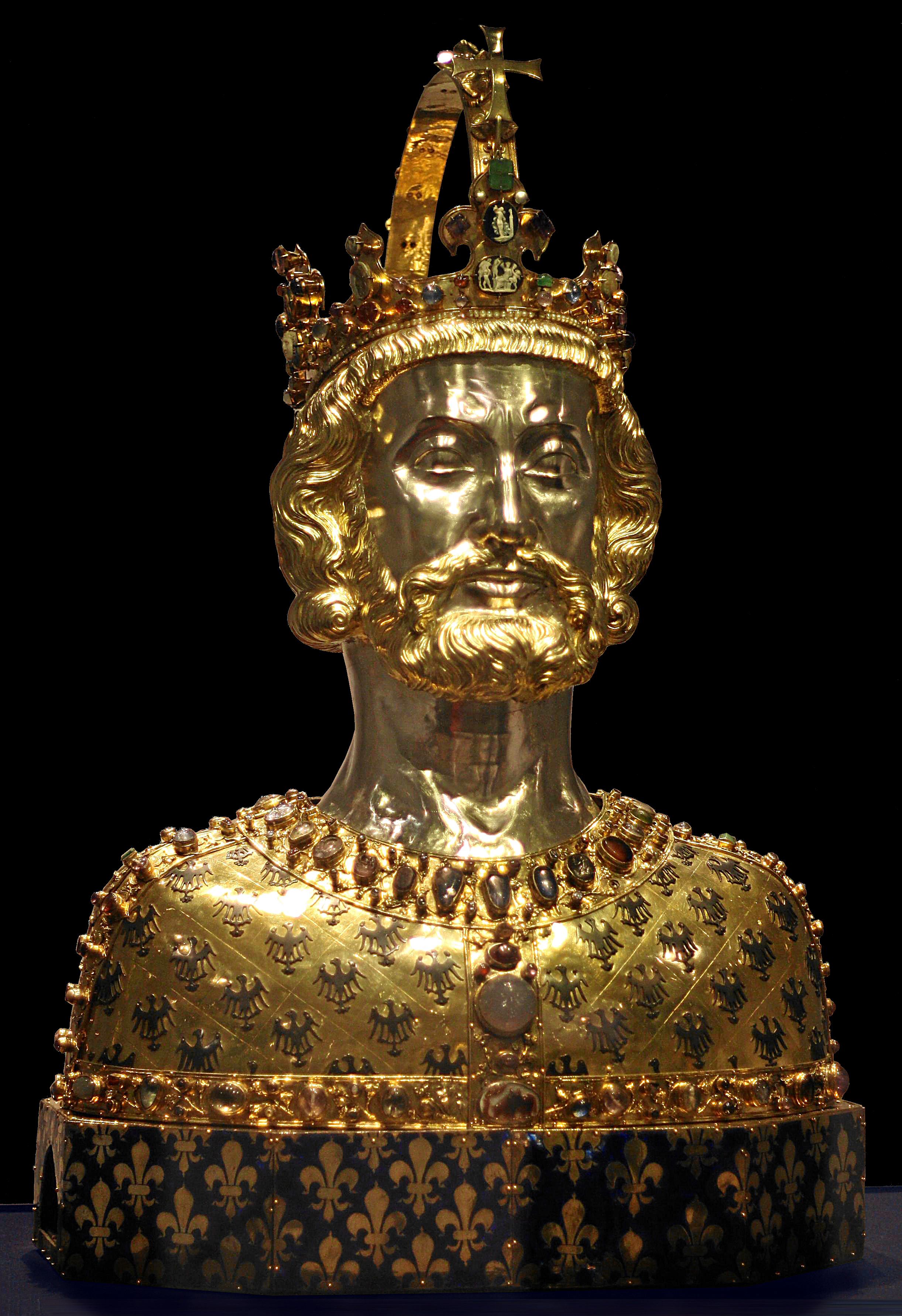
Verguld koperen Karelsbuste, Aken
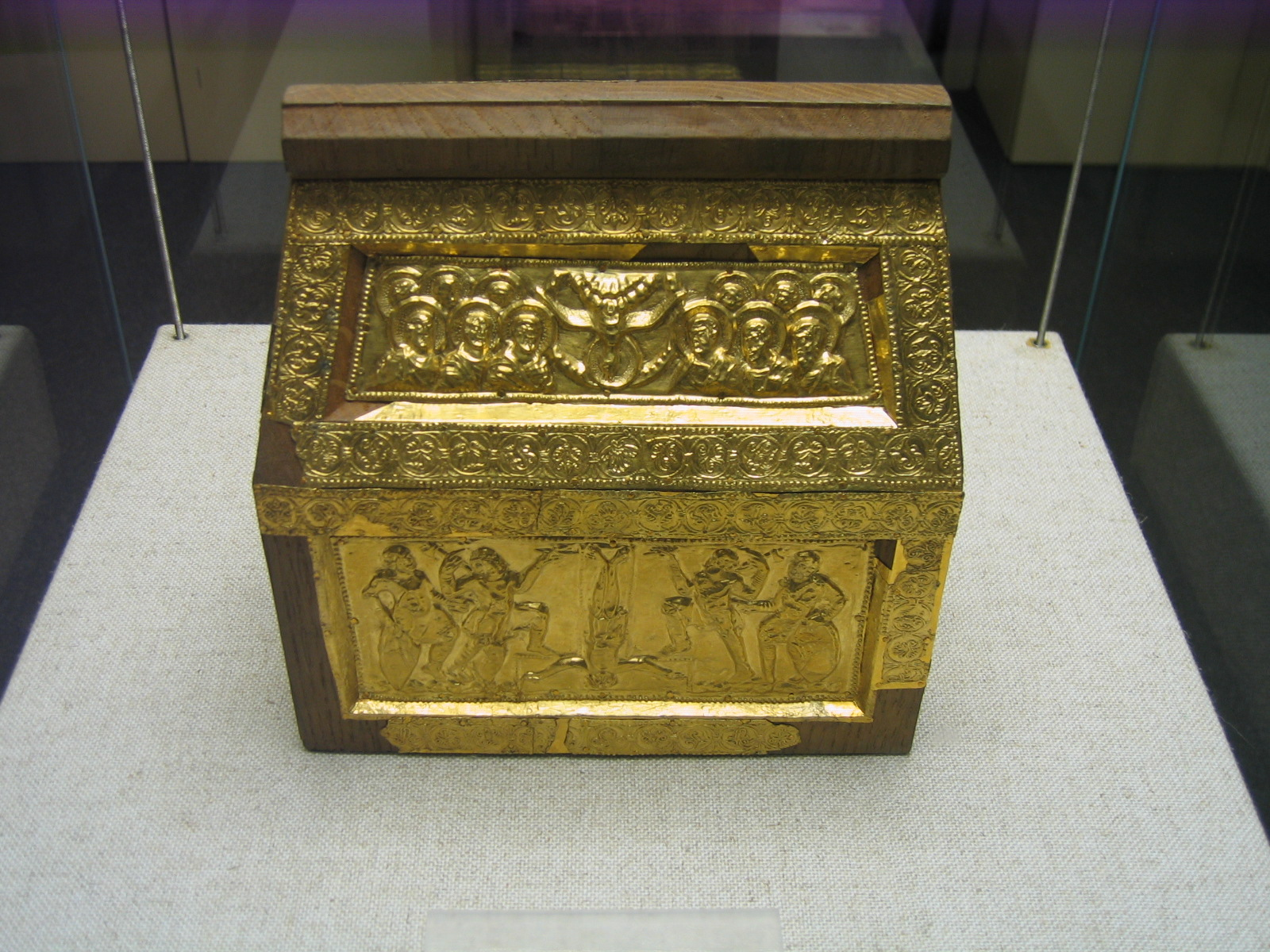
Gouden Petrusschrijn, Minden